# Ivan Löbl
Ivan Löbl, né le 20 mai 1937 à Bratislava (alors en Tchécoslovaquie), est un entomologiste spécialiste des coléoptères. Il travaille comme assistant du conservateur de zoologie au Musée régional de Trnava de 1959 à 1962, puis au Musée national slovaque de Bratislava à partir de 1962. En 1968, il obtient un doctorat en sciences naturelles à l'Université de Bratislava et devient chargé de recherche au département d'entomologie du Muséum d'histoire naturelle de Genève. Il est nommé conservateur du même département dès 1992, et devient conservateur honoraire à sa retraite en 1999, mais publie encore par la suite. Il étudie en particulier les Staphylinidae, et notamment les sous-familles des Scaphidiinae et des Pselaphinae. Il a décrit plus de 1 500 taxons (dont plus de 1 400 espèces), et est le dédicataire de plus de 350 autres décrits par plus de 150 spécialistes. Il est l'auteur d'une série d'ouvrages de référence publiée en huit volumes, le Catalogue of Palaearctic Coleoptera, qui répertorie les références primaires informant sur la taxinomie et la distribution de 100 000 espèces de coléoptères du Paléarctique.

## Taxons dédiés
De nombreux taxons sont dédiés à Ivan Löbl, dont une sous-famille :
- Loebliorylinae Ślipiński, 1991[2]

Quatorze genres :
- Claudivania Huggert, 1982, dédiée à Claude Besuchet et Ivan Löbl[3]
- Loeblaltica Scherer, 1989[4]
- Loeblia Dajoz, 1972[5]
- Loeblibatrus Yin, 2018
- Loebliella Leleup, 1981
- Loeblietus Endrödi, 1979
- Loebliobythus Leleup, 1986
- Loebliorylon Ślipiński, 1991[2]
- Loebliozethus Coulon, 1983
- Loebliquasis Dolin, 1997
- Loeblistiba Pace, 1984
- Loeblites Franz, 1986
- Loeblitoides Jałoszyński, 2019
- Loeblius Pace, 1985

Et plus de 350 espèces ou sous-espèces :
- Abraeus loebli Gomy & Ôhara, 2001
- Aceraius loebli Kon, 2004
- Acrotocepheus loebli Mahunka, 1973
- Acolastus loebli Schöller, 2018
- Aegus loeblei Mizunuma & Nagai, 1973
- Agathidium ivani Angelini, 2002
- Agathidium loebli Angelini & De Marzo, 1983
- Agathidium loeblianum Angelini & De Marzo, 1993
- Allochernes loebli Dashdamirov, 2005
- Allotyphlus loebli Coiffait, 1973
- Amarochara loebli Pace, 1992
- Amaurodera loebli Pace, 1992
- Ambrosiodmus loebli Wood & Bright, 1992
- Amerizus loebli Marggi & Toledano, 2015
- Ampedus loebli Schimmel, 1993
- Anemadus loebli Giachino & Vailati, 1993
- Anisotoma loebli Angelini & De Marzo, 1986
- Anoplodesmus loebli Golovatch, 2000
- Anotylus loebli Hammond, 1979
- Anthaxia loebli Bílý, 2018
- Anthrenus loebli Kadej & Háva, 2010
- Aphodius ivani Stebnicka, 1989
- Archeoglenes loebli Iwan & Kaminski, 2015
- Argiloborus loebli Giachino, 2003
- Aridius lobli Dajoz, 1975
- Arthromelodes loebli Nomura, 1991
- Asternodea loebli Leschen, 1996
- Atheropterus loebli Leleup, 1981
- Atheta ivani Pace, 1990
- Atheta loebli Benick, 1983
- Atheta loebliella Pace, 1990
- Auchenotropis loebli Leleup, 1983
- Aulacobythus loebli Leleup, 1986
- Australocyon loebli Hansen, 2003
- Awas loebli Yin & Li, 2012
- Axiocerylon loebli Besuchet & Ślipiński, 1988
- Basalys loebli Huggert, 1982
- Batoxyla lobli Leleup, 1976
- Batriscenellus loebli Jiang & Yin, 2017
- Batrisiotes loebli Leleup, 1981
- Becvarius loebli Masumoto, 1998
- Belonopelta loebli Baroni Urbani, 1975
- Bembidion inventor Schmidt, 2018[6]
- Bembidion ivanloebli Neri & Toledano, 2018
- Bembidion loebli Schmidt, 2014
- Bembidion praeceptor Schmidt, 2018[6]
- Besuchetionella loebliana Angelini & Peck, 2000
- Besuchetostes loebli Paulian, 1972
- Bolitobius loebli Schülke, 1993
- Bolitolaemus loebli Ardoin, 1980
- Brachygnathellus loebli Zerche, 1991
- Brachypophloeus ivani Schawaller, 2018
- Bruchidius loebli Borowiec, 1985
- Bucharis loebli Medvedev, 1999
- Burmoniscus loebli Taiti & Manicastri, 1988
- Caenoscelis loebli Johnson & Bowestead, 2003
- Caledonogonus loebli Hlaváč, 2009
- Caledonomorpha loebli Cassola, 1989
- Calocheiridius loebli Beier, 1974[7]
- Camptoscaphiella loebli Baehr in Baehr & Ubick, 2010[8]
- Carabus loebli Schweiger, 1968
- Catops loebli Perreau, 1988
- Cephalocosyusa loebli Pace, 1992
- Cerophysa loebli Bezděk, 2018
- Ceylanoparmena loebli Breuning, 1971
- Chelonoidum loebli Kurbatov, 1995
- Chlaenius loebli Saha & Sen Gupta, 1979
- Chromatoiulus loebli Strasser, 1974
- Chromatoiulus loebli Mauriès, 1983, homonyme du précédent, remplacé par Nepalmatoiulus ivanloebli Enghoff, 1987
- Cissidium loebli Darby, 2020[9]
- Clambus loebli Endrödy-Younga, 1986
- Clambus loeblianus Endrödy-Younga, 1974
- Clavicornaltica loebli Scherer, 1974
- Clidicus loebli Besuchet, 1971
- Coenonica loebli Pace, 1989
- Coenonica loebliana Pace, 1989
- Colasidia loebli Baehr, 1997
- Colenisia ivani Daffner, 1991
- Coleotroctellus loebli Lienhard, 1988
- Colydiopeltis loebli Ślipiński, 1992
- Contacyphon ivanloebli Klausnitzer, 2018
- Corticeus loebli Bremer, 1995
- Coryphium loebli Zerche, 1993
- Cotasteroloeblia Osella, 1983
- Craspedopterus loebli Leleup, 1986
- Creagrophorus loebli Daffner, 1985
- Cryptobium loebli Bordoni, 1980
- Cryptocephalus loebli Sassi, 1997
- Cryptogonus loebli Canepari, 1986
- Ctenisolabis loebli Steinmann, 1983
- Cylindropsis loebli Orousset, 1984
- Cyphon loebli Klausnitzer, 2006
- Cyrtusa loebli Hlisnikovský, 1972
- Declivocondyloides loebli Sudre, 2001
- Derarimus loebli Uhmann, 1994
- Dermatohomoeus loeblianus Daffner, 1988
- Dermestes loebli Háva, 2002
- Derocrania indica loebli Mandl, 1978
- Dianous loebli Rougemont, 1987
- Dianous loeblianus Puthz, 1988
- Dicraspeda loebli Baehr, 1996
- Dima loebli Schimmel, 1991
- Disphaerona loebli Frieser, 1979
- Dropephylla loebli Thayer, 2003
- Dryopomera loebli Švihla, 1996
- Duvalius loebli Casale, Giachino & Vailati, 2018
- Dyschirius ivanloebli Balkenohl & Bulirsch, 2018
- Dyschirius loebli Balkenohl, 1994
- Ectoparyphodes loebli Leleup, 1986
- Edaphus loebli Comellini, 1977
- Eleodimerus loebli Leleup, 1981
- Eleodimerus pseudoloebli Leleup, 1981
- Enochrus loebli Bameul, 1986
- Eocatops loebli Perreau, 1991
- Eorhipidius loebli Batelka & Hájek, 2009
- Ephimerostylus loebli Borovec, 2018
- Epipsocus loebli Badonnel, 1981
- Epirosomella loebli Strasser, 1976
- Euconnus ivani Franz, 1989
- Euconnus ivanloebli Franz, 1980
- Euconnus loebli Franz, 1982
- Euconnus loeblianus Franz, 1982
- Euconosoma loebli Campbell, 1987
- Eudasypeltis loebli Golovatch, 1995
- Eusphalerum caucasicum loebli Zanetti, 1993
- Euspilotus loebli Mazur, 1974
- Falsozotypus loebli Kaszab, 1980
- Fenderia loebli Puthz, 2003
- Fitzingeria loebli Zicsi, 1985
- Gabrius loebli Schillhammer, 1997
- Geoparnus loebli Kodada, Kadubec & Čiampor, 2013
- Geostiba loebli Pace, 1983
- Geostiba loebliana Pace, 1984
- Globosulus loebli Leleup, 1983
- Graphelmis loebli Čiampor & Kodada, 2004
- Gyrophaena loebli Pace, 1989
- Haroldius loebli Paulian, 1987
- Harpactea loebli Brignoli, 1974
- Helochares ivani Hebauer, 1996
- Herbertfranziella loebli Fouqué, 2013
- Heteromeiropsis loebli Pierotti & Bellò, 2004
- Hexarropalus loebli Bečvář & Purchart, 2008
- Histiostoma loebli Mahunka, 1979
- Holophloeus loebli Trýzna & Banář, 2020
- Hoplophthiracarus loebli Mahunka, 1985, désormais Rhacaplacarus loebli (Mahunka, 1985)
- Horaeomorphus loeblianus Franz, 1992
- Horiella loebli Pütz, 2002
- Horniella loebli Yin & Li, 2014
- Hypocyphtus loebliellus Pace, 1985
- Imparipes loebli Mahunka, 1972
- Indiosina loebli Papp, 1980
- Indjapyx loebli Pagés, 1984
- Indocader loebli Péricart, 1981
- Indonemoura loebli Zwick & Sivec, 1980
- Ischiolepta loebli Roháček & Papp, 1984
- Ischnosoma loebli Kocian, 1997
- Isometrus acanthurus loebli Vachon, 1982[10]
- Juliettinus loebli Gomy, 2010
- Kanala loebli Fikáček, 2010
- Kaschmiriosoma loebli Jeekel, 2003
- Kodamaius loebli Badonnel, 1981
- Laena loebli Schawaller, 1998
- Lamingtonium loebli Lawrence & Leschen, 2003
- Laricobius loebli Jelínek & Háva, 2000
- Lathrobium loebli Assing, 2013
- Leiodes loebli Daffner, 1986
- Leistus loebli Perrault, 1985
- Leptaulax loebli Kon, Johki & Araya, 2003
- Leptomastax loebli Castellini, 1994
- Leptusa loebli Pace, 1984
- Limnebius loeblorum Jäch, 1993
- Limulopteryx loebli Hall, 2003
- Liogluta loebli Pace, 1991
- Lissonotocoris loebli Heiss, 2014
- Lissopogonus loebli Deuve, 2009
- Livolia loebli Medvedev, 1974
- Loebliorylon ivani Ślipiński, 2003[11]
- Loeblistiba loebli Pace, 1984
- Lohmannia loebli Mahunka, 1974
- Maculagonum loebli Baehr, 2018
- Madrasostes ivani Ballerio, 2018
- Madrasostes loebli Paulian, 1981
- Maladera loebli Baraud, 1990
- Maltypus loebli Wittmer, 1993
- Masuria loebli Pace, 1989
- Mecyclothorax loebli Baehr, 2002
- Medon loebli Bordoni, 1980
- Megachernes loebli Schawaller, 1991[12]
- Megalopinus loebli Puthz, 1990
- Megalopinus loeblianus Puthz, 2012
- Megarthrus ivani Cuccodoro, 2003
- Megarthrus loebli Cuccodoro, 2018[13]
- Melanotus loebli Platia & Schimmel, 2001
- Mendaxinus loebli Gildenko, 2004
- Meranoplus loebli Schödl, 1998
- Metadromius loebli Mateu, 1986
- Metolinus loebli Bordoni, 2002
- Metopidiothrix loebli Shear, 2002
- Mezira loebli Heiss, 1982
- Micrambe loebli Otero, 1997
- Micrelytriger loebli Nomura, 1997
- Microbolitoneus loebli Grimm, 2017
- Microcharidius loebli Pérez-González & Zaballos, 2018
- Microcylloepus loebli Polizei, 2018
- Microhoria loebli Uhmann, 1989
- Microscydmus loebli Franz, 1980
- Moriosomus loebli Allegro, Giachino & Picciau, 2018
- Myrmoteras ivani Agosti, 1992
- Nandius loebli Coulon, 1990
- Nanotrechiama loebli Belousov & Kabak, 2018
- Nargus ivani Perreau, 2004
- Nargus loebli Giachino & Valanti, 2000
- Naviauxella loebli Matalin, 2018
- Nebria loebliana Huber & Schmidt, 2018
- Neoathousius loebli Schimmel & Platia, 1991
- Neobisnius loebli Last, 1989
- Neotrabisus loebli Leleup, 1981
- Nepalicrepis loebli Scherer, 1989[4]
- Nepalota loebliana Pace, 1991
- Newsteadia  loebli Kozár & Konczné Benedicty, 1999
- Nikkostiba loebli Pace, 1984
- Nosodendron loebli Háva, 2003
- Ochtebius loebli Ferro, 1984
- Ochthephilus loebli Makranczy, 2014
- Octavius loebli Puthz, 1979
- Octavius loeblianus Puthz, 1979
- Octavius loebliellus Puthz, 1984
- Olophrinus loebli Campbell, 1993
- Orestia loebli Biondi, 1992
- Orphnebius loebli Pace, 1992
- Ortheziola loebli Richard, 1990
- Orthoperus loebli Bowestead, 1999
- Osphyoplesius loebli Español, 1975
- Othius loebli Assing, 2003
- Otoclinius loebli Baraud, 1991
- Oxycentrus ivani Ito, 1996
- Oxygastrobythus loebli Leleup, 1986
- Oxypoda loebli Pace, 1992
- Pachycephalopisalia loebli Pace, 1992
- Pachyteria loebli Morati & Huet, 2004
- Pachytrabisus loebli Leleup, 1981
- Paederus loebli Biswas & Sen Gupta, 1982
- Palaeoseopsis loebli Badonnel, 1979
- Paleonura loebli Cassagnau, 1988
- Palnia loebli Stebnicka, 1985
- Paposus loebli O’Keefe, 2003
- Paraleleupidia loebli Mateu, 1981
- Paraneseuthis loebli Jaloszanski, 2015
- Paraploderus loebli Makranczy, 2016
- Parectonura loebli Deharveng, 1987
- Parmaschema loebli Schawaller, 1989
- Parvatinura loebli Cassagnau, 1984
- Passandra loebli Burckhardt & Ślipiński, 2003
- Pathelus loebli Ślipiński, 1982
- Pelioptera loebli Pace, 1991
- Phacosoma loebli Paulian, 1980
- Phaedis loebli Ando, 2018
- Phaenotheriosoma loebli Frieser, 1978
- Phalantias loebli Bonadona, 1982
- Philothermopsis loebli Ślipiński, 1980
- Platiana loebli Schimmel, 1996
- Platychora loebli Jelínek & Hájek, 2018
- Platydema loebli Schawaller, 2006
- Platykochius loebli Iwan, 2005
- Poecilips loebli Schedl, 1972
- Prionocerus loebli Geiser, 2018
- Protochthebius loebli Perkins, 1998
- Protopselaphus loebli Newton & Thayer, 1995
- Psalitrus loebli Bameul, 1992
- Psammodius loebli Pittino, 1980
- Pselaphodes loebli Huang & Yin, 2020
- Pselaphogenius loeblianus Nomura, 2003
- Pselaptrichus loebli Chandler, 2003
- Pseudcolenis loebli Daffner, 1988
- Pseudepilysta loebli Hüdenpohl, 1996
- Pseudoagathidium ivani Angelini, 1996
- Pseudoplandria loebli Pace, 1992
- Ptomaphaginus loebli Szymczakowski, 1972
- Ptomaphaginus loeblianus Perreau, 2008
- Quedius loebli Smetana, 1978
- Reicheiodes loebli Balkenohl, 1994
- Reichenbachia loebli Carlton, 2003
- Rentonellum loebli Kolibáč, 2005
- Rhamphus loebli Germann & Colonnelli, 2018
- Rhyparus loebli Paulian, 1983
- Rhyssemus loebli Petrovitz, 1975
- Rimaderus loebli Bonadona, 1978
- Rimaderus loeblianus Uhmann, 1990
- Saprosites loebli Balthasar, 1972
- Sarmydus loebli Drumont & Weigel, 2010
- Scaphidium ivanloebli Tang, 2018
- Scaphidium loebli Fierroz-Lopez, 2005
- Scaphisoma loebli Tamanini, 1969
- Scopaeus ivani Frisch, 2003
- Scopeus loebli Frisch, 1997
- Scydmaenus burckhardtloebli Franz, 1992
- Scydmaenus ivani Franz, 1980
- Scydmaenus ivanloebli Franz, 1989
- Scydmaenus loebli Franz, 1982
- Scydmaenus loeblianus Franz, 1980
- Scydmobisetia loebli Yin, Zhou & Cai, 2018
- Scymnus loebli Canepari, 1986
- Sericania loebli Ahrens, 2004
- Siamanura lobli Deharveng, 1987
- Siamites loebli Franz, 1989
- Silesis loebli Platia & Schimmel, 1993
- Simplocaria ivani Pütz, 2003
- Simplocaria ivanloebli Pütz, 2002
- Sivacrypticus loebli Kaszab, 1979
- Smetanabatrus loebli Yin & Cuccodoro, 2018
- Spalacosostea loebli Kodada, 1996
- Sparedrus alesivani Švihla, 2006
- Sphuridaethes loebli Pace, 1988
- Starengovia ivanloebli Martens, 2017
- Stelidota loebli Jelínek, 2001
- Stenaesthetus loebli Puthz, 2013
- Stenotarsus loebli Strohecker, 1983
- Stenus loebli Puthz, 1971
- Sternotropa loebli Pace, 1989
- Stetholiodes loebli Angelini & De Marzo, 1987
- Sticholotis loebli Canepari, 1986
- Stiliderus loebli Rougemont, 1985
- Stomylus loebli Ardoin, 1980
- Sumatera loebli Bordoni, 2002
- Syrbatus loebli Leleup, 1981
- Systelloderes loebli Štys & Banař, 2007
- Tachinus loebli Schülke, 2006
- Tachyusa loebli Pasnik, 2006
- Taizonia loebli Döberl, 1991
- Tetrablemma loebli Bourne, 1980[14]
- Tmesisternus loebli Weigel, 2018
- Tomoderus loeblianus Uhmann, 1987
- Torneuma loebli Osella, 1986
- Torodera loebli Döberl, 1998
- Trechus loebli Pawlowski, 1977
- Trechus loeblianus Deuve, 1988
- Trichotichnus ivani Kataev & Schmidt, 2018
- Trichotichnus loebli Ito, 1998
- Trilacuna loebli Grismado, 2014
- Trilophus loebli Balkenohl, 1999
- Troglorhynchus loebli Osella, 1974
- Tropimelytron loebli Pace, 1991
- Trypeticus loebli Kanaar, 2003
- Tychobythinus loebli Hlaváč & Faille, 2018
- Typhlocyptus loebli Pace, 1985
- Uloma loebli Kaszab, 1979
- Veraphis loebli Jałoszyński, 2019
- Xantholinus loebli Bordoni, 1976
- Xyleborus loebli Schedl, 1979
- Zeadolophus loebli Peck, 2003
- Zethopsiola loebli Coulon, 1983
- Zethopsoides rugosus loebli Coulon, 1983
- Zorochrus loebli Dolin, 1999

## Taxons décrits
Ivan Löbl a décrit plus de 1 400 taxons. Parmi ceux-ci, on compte une sous-tribu :
- Neopachypterina Bouchard, Löbl and Merkl, 2007

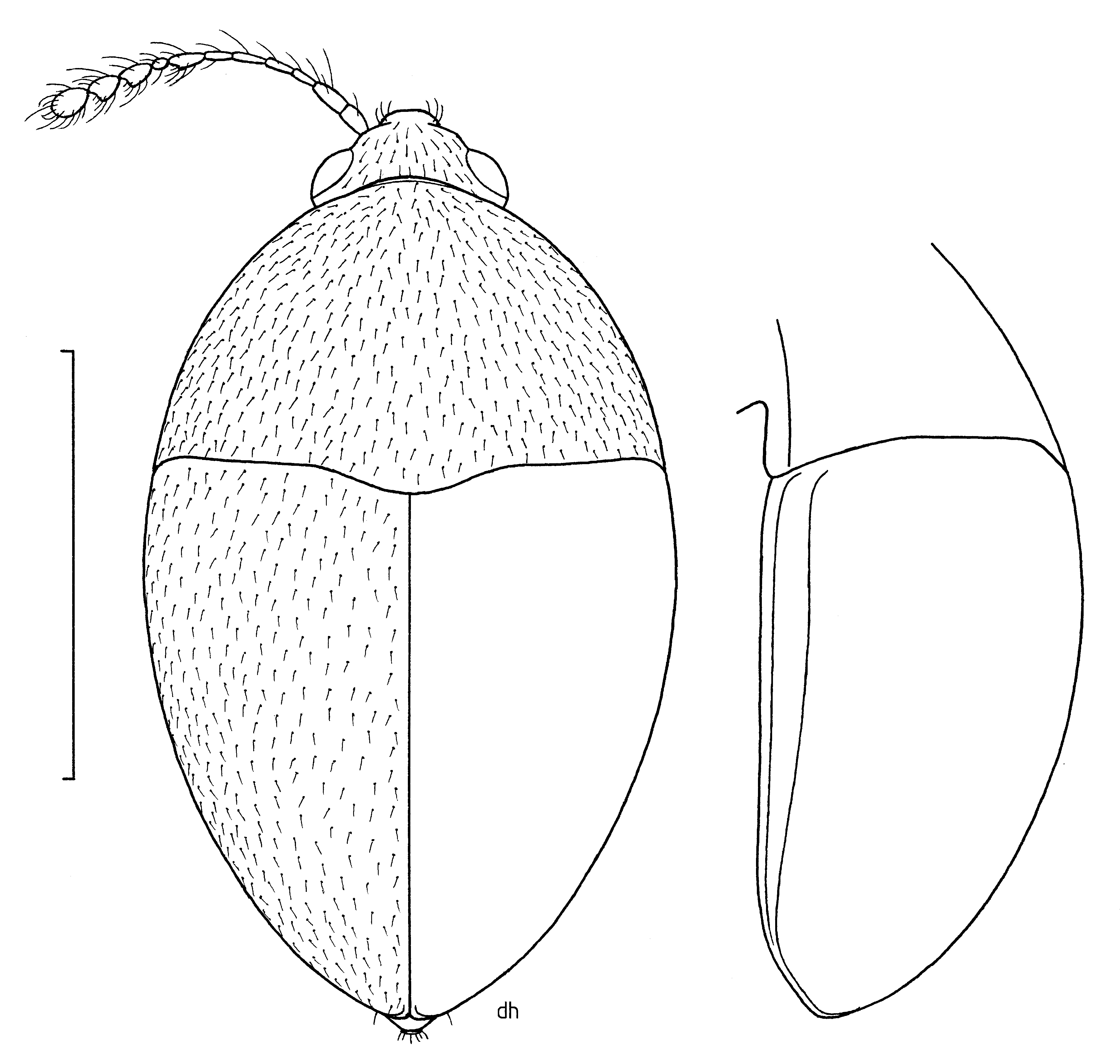
Une espèce indéterminée du genre Bertiscapha Leschen & Löbl, 2005.

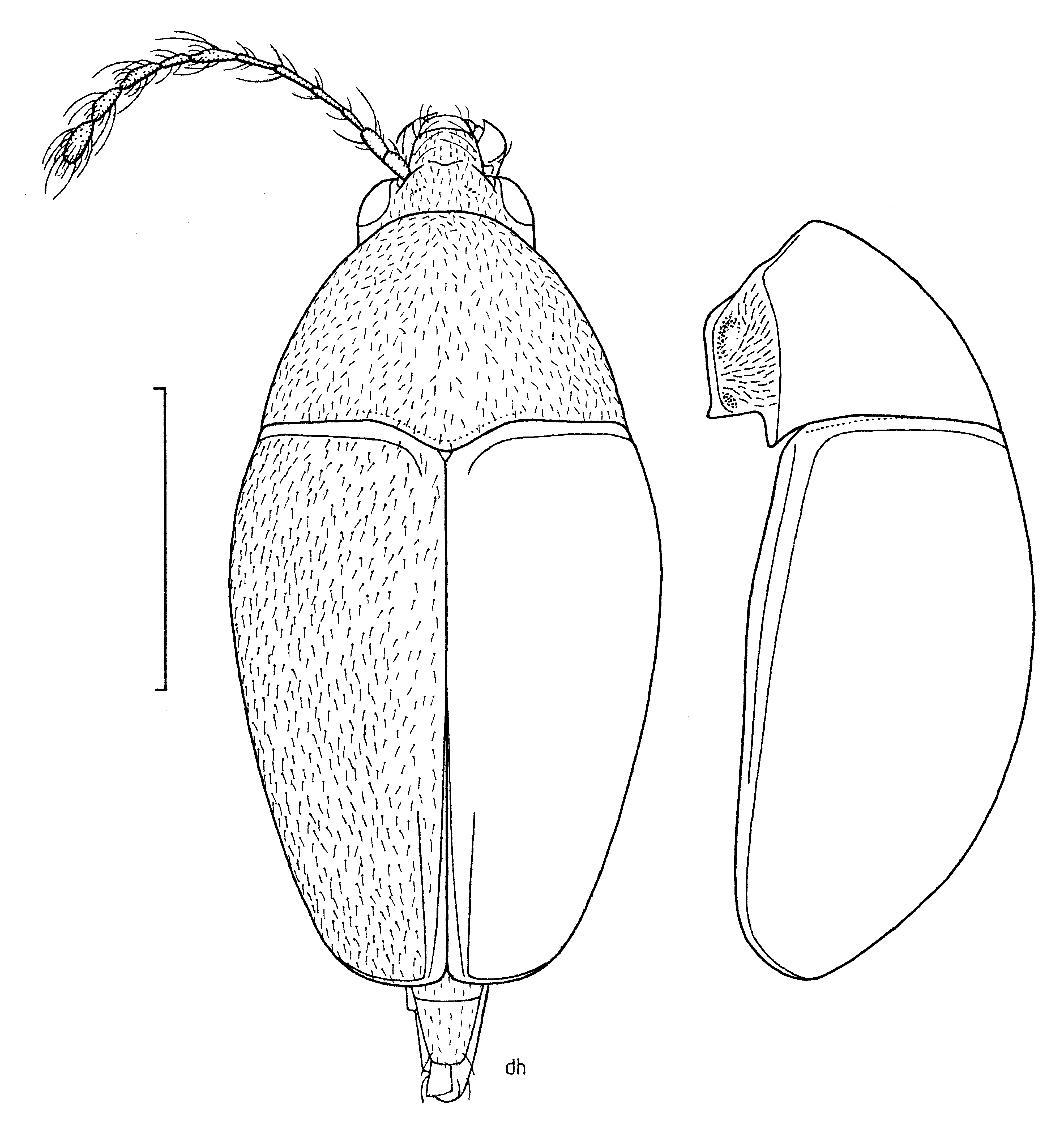
Une espèce indéterminée du genre Notonewtonia Löbl & Leschen, 2003.

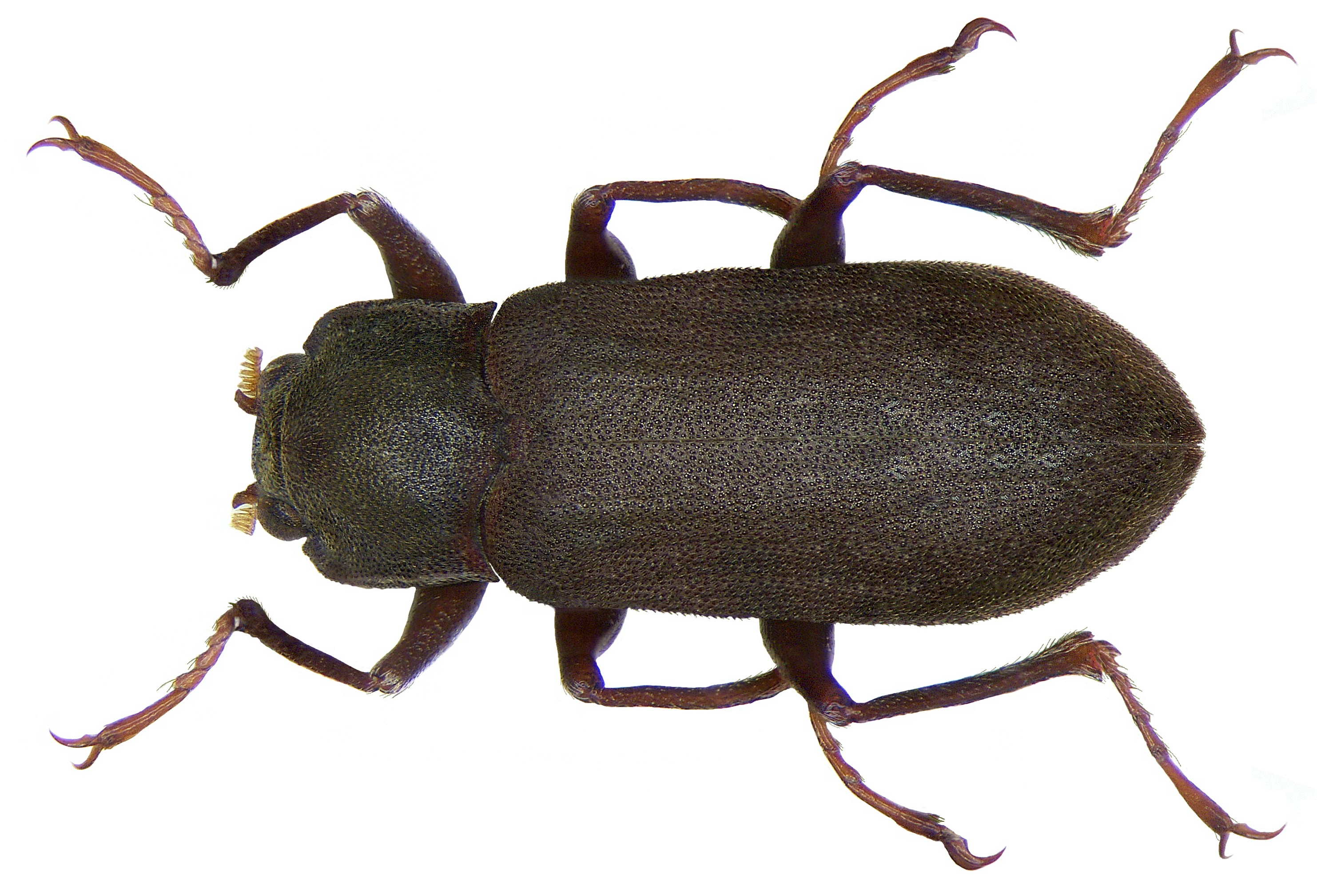
Une espèce indéterminée du genre Parahelicus Löbl & Smetana, 2006.

Il est aussi l'auteur ou co-auteur de 58 genres ou sous-genres :
- Afroscaphium Löbl, 1989[15]
- Akarbatrus Löbl, 2009[16]
- Amphithrixoides Bouchard & Löbl, 2008
- Anogenius Löbl & Leschen, 1994
- Armariolus Kurbatov, Cuccodoro & Löbl, 2007[17]
- Asisia Bezděk, Löbl & Konstantinov, 2010
- Awas Löbl, 1994
- Baceysus Löbl & Kurbatov, 2001[18]
- Baeocera (Amaloceroschema) Löbl, 1967, synonymisé avec Baeocera Erichson, 1845[19]
- Baeoceroides Löbl, 2020[20]
- Baeoceroxidium Ogawa & Löbl, 2013
- Baeotoxidium Löbl, 1971
- Barnardiorum Iwan & Löbl, 2007
- Batoxylomorpha Löbl & Kurbatov, 2001[18]
- Batrictenistes Löbl, 1976
- Bertiscapha Leschen & Löbl, 2005
- Biblomorphus Löbl, 1961
- Birocera Löbl, 1970
- Brachynoposoma Löbl, 1973
- Brunomanseria Löbl & Kurbatov, 2004
- Cataphractinus Kurbatov, Cuccodoro & Löbl, 2007[17]
- Cerapeplus Löbl & Burckhardt, 1988
- Coryphomobatrus Löbl & Kurbatov, 2001[18]
- Coryphomoides Löbl, 1982
- Eutheimorphus Franz & Löbl, 1990
- Himallaphus Löbl & Kodada, 2021[21]
- Irianscapha Löbl, 2012
- Kasibaeocera Leschen & Löbl, 2005[22]
- Katagenius Burckhardt & Löbl, 1992[23]
- Kathetopodion Löbl, 1982
- Klarissa Kurbatov, Cuccodoro & Löbl, 2007[17]
- Kryptogenius Burckhardt & Löbl, 1992[23]
- Laenagenius Löbl, 2005[24]
- Machulkaia Löbl, 1964
- Macroscaphosoma Löbl, 1970
- Megabatrus Löbl, 1979
- Metalloscapha Löbl, 1975[25], synonymisé avec Scaphisoma Leach, 1815[26]
- Multesimus Kurbatov, Cuccodoro & Löbl, 2007[17]
- Neopachypterus Bouchard, Löbl & Merkl, 2007
- Nepallaphus Löbl & Kodada, 2021[21]
- Nippiliphus Kurbatov, Cuccodoro & Löbl, 2007[17]
- Notonewtonia Löbl & Leschen, 2003
- Pedostrangalia (Neosphenalia) Löbl, 2010
- Pleiopleura (Kaszaboscelis) Löbl & Merkl, 2003
- Persescaphium Löbl & Ogawa, 2016
- Pseudobironiella Löbl, 1973
- Sabarhytus Löbl, 2000
- Scaphoxium Löbl, 1979
- Schweiggeria Löbl, 1967
- Siteromina Löbl, 1979
- Spelaeobythus Löbl, 1965
- Sphaeroscapha Leschen & Löbl, 2005
- Spinoscapha Leschen & Löbl, 2005
- Termitoscaphium Löbl, 1982
- Tmesiphoromimus Löbl, 1964
- Tritoxidium Leschen & Löbl, 2005
- Tychogenius Burckhardt & Löbl, 1992[23]
- Veddabatrus Löbl & Kurbatov, 2001[18]
- Vickibella Leschen & Löbl, 2005
- Xotidium Löbl, 1992[27]
- Zinda Löbl, 1981

En désignant les espèces types de genres et sous-genres d'insectes décrit après 1930 sans espèce type, Löbl devient également, aux yeux de la nomenclature zoologique, auteur des noms suivants :
- Adesmia (Macradesmia) Löbl & Merkl, 2020
- Adesmia (Macropodesmia) Löbl & Merkl, 2020
- Adesmia (Oteroscelopsis) Löbl & Merkl, 2020
- Arthrodibius (Erodibius) Löbl, Bouchard & Merkl, 2008
- Catomus (Catomodontus) Löbl & Merkl, 2020
- Cyphostethe (Cyphostethoides) Löbl & Merkl, 2020
- Hyperops (Belutschistanops) Löbl, Bouchard, Merkl & Iwan, 2008
- Mesostena (Saxistena) Löbl & Merkl, 2020
- Neoplamius Löbl, Bouchard, Merkl & Bousquet, 2020
- Parahelichus Löbl & Smetana, 2006
- Paulusiella Löbl, 2007
- Praehelichus Löbl & Smetana, 2006
- Prochoma (Oxypistoma) Löbl, Bouchard, Merkl & Iwan, 2008
- Scleropatroides Löbl & Merkl, 2003
- Cheirodes (Spinanemia) Löbl, Bouchard, Merkl & Bousquet, 2020
- Thraustocolus (Leptoderops) Löbl, Bouchard, Merkl & Iwan, 2008

Armariolus praepilatus Kurbatov, Cuccodoro & Löbl, 2007.

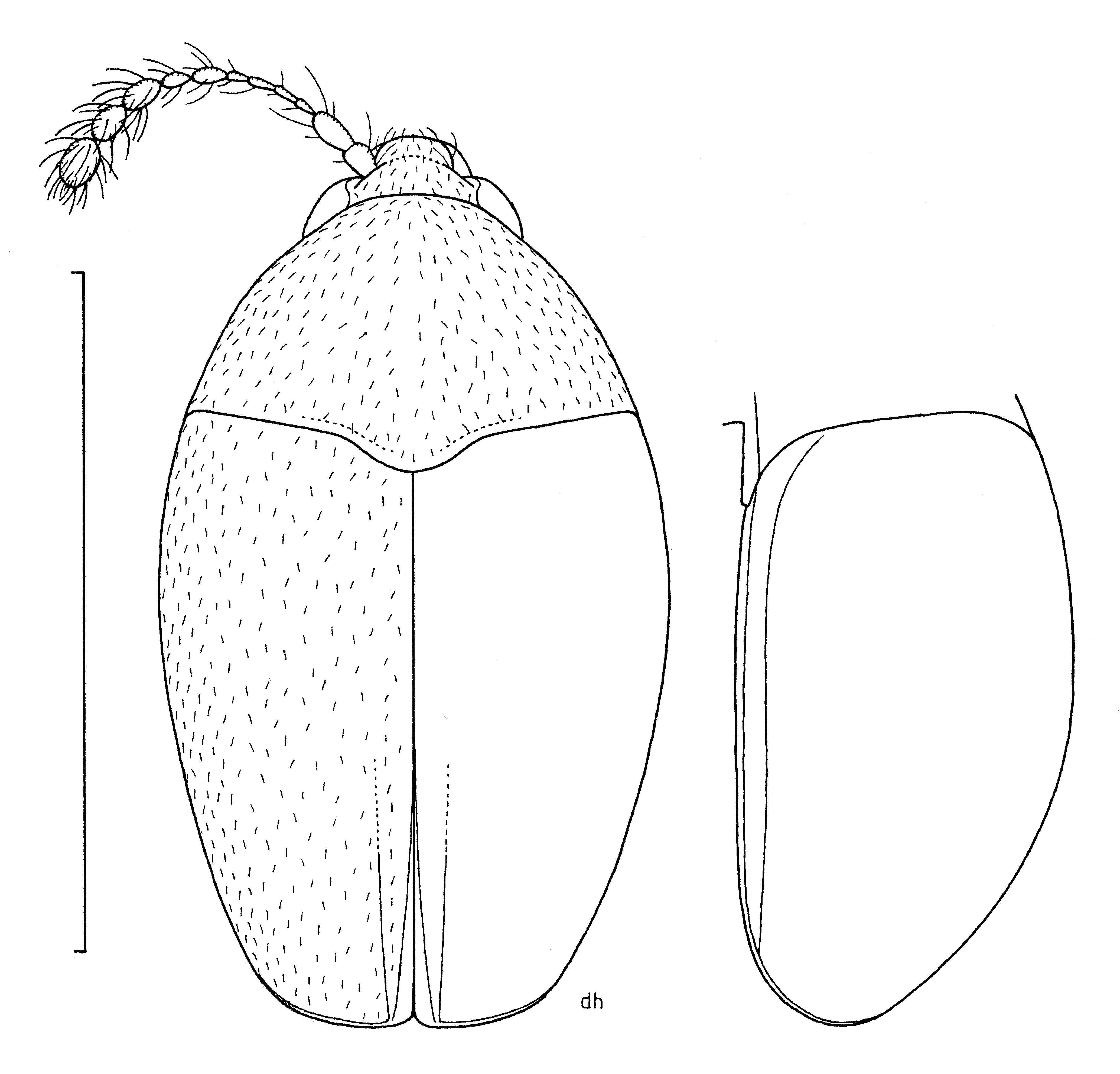
Baeocera abrupta Löbl & Leschen, 2003.

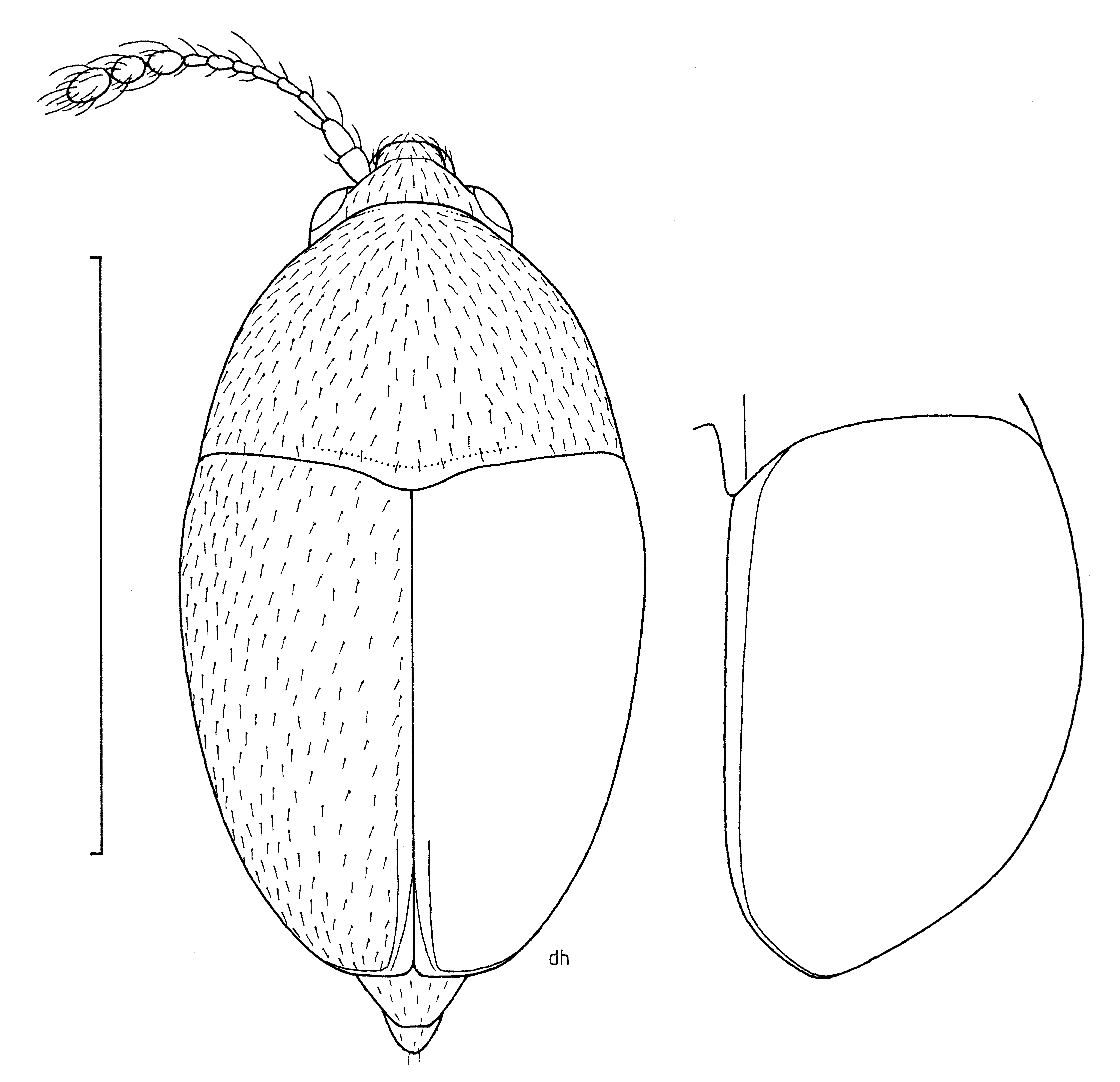
Baeocera epipleuralis Löbl & Leschen, 2003.

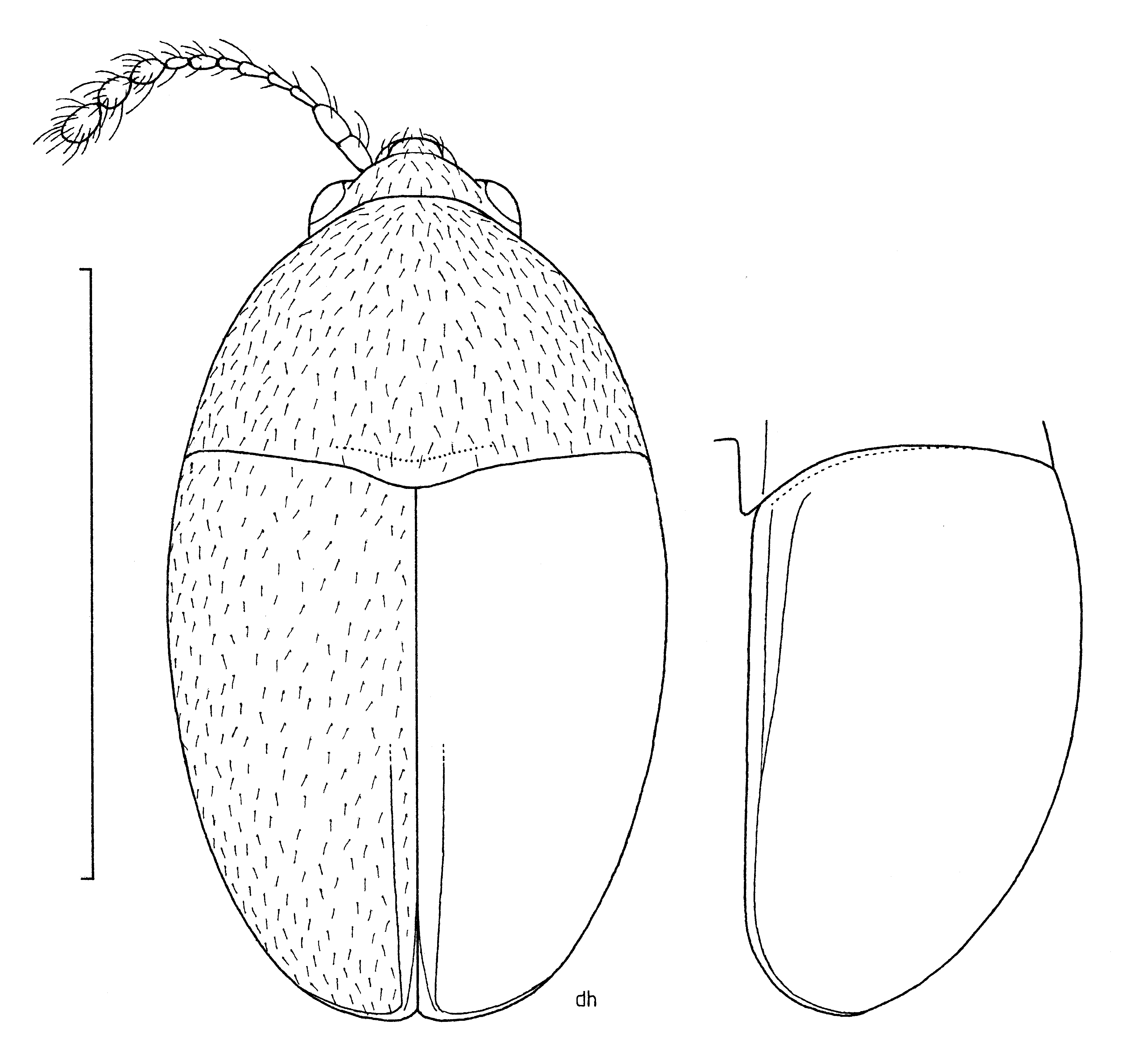
Baeocera punctatissima Löbl & Leschen, 2003.

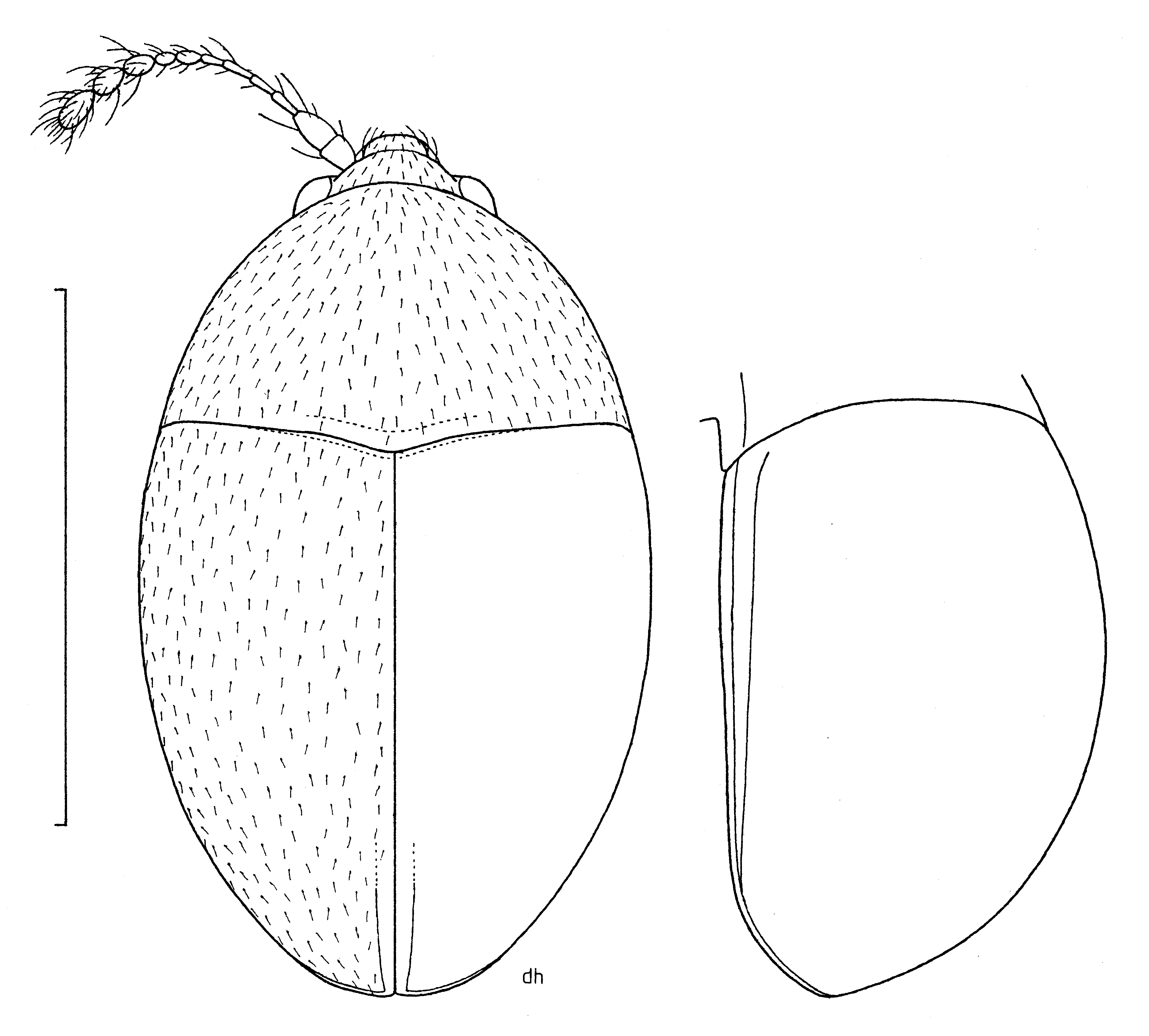
Baeocera tekootii Löbl & Leschen, 2003.

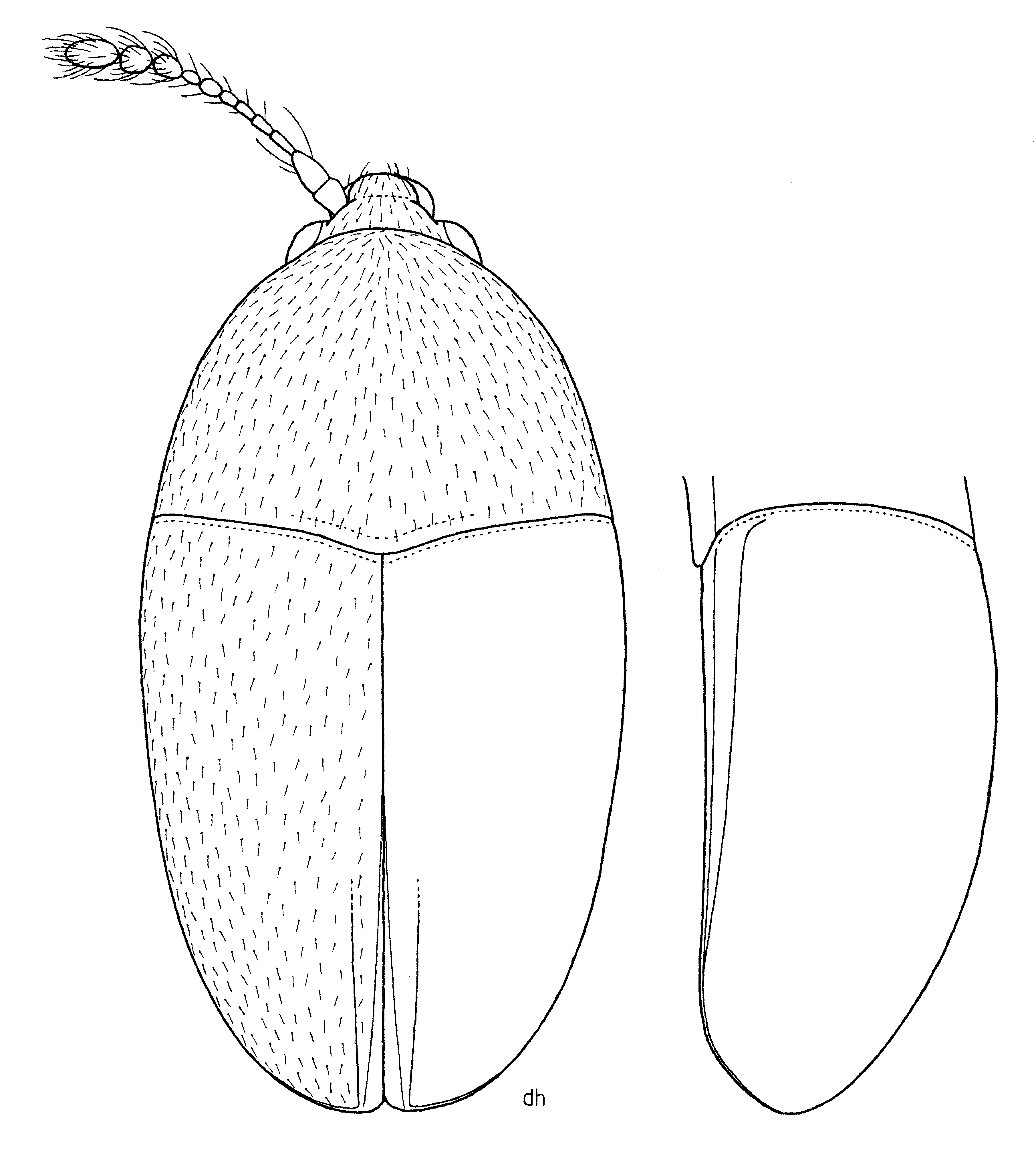
Baeocera tenuis Löbl & Leschen, 2003.

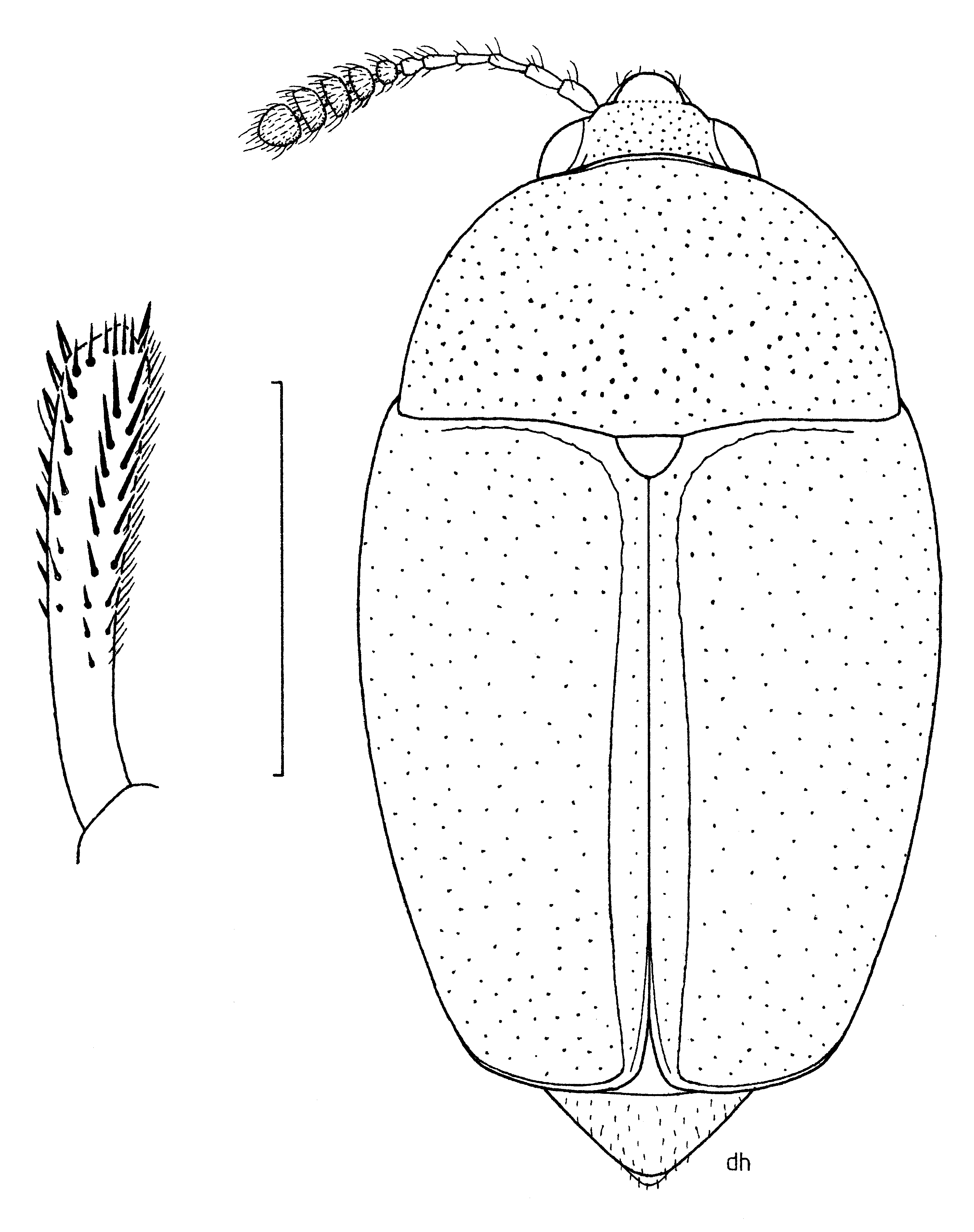
Cyparium earlyi Löbl & Leschen, 2003.

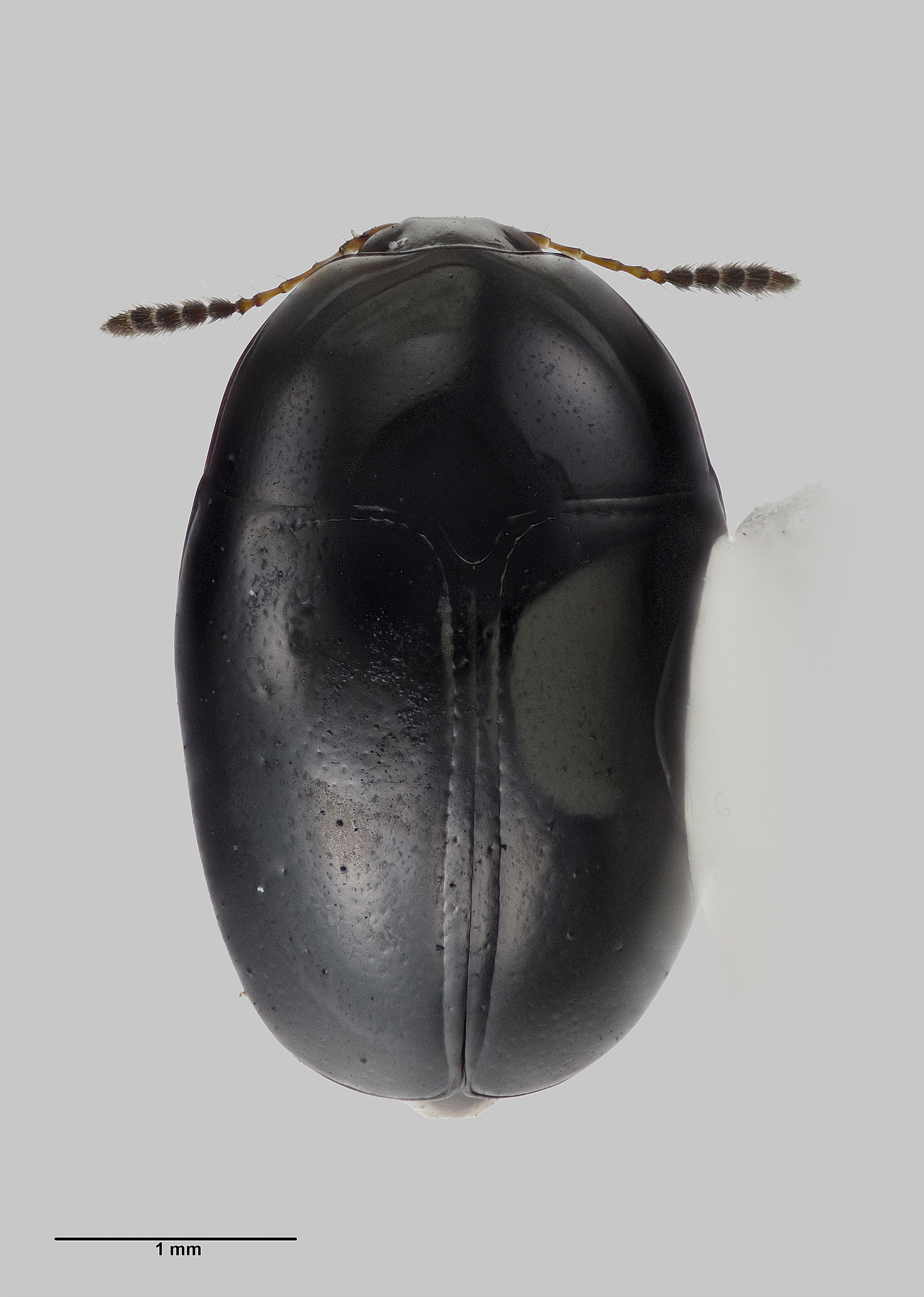
Cyparium thorpei Löbl & Leschen, 2003.

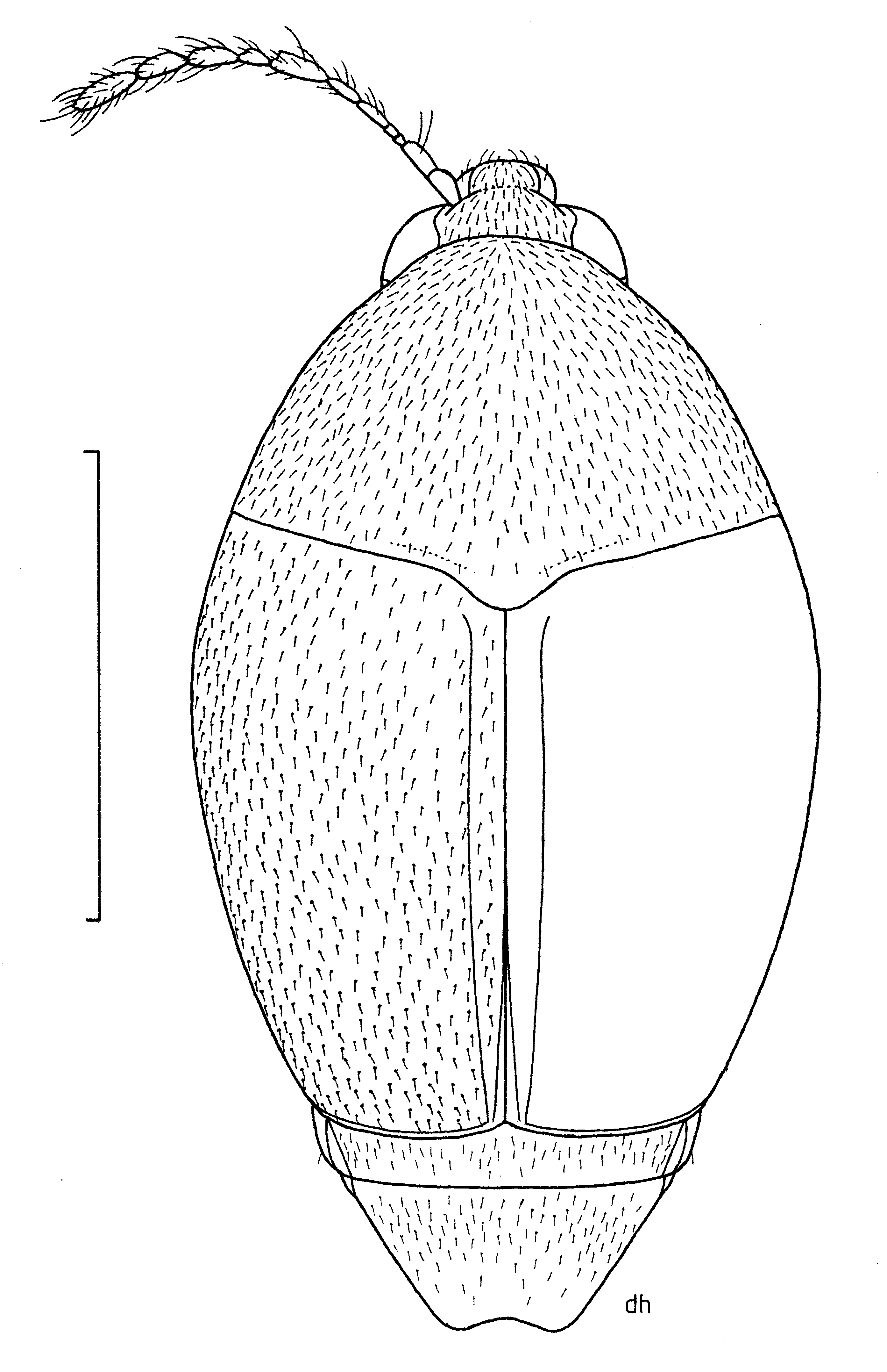
Scaphisoma corcyricum Löbl, 1964.

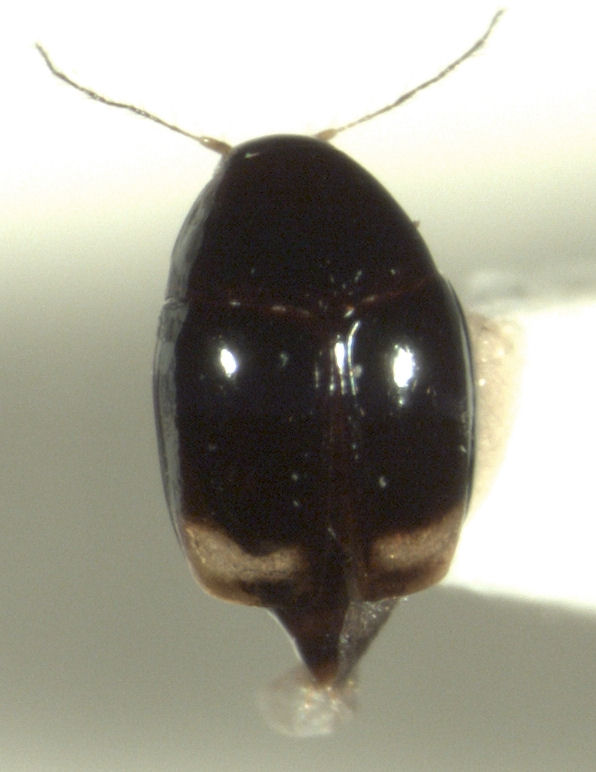
Scaphisoma funereum Löbl, 1977.

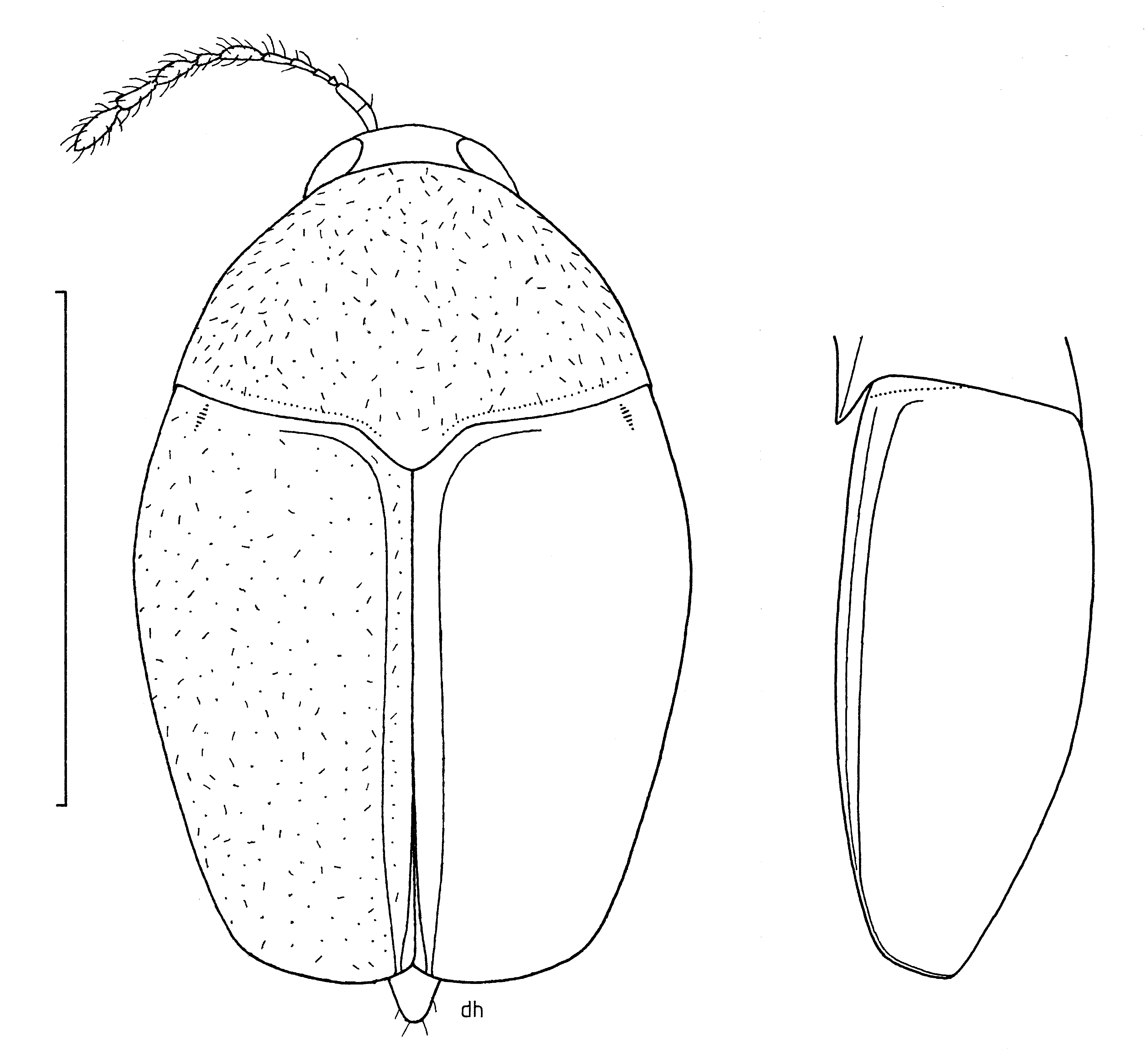
Scaphisoma hanseni Löbl & Leschen, 2003.

Enfin, Ivan Löbl est le descripteur ou co-descripteur de très nombreuses espèces et sous-espèces, dont :
- Afroscaphium palpale Löbl, 1989[15]
- Afroscaphium striatulum Löbl, 1989[15]
- Akarbatrus diversicornis Löbl, 2009[16]
- Akarbatrus jelineki Löbl, 2009[16]
- Alexidia carltoni Löbl & Leschen, 2003
- Alexidia dybasi Löbl & Leschen, 2003
- Alexidia plaumanni Löbl & Leschen, 2003
- Amalocera basipennis Löbl, 1974
- Amalocera dentifera Löbl, 1974
- Amalocera tibialis Löbl, 1974
- Anogenius clypealis Löbl & Leschen, 1994
- Armariolus aeruscator Kurbatov, Cuccodoro & Löbl, 2007[17]
- Armariolus bombax Kurbatov, Cuccodoro & Löbl, 2007[17]
- Armariolus brachiatus Kurbatov, Cuccodoro & Löbl, 2007[17]
- Armariolus glutto Kurbatov, Cuccodoro & Löbl, 2007[17]
- Armariolus praepilatus Kurbatov, Cuccodoro & Löbl, 2007[17]
- Ascaphium alticola Löbl, 1999[28]
- Ascaphium irregulare Löbl, 1999[28]
- Ascaphium ochripes Löbl, 1992[27]
- Awas giraffa Löbl, 1994
- Baceysus pretiosus Löbl & Kurbatov, 2001[18]
- Baeocera abrupta Löbl & Leschen, 2003
- Baeocera adusta Löbl, 2018
- Baeocera africana Löbl, 1987[29]
- Baeocera agostii Löbl, 2014
- Baeocera alesi Löbl, 2012
- Baeocera aliena Löbl, 2012
- Baeocera alishana Löbl, 2012
- Baeocera alticola Löbl, 2012[30]
- Baeocera amicula Löbl & Stephan, 1993
- Baeocera anchorifera Löbl, 2012
- Baeocera arizonensis Löbl, 2021
- Baeocera badia Löbl, 2015[31]
- Baeocera baliensis Löbl, 2015[31]
- Baeocera barbara Löbl, 1990[32]
- Baeocera barda Löbl, 2015[31]
- Baeocera basalis Löbl, 2015[31]
- Baeocera batukoqensis Löbl, 2015[31]
- Baeocera beata Löbl, 2015[31]
- Baeocera bella Löbl, 2015[31]
- Baeocera bengalensis Löbl, 1984[33]
- Baeocera benolivia Löbl & Leschen, 2003[34]
- Baeocera bhutanensis Löbl, 1977, synonymisé avec Baeocera ventralis (Löbl, 1973)
- Baeocera bicolorata Löbl, 1979
- Baeocera bifurcata Löbl, 2015[31]
- Baeocera bifurcilla Löbl, 2015[31]
- Baeocera bona Löbl, 2015[31]
- Baeocera borealis Löbl & Stephan, 1993
- Baeocera bournei Löbl, 1980
- Baeocera bremeri Löbl, 1990[32]
- Baeocera brevis Löbl, 2015[31]
- Baeocera breviuscula Löbl, 2015[31]
- Baeocera caliginosa Löbl, 1984
- Baeocera callida Löbl, 1986
- Baeocera candalagensis Löbl, 2021[35]
- Baeocera cekalovici Löbl, 1983
- Baeocera chisosa Löbl & Stephan, 1993
- Baeocera coalita Löbl, 2003
- Baeocera comes Löbl, 2020[20]
- Baeocera compacta Löbl & Stephan, 1993
- Baeocera conferta Löbl, 2020[20]
- Baeocera confinis Löbl, 2020[20]
- Baeocera conformis Löbl, 2020[20]
- Baeocera congrua Löbl, 2020[20]
- Baeocera consobrina Löbl, 2020[20]
- Baeocera consona Löbl, 2020[20]
- Baeocera consors Löbl, 2020[20]
- Baeocera consulta Löbl, 2020[20]
- Baeocera cooteri Löbl, 1999[28]
- Baeocera cribrata Löbl, 1992[27]
- Baeocera crinita Löbl, 1992[27]
- Baeocera cuccodoroi Löbl, 2002
- Baeocera curta Löbl, 2002
- Baeocera danielae Löbl, 2012[30]
- Baeocera danieli Löbl, 2018
- Baeocera darwini Löbl, 2018
- Baeocera deharvengi Löbl, 1990[32]
- Baeocera dentipes Löbl, 1986
- Baeocera derougemonti Löbl, 1983
- Baeocera dilutior Löbl, 1979, nom de remplacement pour Eubaeocera diluta Löbl, 1972 devenu homonyme junior de Baeocera diluta Achard, 1920
- Baeocera dugdalei Löbl, 1981
- Baeocera elenae Löbl & Leschen, 2003[34]
- Baeocera elongata Löbl & Stephan, 1993
- Baeocera epipleuralis Löbl & Leschen, 2003[34]
- Baeocera errabunda Löbl, 1992[27]
- Baeocera erroris Löbl, 1990[32]
- Baeocera excelsa Löbl, 1986
- Baeocera flagrans Löbl, 2002
- Baeocera formosana Löbl, 1980
- Baeocera fortepunctata Löbl, 2002
- Baeocera fortis Löbl, 2012[30]
- Baeocera freudei Löbl, 1967
- Baeocera freyi Löbl, 1966
- Baeocera fujiana Löbl, 2018
- Baeocera galapagoensis Löbl, 1977
- Baeocera glabra Löbl, 2021[35]
- Baeocera gnava Löbl, 1980[36]
- Baeocera hamata Löbl & Stephan, 1993
- Baeocera hamifer Löbl, 1977
- Baeocera hammondi Löbl, 1984
- Baeocera hesperia Löbl & Stephan, 1993
- Baeocera hillaryi Löbl & Leschen, 2003[34]
- Baeocera huashana Löbl, 1999[28]
- Baeocera hygrophila Löbl, 1984[33]
- Baeocera hypomeralis Löbl, 2012[30]
- Baeocera ignobilis Löbl, 1980[36]
- Baeocera impunctata Löbl & Stephan, 1993
- Baeocera inculta Löbl, 1984[33]
- Baeocera indistincta Löbl & Stephan, 1993
- Baeocera inermis Löbl, 1988
- Baeocera inexspectata Löbl & Stephan, 1993
- Baeocera innocua Löbl, 1990[32]
- Baeocera inoptata Löbl, 2018
- Baeocera insolita Löbl, 1990[32]
- Baeocera jankodadai Löbl, 2012[30]
- Baeocera jarmilae Löbl, 2018
- Baeocera jeani Löbl, 2012[30]
- Baeocera jejuna Löbl, 2012[30]
- Baeocera kaibesara Löbl, 2014
- Baeocera karamea Löbl & Leschen, 2003[34]
- Baeocera karen Löbl, 1990[32]
- Baeocera karenovicsi Löbl, 2018
- Baeocera keralensis Löbl, 1979
- Baeocera khasiana Löbl, 1984[33]
- Baeocera kinabalua Löbl, 1987
- Baeocera kubani Löbl, 1999[28]
- Baeocera kurbatovi Löbl, 1993
- Baeocera kuscheli Löbl, 1980[36]
- Baeocera kuscheliana Löbl, 1980[36]
- Baeocera laminula Löbl, 1992[27]
- Baeocera lasciva Löbl, 2003
- Baeocera leleupi Löbl, 1989
- Baeocera lenczyi Löbl & Stephan, 1993
- Baeocera lindae Löbl, 2012
- Baeocera louisi Löbl, 2012[30]
- Baeocera manasensis Löbl, 1984[33]
- Baeocera martensi Löbl, 1992[27]
- Baeocera mendax Löbl, 1979
- Baeocera microps Löbl, 1984[33]
- Baeocera microptera Löbl, 1986
- Baeocera mindanaosa Löbl, 2012[30]
- Baeocera monstrosetibialis Löbl, 1984[33]
- Baeocera montana Löbl, 1979, homonyme junior de B. montana (Pic, 1955), remplacé par B. montanella Löbl, 1992
- Baeocera montanella Löbl, 1992
- Baeocera mussardi roberti Löbl, 1979, désormais synonyme de Kasibaeocera mussardi (Löbl, 1971)
- Baeocera mussardiana Löbl, 1979
- Baeocera mustangensis Löbl, 1992[27]
- Baeocera mutata Löbl, 2012
- Baeocera nanula Löbl, 1980
- Baeocera nonguensis Löbl, 1983
- Baeocera obesa Löbl & Stephan, 1993
- Baeocera obscura Löbl, 2021
- Baeocera omnigena Löbl, 2021[37]
- Baeocera onerosa Löbl, 2021[35]
- Baeocera ovalis Löbl, 1980[36]
- Baeocera ovicula Löbl, 2002
- Baeocera pacifica Löbl, 1981
- Baeocera palmi Löbl, 1987[29]
- Baeocera parallela Löbl, 1980[36]
- Baeocera pecki Löbl & Stephan, 1993
- Baeocera pilifera Löbl, 1984[33]
- Baeocera plana Löbl, 1980[36]
- Baeocera praedicta Löbl, 2002
- Baeocera praesignis Löbl, 2002
- Baeocera problematica Löbl, 1987[29]
- Baeocera procerula Löbl, 2012[30]
- Baeocera proclinata Löbl, 2018
- Baeocera prodroma Löbl, 2002
- Baeocera profana Löbl, 2012[30]
- Baeocera prolixa Löbl, 2002
- Baeocera proseminata Löbl, 2003
- Baeocera prospecta Löbl, 2002
- Baeocera provida Löbl, 2002
- Baeocera pseudincisa Löbl, 1984[33]
- Baeocera pseudinculta Löbl, 1990[32]
- Baeocera pseudolenta Löbl, 1979
- Baeocera pseudovilis Löbl, 1986
- Baeocera pubiventris Löbl, 1990[32]
- Baeocera punctatissima Löbl & Leschen, 2003[34]
- Baeocera puncticollis Löbl, 1977
- Baeocera pyricola Löbl, 1990[32]
- Baeocera reducta Löbl, 1980[36]
- Baeocera reducta Löbl, 1992[27], homonyme junior de B. reducta Löbl, 1980, remplacé par B. reductula Löbl, 1997
- Baeocera reductula Löbl, 1997
- Baeocera repleta Löbl, 2018
- Baeocera roberti Löbl, 1986[38], homonyme junior de B. mussardi roberti Löbl, 1979, remplacé par B. robertiana Löbl, 1990[32]
- Baeocera robertiana Löbl, 1990[32], nom de remplacement pour Baeocera roberti Löbl, 1986, homonyme junior de B. mussardi roberti Löbl, 1979
- Baeocera rudis Löbl, 2021[37]
- Baeocera sarawakensis Löbl, 1987
- Baeocera sauteri Löbl, 1980
- Baeocera schawalleri Löbl, 1992[27]
- Baeocera schreyeri Löbl, 1990[32]
- Baeocera schwendingeri Löbl, 1990[32], désormais Baeoceroxidium schwendingeri (Löbl, 1990)
- Baeocera secreta Löbl, 2021[37]
- Baeocera sedata Löbl, 2021[37]
- Baeocera segregata Löbl, 2021[37]
- Baeocera seiugata Löbl, 2021[37]
- Baeocera semirufa Löbl, 2021[37]
- Baeocera senilis Löbl, 1984[33]
- Baeocera signata Löbl, 1984[33]
- Baeocera similaris Löbl & Stephan, 1993
- Baeocera socotrana Löbl, 2012
- Baeocera solida Löbl & Stephan, 1993
- Baeocera sordida Löbl, 1984
- Baeocera sordidoides Löbl, 1992[27]
- Baeocera stewarti Löbl, 2018
- Baeocera sticta Löbl & Stephan, 1993
- Baeocera suthepensis Löbl, 1990[32]
- Baeocera takizawai Löbl, 1984
- Baeocera tamil Löbl, 1979
- Baeocera tekootii Löbl & Leschen, 2003[34]
- Baeocera tensingi Löbl & Leschen, 2003[34]
- Baeocera tenuis Löbl & Leschen, 2003[34]
- Baeocera thoracica Löbl, 1992[27]
- Baeocera tibialis Löbl, 1977
- Baeocera tuberculosa Löbl, 1992[27]
- Baeocera umtalica Löbl, 1987[29]
- Baeocera uncata Löbl, 1990[32]
- Baeocera vafra Löbl, 2015
- Baeocera vagans Löbl, 1987[29]
- Baeocera valdiviana Löbl, 1983, nom de remplacement pour Toxidium chilense Pic, 1915 evenu homonyme junior de Baeocera chilensis Reitter, 1880
- Baeocera vanuana Löbl, 1980[36]
- Baeocera variata Löbl, 2015
- Baeocera variicolorata Löbl, 2018
- Baeocera vesiculata Löbl, 1979
- Baeocera vicina Löbl, 2015
- Baeocera vidua Löbl, 1990[32]
- Baeocera vilis Löbl, 1984[33]
- Baeocera villaricensis Löbl, 2018
- Baeocera vintercepta Löbl, 2021
- Baeocera wheeleri Löbl, 1992
- Baeocera wittmeri Löbl, 1977
- Baeocera wolfgangi Löbl, 2012[30]
- Baeocera xichangana Löbl, 1999[28]
- Baeocera yamdena Löbl, 2014
- Baeocera yunnanensis Löbl, 1999[28]
- Baeoceridium glabrum Löbl, 1979
- Baeoceroides conspectus Löbl, 2020[20]
- Baeoceroides incompletus Löbl, 2020[20]
- Baeoceroxidium pilifera Löbl, 1984
- Baeoceroxidium pyricola Löbl, 1990
- Baeoceroxidium uncata Löbl, 1990
- Baeotoxidium bengalense Löbl, 1984[33], désormais Scaphobaeocera bengalensis (Löbl, 1984)
- Baeotoxidium elegans Löbl, 1971[39], désormais Scaphobaeocera elegans (Löbl, 1971)
- Baeotoxidium gagatum Löbl, 1971[39], désormais Scaphobaeocera gagata (Löbl, 1971)
- Baeotoxidium indicum Löbl, 1979, désormais Scaphobaeocera indica (Löbl, 1979)
- Baeotoxidium lanka Löbl, 1971[39], désormais Scaphobaeocera lanka (Löbl, 1971)
- Baeotoxidium siamense Löbl, 1990[32], désormais Scaphobaeocera siamensis (Löbl, 1990)
- Baeotoxidium yeti Löbl, 1992[27], désormais Scaphobaeocera yeti (Löbl, 1992)
- Batoxylomorpha femoralis Löbl & Kurbatov, 2001[18]
- Batraxis taprobana Löbl, 2017
- Batribolbus abas Löbl & Kurbatov, 2001[18]
- Batribolbus aemulus Löbl & Kurbatov, 2001[18]
- Batribolbus carinatus Löbl & Kurbatov, 2001[18]
- Batribolbus furcipes Löbl & Kurbatov, 2001[18]
- Batribolbus gracilipes Löbl & Kurbatov, 2001[18]
- Batribolbus hystrix Löbl & Kurbatov, 2001[18]
- Batribolbus incurvus Löbl & Kurbatov, 2001[18]
- Batribolbus mussardi Löbl & Kurbatov, 2001[18]
- Batribolbus onustus Löbl & Kurbatov, 2001[18]
- Batribolbus pertubator Löbl & Kurbatov, 2001[18]
- Batribolbus punctatus Löbl & Kurbatov, 2001[18]
- Batribolbus trebax Löbl & Kurbatov, 2001[18]
- Batricavus cornutus Yin, Löbl & Li, 2014
- Batrictenistes bicolor Löbl, 1983
- Batrictenistes bryanti Löbl, 1983
- Batrictenistes decorata Löbl, 1976
- Batriplica algon Löbl & Kurbatov, 1996
- Batriscenellus vicarius Löbl, 1973
- Batrisiella aulica Löbl & Kurbatov, 2001[18]
- Batrisiella aurita Löbl, 1974
- Batrisiella dryas Löbl & Kurbatov, 2001[18]
- Batrisiella favea Löbl & Kurbatov, 2001[18]
- Batrisiella illicebrosa Löbl & Kurbatov, 2001[18]
- Batrisiella orientalis Löbl, 1973, désormais Batriscenellus orientalis (Löbl, 1973)
- Batrisiella retusa Löbl & Kurbatov, 2001[18]
- Batrisiella srilankana Löbl & Kurbatov, 2001[18]
- Batrisiotes mussardi Löbl & Kurbatov, 2001[18]
- Batrisiotes puncticeps Löbl & Kurbatov, 2001[18]
- Batrisiotes pyriformis Löbl & Kurbatov, 2001[18]
- Batrisodes tichomirovae Löbl, 1973
- Batrisomalus cautus Löbl & Kurbatov, 2001[18]
- Batrisomalus currax Löbl & Kurbatov, 2001[18]
- Batrisomalus foveolatus Löbl & Kurbatov, 2001[18]
- Batrisomalus obtectus Löbl & Kurbatov, 2001[18]
- Batrisomalus pubis Löbl & Kurbatov, 2001[18]
- Batrisomalus tuberculatus Löbl & Kurbatov, 2001[18]
- Batrisoplatus incisivus Löbl & Kurbatov, 2001[18]
- Batrisoplatus occipitalis Löbl & Kurbatov, 2001[18]
- Batrisoplisus nomurai Löbl, 1998
- Bertiscapha basalis Löbl, 2020[20]
- Bertiscapha burlischi Leschen & Löbl, 2005
- Bertiscapha compacta Leschen & Löbl, 2005
- Bertiscapha completa Löbl, 2020[20]
- Bertiscapha nana Löbl, 2020[20]
- Bertiscapha striata Leschen & Löbl, 2005
- Bironium albertisi Löbl, 2021[40]
- Birocera basicollis Löbl, 2011
- Bironium bicolor Löbl, 2021[40]
- Birocera derougemonti Löbl, 1983
- Bironium amicale Löbl, 2012
- Bironium bidens Löbl, 1990[32]
- Bironium bisulcatum Löbl, 1972
- Bironium borneense Löbl, 1987
- Bironium elegans Löbl, 1977
- Bironium flavapex Löbl, 2015
- Bironium glabrum Löbl, 1989
- Bironium grande Löbl, 2021[40]
- Bironium lobatum Löbl, Leschen & Kodada, 2020[41]
- Bironium loksai Löbl, 1989
- Bironium maculatum Löbl, 1989
- Bironium maindai Löbl, 2021[40]
- Bironium nepalense Löbl, 1992[27]
- Bironium ornatum Löbl, 2021[40]
- Bironium punctatum Löbl, 2021[40]
- Bironium pustulatum Löbl, 2011
- Bironium quadrimaculatum Löbl, 1979
- Bironium riedeli Löbl, 2021[40]
- Bironium rufescens Löbl, 1972
- Bironium rufulum Löbl, 2021[40]
- Bironium striatum Löbl, 2021[40]
- Bironium sulcatum Löbl, Leschen & Kodada, 2020[41]
- Bironium taurus Löbl, 2021[40]
- Bironium troglophilum Löbl, 1990[32]
- Bironium yunnanum Löbl, Leschen & Kodada, 2020[41]
- Brachygluta afghanistanica Löbl, 1967
- Brachynoposoma major Löbl, 1973
- Brachynoposoma punctatum Löbl, 1973
- Briara palpalis Löbl, 1974
- Brunomanseria faceta Löbl & Kurbatov, 2004
- Bryaxis alayai Löbl & Kurbatov, 1996
- Bryaxis alesi Löbl & Kurbatov, 1996
- Bryaxis alishanus Löbl & Kurbatov, 1996
- Bryaxis ami Löbl & Kurbatov, 1996
- Bryaxis auritus Löbl & Kurbatov, 1996
- Bryaxis bellax Löbl & Kurbatov, 1996
- Bryaxis buddha Kurbatov & Löbl, 1995
- Bryaxis bushido Löbl, Kurbatov & Nomura, 1998[42]
- Bryaxis coelestis Löbl & Kurbatov, 1996
- Bryaxis diversicornis chobautianus Löbl, 1998
- Bryaxis emeicus Kurbatov & Löbl, 1995
- Bryaxis fictor Kurbatov & Löbl, 1998
- Bryaxis hakka Löbl & Kurbatov, 1996
- Bryaxis heian Löbl, Kurbatov & Nomura, 1998[42]
- Bryaxis hisamatsui Löbl, Kurbatov & Nomura, 1998[42]
- Bryaxis hokkiensis Löbl & Kurbatov, 1996
- Bryaxis hoko Löbl, Kurbatov & Nomura, 1998[42]
- Bryaxis holciki Löbl, 1964
- Bryaxis iriomotensis Löbl, Kurbatov & Nomura, 1998[42]
- Bryaxis jomon Löbl, Kurbatov & Nomura, 1998[42]
- Bryaxis kamakura Löbl, Kurbatov & Nomura, 1998[42]
- Bryaxis karate Löbl, Kurbatov & Nomura, 1998[42]
- Bryaxis katana Löbl, Kurbatov & Nomura, 1998[42]
- Bryaxis kimi Kurbatov & Löbl, 1998
- Bryaxis kofun Löbl, Kurbatov & Nomura, 1998[42]
- Bryaxis kumgangsanensis Löbl, 2000
- Bryaxis mahunkai Löbl, 1975
- Bryaxis mandarinus Löbl & Kurbatov, 1996
- Bryaxis mayumi Löbl, Kurbatov & Nomura, 1998[42]
- Bryaxis mendax Kurbatov & Löbl, 1998
- Bryaxis merkli Löbl, 2000
- Bryaxis naginata Löbl, Kurbatov & Nomura, 1998[42]
- Bryaxis nametkini Kurbatov & Löbl, 1998
- Bryaxis nigritus Löbl, 1998, nom de remplacement pour Bythinus nigripennis Motschulsky, 1845, homonyme junior de Bythinus nigripennis Aubé, 1844
- Bryaxis paiwan Löbl & Kurbatov, 1996
- Bryaxis panda Kurbatov & Löbl, 1995
- Bryaxis pawlowskii Löbl, 1974
- Bryaxis peckorum Löbl, Kurbatov & Nomura, 1998[42]
- Bryaxis pingtungensis Löbl & Kurbatov, 1996
- Bryaxis planifer Löbl & Kurbatov, 1996
- Bryaxis platalea Löbl, Kurbatov & Nomura, 1998[42]
- Bryaxis pletnevi Kurbatov & Löbl, 1998
- Bryaxis raptor Löbl & Kurbatov, 1996
- Bryaxis roubalianus Löbl, 1961
- Bryaxis ruidus Kurbatov & Löbl, 1998
- Bryaxis sacer Kurbatov & Löbl, 1995
- Bryaxis sacrificus Kurbatov & Löbl, 1995
- Bryaxis samurai Löbl, Kurbatov & Nomura, 1998[42]
- Bryaxis sawadai Löbl, Kurbatov & Nomura, 1998[42]
- Bryaxis sichuanus Kurbatov & Löbl, 1995
- Bryaxis smetanai Löbl, 1964
- Bryaxis sumo Löbl, Kurbatov & Nomura, 1998[42]
- Bryaxis taiwanus Löbl & Kurbatov, 1996
- Bryaxis tanto Löbl, Kurbatov & Nomura, 1998[42]
- Bryaxis taradakensis Löbl, Kurbatov & Nomura, 1998[42]
- Bryaxis tarokanus Löbl & Kurbatov, 1996
- Bryaxis tetralobus Löbl, Kurbatov & Nomura, 1998[42]
- Bryaxis tienmushanus Kurbatov & Löbl, 1995
- Bryaxis tychobythinoides Löbl & Kurbatov, 1996
- Bryaxis unicus Löbl & Kurbatov, 1996
- Bryaxis ussuriensis Löbl, 1964
- Bryaxis valentulus Kurbatov & Löbl, 1998
- Bryaxis validicornis Löbl, 1974
- Bryaxis wolongensis Kurbatov & Löbl, 1995
- Bryaxis yari Löbl, Kurbatov & Nomura, 1998[42]
- Bryaxis yushanensis Löbl & Kurbatov, 1996
- Bythoxenites brevicornis Löbl & Kurbatov, 1996
- Bythoxenites brevipilis Löbl & Kurbatov, 1996
- Bythoxenites diversicornis Löbl & Kurbatov, 1996
- Bythoxenites frontalis Löbl & Kurbatov, 1996
- Bythoxenites longiceps Löbl & Kurbatov, 1996
- Bythoxenites longicornis Löbl & Kurbatov, 1996
- Bythoxenites pubiceps Löbl & Kurbatov, 1996
- Bythoxenites torticornis Löbl & Kurbatov, 1996
- Caryoscapha americanum Löbl, 1987
- Caryoscapha monticola Löbl, 1987
- Caryoscapha seorsum Löbl, 1965
- Cataphractinus arenarius Kurbatov, Cuccodoro & Löbl, 2007[17]
- Cataphractinus clibanarius Kurbatov, Cuccodoro & Löbl, 2007[17]
- Cataphractinus crupellarius Kurbatov, Cuccodoro & Löbl, 2007[17]
- Centrotoma szeptyckii Löbl, 1974
- Cerapeplus siamensis Löbl & Burckhardt, 1988
- Cerapeplus sinensis Löbl, 1997
- Colilodion tetramerus Löbl, 1998[43]
- Colilodion wuesti Löbl, 1994[44]
- Coryphomobatrus frater Löbl & Kurbatov, 2001[18]
- Coryphomoides osellai Löbl, 1982
- Coryphomus adventus Löbl & Kurbatov, 2001[18]
- Cratna abdominalis Löbl, 1975
- Cratna foveolata Löbl, 1975
- Cratna pedestris Löbl, 1986
- Cratna pubicollis Löbl, 1975
- Cratna puncticeps Löbl, 1975
- Cratna reducta Löbl, 1975
- Cratna senoi Löbl, 1975
- Cratna similis Löbl, 1975
- Ctenistes mroczkowskii Löbl, 1968
- Cyparium celebense Ogawa & Löbl, 2016
- Cyparium earlyi Löbl & Leschen, 2003[34]
- Cyparium javanum Löbl, 1990
- Cyparium khasianum Löbl, 1984[33]
- Cyparium siamense Löbl, 1990[32]
- Cyparium sichuanum Löbl, 1999[28]
- Cyparium tamil Löbl, 1979
- Cyparium thorpei Löbl & Leschen, 2003[34]
- Dasycerus audax Löbl, 1988
- Dasycerus concolor Löbl & Calame, 1996
- Dasycerus cornutus Löbl, 1977
- Dasycerus fasciatus Löbl, 1977
- Dasycerus monticola Löbl, 1988
- Dasycerus suthepensis Löbl, 1988
- Episcaphium catenatum Löbl, 1999[28]
- Episcaphium grande Löbl, 2002
- Episcaphium haematoides Löbl, 1999[28]
- Episcaphium strenuum Löbl, 1999[28]
- Episcaphium unicolor Löbl, 1992
- Episcaphium watanabei Löbl, 2002
- Eubaeocera bacchusi Löbl, 1975[25], désormais Baeocera bacchusi (Löbl, 1975)
- Eubaeocera bicolor Löbl, 1972, désormais Baeocera bicolor (Löbl, 1972)
- Eubaeocera biroi Löbl, 1975[25], désormais Baeocera biroi (Löbl, 1975)
- Eubaeocera boettcheri Löbl, 1972, désormais Baeocera boettcheri (Löbl, 1972)
- Eubaeocera brevicornis Löbl, 1971[39], désormais Baeocera brevicornis (Löbl, 1971)
- Eubaeocera brunnea Löbl, 1972, désormais Baeocera brunnea (Löbl, 1972)
- Eubaeocera carinata Löbl, 1975, désormais Baeocera carinata (Löbl, 1975)
- Eubaeocera ceylonensis Löbl, 1971[39], désormais Baeocera ceylonensis (Löbl, 1971)
- Eubaeocera decipiens Löbl, 1973, désormais Baeocera decipiens (Löbl, 1973)
- Eubaeocera diluta Löbl, 1972, remplacé par Baeocera dilutior Löbl, 1979, car devenu homonyme junior de Baeocera diluta Achard, 1920
- Eubaeocera egena Löbl, 1975[25], désormais Baeocera egena (Löbl, 1975)
- Eubaeocera franzi Löbl, 1973, désormais Baeocera franzi (Löbl, 1973)
- Eubaeocera frater Löbl, 1969, désormais Baeocera frater (Löbl, 1969)
- Eubaeocera frigida Löbl, 1971[39], désormais Baeocera frigida (Löbl, 1971)
- Eubaeocera gilloghyi Löbl, 1973, désormais Baeocera gilloghyi (Löbl, 1973)
- Eubaeocera incisa Löbl, 1973, désormais Baeocera incisa (Löbl, 1973)
- Eubaeocera insperata Löbl, 1975[25], désormais Baeocera insperata (Löbl, 1975)
- Eubaeocera lenta Löbl, 1971[39], désormais Baeocera lenta (Löbl, 1971)
- Eubaeocera longicornis Löbl, 1971[39], désormais Baeocera longicornis (Löbl, 1971)
- Eubaeocera macrops Löbl, 1973, désormais Baeocera macrops (Löbl, 1973)
- Eubaeocera monstrosa Löbl, 1971[39], désormais Baeocera monstrosa (Löbl, 1971)
- Eubaeocera murphyi Löbl, 1973, désormais Baeocera murphyi (Löbl, 1973)
- Eubaeocera mussardi Löbl, 1971[39], désormais Kasibaeocera mussardi (Löbl, 1971)
- Eubaeocera nakanei Löbl, 1968, désormais Baeocera nakanei (Löbl, 1968)
- Eubaeocera nitida Löbl, 1975, désormais Baeocera nitida (Löbl, 1975)
- Eubaeocera nobilis besucheti Löbl, 1969, désormais Baeocera nobilis besucheti (Löbl, 1969)
- Eubaeocera obliqua Löbl, 1973, désormais Baeocera obliqua (Löbl, 1973)
- Eubaeocera ornata Löbl, 1973, désormais Baeocera ornata (Löbl, 1973)
- Eubaeocera palawana Löbl, 1971, désormais Baeocera palawana (Löbl, 1971)
- Eubaeocera papua Löbl, 1975[25], désormais Baeocera papua (Löbl, 1975)
- Eubaeocera paradoxa Löbl, 1971[39], désormais Baeocera paradoxa (Löbl, 1971)
- Eubaeocera pigra Löbl, 1971[39], désormais Baeocera pigra (Löbl, 1971)
- Eubaeocera punctata Löbl, 1975[25], désormais Baeocera punctata (Löbl, 1975)
- Eubaeocera rufula Löbl, 1973, désormais Baeocera rufula (Löbl, 1973)
- Eubaeocera serendibensis Löbl, 1971[39], désormais Baeocera serendibensis (Löbl, 1971)
- Eubaeocera sumatrensis Löbl, 1973, désormais Baeocera sumatrensis (Löbl, 1973)
- Eubaeocera taylori Löbl, 1973, désormais Baeocera taylori (Löbl, 1973)
- Eubaeocera ventralis Löbl, 1973, désormais Baeocera ventralis (Löbl, 1973)
- Euplectus gibbipalpis Löbl, 1975
- Euplectus lapponicus Löbl & Mattila, 2010
- Eutheimorphus paradoxus Franz & Löbl, 1990
- Geopselaphus saulcyanus Löbl, 1998
- Himallaphus arko Löbl & Kodada, 2021[21]
- Himallaphus bahan Löbl & Kodada, 2021[21]
- Himallaphus bhaai Löbl & Kodada, 2021[21]
- Himallaphus chehara Löbl & Kodada, 2021[21]
- Himallaphus pahilo Löbl & Kodada, 2021[21]
- Histanocerus brendelli Burckhardt & Löbl, 1992[23]
- Histanocerus cochlearis Burckhardt & Löbl, 1992[23]
- Histanocerus convexus Burckhardt & Löbl, 1992[23]
- Histanocerus deharvengi Burckhardt & Löbl, 1992[23]
- Histanocerus gigas Burckhardt & Löbl, 1992[23]
- Histanocerus hecate Burckhardt & Löbl, 1992[23]
- Histanocerus olexai Burckhardt & Löbl, 1992[23]
- Histanocerus smetanai Burckhardt & Löbl, 1992[23]
- Histanocerus wallacei Burckhardt & Löbl, 1992[23]
- Hydroscapha coomani Löbl, 1994
- Hydroscapha jaechi Löbl, 1994
- Hydroscapha monticola Löbl, 1994
- Hydroscapha nepalensis Löbl, 1994
- Hydroscapha reichardti Löbl, 1994
- Hydroscapha satoi Löbl, 1994
- Irianscapha dimorpha Löbl, 2012
- Katagenius tamil Burckhardt & Löbl, 1992[23]
- Kathetopodium kiunganum Leschen & Löbl, 2005
- Klarissa pantagatha Kurbatov, Cuccodoro & Löbl, 2007[17]
- Kryptogenius acericornis Burckhardt & Löbl, 1992[23]
- Kryptogenius bidentatus Burckhardt & Löbl, 1992[23]
- Kryptogenius crassilobus Burckhardt & Löbl, 1992[23]
- Kryptogenius longilobus Burckhardt & Löbl, 1992[23]
- Kryptogenius monilicornis Burckhardt & Löbl, 1992[23]
- Laena confusa Löbl & Schawaller, 2008
- Laenagenius apterus Löbl, 2005[24]
- Lasinus chinensis Löbl, 1964
- Leptoplectus vagans Löbl, 1975
- Machulkaia mirabilis Löbl, 1964
- Macroscaphosoma collarti Löbl, 1970
- Macroscaphosoma feai Löbl, 1970
- Maya bracata Kurbatov, Cuccodoro & Löbl, 2007[17]
- Maya churgellae Kurbatov, Cuccodoro & Löbl, 2007[17]
- Maya foveolata Kurbatov, Cuccodoro & Löbl, 2007[17]
- Maya horricomis Kurbatov, Cuccodoro & Löbl, 2007[17]
- Megabatrus caviceps Löbl, 1979
- Megarthrus ashei Cuccodoro & Löbl, 1996
- Megarthrus bantu Cuccodoro & Löbl, 1995[45]
- Megarthrus borealis Cuccodoro & Löbl, 1996
- Megarthrus clarkei Cuccodoro & Löbl, 1995[45]
- Megarthrus dominicae Cuccodoro & Löbl, 1995[45]
- Megarthrus falasha Cuccodoro & Löbl, 1995[45]
- Megarthrus horticola Cuccodoro & Löbl, 1995[45]
- Megarthrus hutu Cuccodoro & Löbl, 1995[45]
- Megarthrus magnicaudatus Cuccodoro & Löbl, 1995[45]
- Megarthrus mahnerti Cuccodoro & Löbl, 1995[45]
- Megarthrus major Cuccodoro & Löbl, 1995[45]
- Megarthrus maniwaata Cuccodoro & Löbl, 1995[45]
- Megarthrus merabet Cuccodoro & Löbl, 1995[45]
- Megarthrus mukankundiyeorum Cuccodoro & Löbl, 1995[45]
- Megarthrus mwami Cuccodoro & Löbl, 1995[45]
- Megarthrus nanus Cuccodoro & Löbl, 1995[45]
- Megarthrus negus Cuccodoro & Löbl, 1995[45]
- Megarthrus newtoni Cuccodoro & Löbl, 1996
- Megarthrus niloticus Cuccodoro & Löbl, 1995[45]
- Megarthrus occidentalis Cuccodoro & Löbl, 1996
- Megarthrus panga Cuccodoro & Löbl, 1995[45]
- Megarthrus pecki Cuccodoro & Löbl, 1996
- Megarthrus ras Cuccodoro & Löbl, 1995[45]
- Megarthrus rougemonti Cuccodoro & Löbl, 1995[45]
- Megarthrus scotti Cuccodoro & Löbl, 1995[45]
- Megarthrus selenitus Cuccodoro & Löbl, 1995[45]
- Megarthrus smetanai Cuccodoro & Löbl, 1996
- Megarthrus spinosus Cuccodoro & Löbl, 1995[45]
- Megarthrus stylifer Cuccodoro & Löbl, 1995[45]
- Megarthrus twa Cuccodoro & Löbl, 1995[45]
- Megarthrus uhligi Cuccodoro & Löbl, 1997
- Megarthrus vanschuytbroecki Cuccodoro & Löbl, 1995[45]
- Megarthrus watutsi Cuccodoro & Löbl, 1995[45]
- Megarthrus wollastoni Cuccodoro & Löbl, 1997
- Megarthrus zekorum Cuccodoro & Löbl, 1997
- Megarthrus zerchei Cuccodoro & Löbl, 1997
- Megarthrus zulu Cuccodoro & Löbl, 1995[45]
- Metalloscapha papua Löbl, 1975[25], désormais Scaphisoma papuum (Löbl, 1975)
- Microsporus alticola Löbl, 1995
- Microsporus gustavlohsei Löbl, 1995
- Microsporus humicola Löbl, 1995
- Microsporus silvicola Löbl, 1995
- Mina angusticeps Löbl, 1973[46], désormais Mnia angusticeps (Löbl, 1973)
- Mina antennalis Löbl, 1973[46], désormais Mnia antennalis (Löbl, 1973)
- Mina bella Löbl, 1973[46], désormais Mnia bella (Löbl, 1973)
- Mina brevicornis Löbl, 1973[46], désormais Mnia brevicornis (Löbl, 1973)
- Mina brevipilis Löbl, 1973[46], désormais Mnia brevipilis (Löbl, 1973)
- Mina browni Löbl, 1973[46], désormais Mnia browni (Löbl, 1973)
- Mina bryanti Löbl, 1973[46], désormais Mnia bryanti (Löbl, 1973)
- Mina dux Löbl, 1973[46], désormais Mnia dux (Löbl, 1973)
- Mina eucera Löbl, 1973[46], désormais Mnia eucera (Löbl, 1973)
- Mina fallax Löbl, 1973[46], désormais Mnia fallax (Löbl, 1973)
- Mina fossulata Löbl, 1973[46], désormais Mnia fossulata (Löbl, 1973)
- Mina franzi Löbl, 1973[46], désormais Mnia franzi (Löbl, 1973)
- Mina frontalis Löbl, 1973[46], désormais Mnia frontalis (Löbl, 1973)
- Mina gracilis Löbl, 1973[46], désormais Mnia gracilis (Löbl, 1973)
- Mina macrops Löbl, 1973[46], désormais Mnia macrops (Löbl, 1973)
- Mina murphyi Löbl, 1973[46], désormais Mnia murphyi (Löbl, 1973)
- Mina mussardi Löbl, 1973[46], désormais Mnia mussardi (Löbl, 1973)
- Mina mutator Löbl, 1973[46], désormais Mnia mutator (Löbl, 1973)
- Mina puncticeps Löbl, 1973[46], désormais Mnia puncticeps (Löbl, 1973)
- Mina simulans Löbl, 1973[46], désormais Mnia simulans (Löbl, 1973)
- Mina soror Löbl, 1973[46], désormais Mnia soror (Löbl, 1973)
- Mina sulcicollis Löbl, 1973[46], désormais Mnia sulcicollis (Löbl, 1973)
- Mina taylori Löbl, 1973[46], désormais Mnia taylori (Löbl, 1973)
- Mina tuberculata Löbl, 1973[46], désormais Mnia tuberculata (Löbl, 1973)
- Mina variabilis Löbl, 1973[46], désormais Mnia variabilis (Löbl, 1973)
- Mina varians Löbl, 1973[46], désormais Mnia varians (Löbl, 1973)
- Mina velaris Löbl, 1973[46], désormais Mnia velaris (Löbl, 1973)
- Morana afflictrix Kurbatov, Cuccodoro & Löbl, 2007[17]
- Morana agostii Kurbatov, Cuccodoro & Löbl, 2007[17]
- Morana ampullaria Kurbatov, Cuccodoro & Löbl, 2007[17]
- Morana asema Kurbatov, Cuccodoro & Löbl, 2007[17]
- Morana belajevae Kurbatov, Cuccodoro & Löbl, 2007[17]
- Morana bellicosa Kurbatov, Cuccodoro & Löbl, 2007[17]
- Morana bidentata Kurbatov, Cuccodoro & Löbl, 2007[17]
- Morana brinevi Kurbatov, Cuccodoro & Löbl, 2007[17]
- Morana burckhardti Kurbatov, Cuccodoro & Löbl, 2007[17]
- Morana caudata Kurbatov, Cuccodoro & Löbl, 2007[17]
- Morana clypeata Kurbatov, Cuccodoro & Löbl, 2007[17]
- Morana crustosa Kurbatov, Cuccodoro & Löbl, 2007[17]
- Morana derosa Kurbatov, Cuccodoro & Löbl, 2007[17]
- Morana diatretaria Kurbatov, Cuccodoro & Löbl, 2007[17]
- Morana distensiceps Kurbatov, Cuccodoro & Löbl, 2007[17]
- Morana dorsuosa Kurbatov, Cuccodoro & Löbl, 2007[17]
- Morana epastifrons Kurbatov, Cuccodoro & Löbl, 2007[17]
- Morana eromenion Kurbatov, Cuccodoro & Löbl, 2007[17]
- Morana fastigata Kurbatov, Cuccodoro & Löbl, 2007[17]
- Morana femoralis Kurbatov, Cuccodoro & Löbl, 2007[17]
- Morana galeata Kurbatov, Cuccodoro & Löbl, 2007[17]
- Morana hastulata Kurbatov, Cuccodoro & Löbl, 2007[17]
- Morana histanoceroides Kurbatov, Cuccodoro & Löbl, 2007[17]
- Morana hoplomacha Kurbatov, Cuccodoro & Löbl, 2007[17]
- Morana loquax Kurbatov, Cuccodoro & Löbl, 2007[17]
- Morana lucipeta Kurbatov, Cuccodoro & Löbl, 2007[17]
- Morana lupula Kurbatov, Cuccodoro & Löbl, 2007[17]
- Morana lusciosa Kurbatov, Cuccodoro & Löbl, 2007[17]
- Morana machaerifera Kurbatov, Cuccodoro & Löbl, 2007[17]
- Morana mahadewa Kurbatov, Cuccodoro & Löbl, 2007[17]
- Morana minax Kurbatov, Cuccodoro & Löbl, 2007[17]
- Morana murphyi Kurbatov, Cuccodoro & Löbl, 2007[17]
- Morana nana Kurbatov, Cuccodoro & Löbl, 2007[17]
- Morana obbatifrons Kurbatov, Cuccodoro & Löbl, 2007[17]
- Morana oxymoron Kurbatov, Cuccodoro & Löbl, 2007[17]
- Morana palaung Kurbatov, Cuccodoro & Löbl, 2007[17]
- Morana palpalis Kurbatov, Cuccodoro & Löbl, 2007[17]
- Morana palulifrons Kurbatov, Cuccodoro & Löbl, 2007[17]
- Morana papulifera Kurbatov, Cuccodoro & Löbl, 2007[17]
- Morana pectinicornis Kurbatov, Cuccodoro & Löbl, 2007[17]
- Morana perreaui Kurbatov, Cuccodoro & Löbl, 2007[17]
- Morana persolla Kurbatov, Cuccodoro & Löbl, 2007[17]
- Morana petulca Kurbatov, Cuccodoro & Löbl, 2007[17]
- Morana platypes Kurbatov, Cuccodoro & Löbl, 2007[17]
- Morana rebellis Kurbatov, Cuccodoro & Löbl, 2007[17]
- Morana repandirostra Kurbatov, Cuccodoro & Löbl, 2007[17]
- Morana sagax Kurbatov, Cuccodoro & Löbl, 2007[17]
- Morana scapus Kurbatov, Cuccodoro & Löbl, 2007[17]
- Morana schwendingeri Kurbatov, Cuccodoro & Löbl, 2007[17]
- Morana semifacta Kurbatov, Cuccodoro & Löbl, 2007[17]
- Morana sima Kurbatov, Cuccodoro & Löbl, 2007[17]
- Morana sinciput Kurbatov, Cuccodoro & Löbl, 2007[17]
- Morana smetanai Kurbatov, Cuccodoro & Löbl, 2007[17]
- Morana sycosifrons Kurbatov, Cuccodoro & Löbl, 2007[17]
- Morana tibialis Kurbatov, Cuccodoro & Löbl, 2007[17]
- Morana virago Kurbatov, Cuccodoro & Löbl, 2007[17]
- Morana vultuosa Kurbatov, Cuccodoro & Löbl, 2007[17]
- Multesimus cuniculus Kurbatov, Cuccodoro & Löbl, 2007[17]
- Multesimus gallulus Kurbatov, Cuccodoro & Löbl, 2007[17]
- Multesimus jaccoudi Kurbatov, Cuccodoro & Löbl, 2007[17]
- Multesimus talpula Kurbatov, Cuccodoro & Löbl, 2007[17]
- Mysthrix kistneri Löbl, 1979
- Nabepselaphus nepalensis Löbl & Kodada, 2021[21]
- Nepallaphus ekam Löbl & Kodada, 2021[21]
- Nepallaphus dve Löbl & Kodada, 2021[21]
- Nepallaphus treeni Löbl & Kodada, 2021[21]
- Nesiotomina appendiculata Löbl & Kurbatov, 2001[18]
- Nesiotomina bellax Löbl & Kurbatov, 2001[18]
- Nesiotomina carinifrons Löbl & Kurbatov, 2001[18]
- Nesiotomina difficilis Löbl & Kurbatov, 2001[18]
- Nesiotomina femoralis Löbl & Kurbatov, 2001[18]
- Nesiotomina foveifrons Löbl & Kurbatov, 2001[18]
- Nesiotomina perbrincki Löbl & Kurbatov, 2001[18]
- Nesiotomina tibialis Löbl & Kurbatov, 2001[18]
- Nesiotomina transjugata Löbl & Kurbatov, 2001[18]
- Nesoscapha gomyi Löbl, 1977
- Nesotoxidium minutissimum Löbl, 1969
- Nippiliphus crurifragius Kurbatov, Cuccodoro & Löbl, 2007[17]
- Nippiliphus napolovi Kurbatov, Cuccodoro & Löbl, 2007[17]
- Nipponobythus besucheti Löbl, 1965
- Nipponobythus caviceps Löbl, 1965
- Nipponobythus dispar Löbl, 1965
- Nipponobythus expectatus Löbl, 1965
- Nipponobythus grandis Löbl, 1965
- Nipponobythus korbeli Löbl, 1965
- Nipponobythus longicornis Löbl, 1965
- Nipponobythus omissus Löbl, 1965
- Notonewtonia thayerae Löbl & Leschen, 2003[34]
- Notonewtonia watti Löbl & Leschen, 2003[34]
- Oberea holatripennoides Löbl & Smetana, 2010, nom de remplacement pour Oberea holatripennis Breuning, 1982, homonyme junior de Oberea holatripennis Breuning,  1860
- Odontalgus coreanus Löbl, 1973
- Pachacuti chandleri Löbl, 2000
- Paracyathiger matousheki Löbl, 1964
- Penthicus pinguis medvedevi Iwan & Löbl, 2007
- Persescaphium pari Löbl & Ogawa, 2016
- Physomerinus akanensis Löbl, 1973
- Pimelia anomaloides Löbl, Bouchard & Merkl, 2008, nom de remplacement pour Pimelia anomala Sénac, 1880, homonyme junior de Pimelia anomala Solier, 1836
- Plagiophorus cabindai Burckhardt & Löbl, 2002
- Pselaphaulax eklai Löbl & Kodada, 2021[21]
- Pselaphaulax sherpa Löbl & Kodada, 2021[21]
- Pselaphogenius baliyo Löbl & Kodada, 2021[21]
- Pselaphogenius bulgaricus Löbl, 1969
- Pselaphogenius crassiusculus Löbl, 1964
- Pselaphus striatus Löbl, 1974
- Pseudobironiella pilifera Löbl, 1974
- Pseudobironium antennatum Löbl & Tang, 2013
- Pseudobironium augur Löbl & Tang, 2013
- Pseudobironium bicolor Löbl, 1992[27]
- Pseudobironium bilobum Löbl & Tang, 2013
- Pseudobironium brancuccii Löbl & Tang, 2013
- Pseudobironium confusum Löbl & Tang, 2013
- Pseudobironium conspectum Löbl & Tang, 2013
- Pseudobironium convexum Löbl & Tang, 2013
- Pseudobironium fasciatum Löbl, 1982
- Pseudobironium flagellatum Löbl & Tang, 2013
- Pseudobironium fujianum Löbl & Tang, 2013
- Pseudobironium globosum Löbl, 1981
- Pseudobironium hisamatsui Löbl, 2011
- Pseudobironium horaki Löbl & Tang, 2013
- Pseudobironium impressipenne Löbl, 1973
- Pseudobironium incisum Löbl & Tang, 2013
- Pseudobironium ineptum Löbl, 1992[27]
- Pseudobironium javanum Löbl & Tang, 2013
- Pseudobironium merkli Löbl & Tang, 2013
- Pseudobironium montanum Löbl & Tang, 2013
- Pseudobironium parabicolor Löbl & Tang, 2013
- Pseudobironium plagifer Löbl, 1980
- Pseudobironium pseudobicolor Löbl & Tang, 2013
- Pseudobironium pubiventer Löbl & Tang, 2013
- Pseudobironium rufitarse Löbl, 1992[27]
- Pseudobironium schuhi Löbl & Tang, 2013
- Pseudobironium spinipes Löbl & Tang, 2013
- Pseudobironium stewarti Löbl & Tang, 2013
- Pseudobironium subglabrum Löbl, 1990[32]
- Pseudobironium ussuricum Löbl, 1969
- Rybaxis lamellifer Löbl, 1973
- Sabarhytus kinabalu Löbl, 2000
- Sapitia sumatrana Löbl, 1978
- Sarothrias amabilis Ślipiński & Löbl, 1995
- Sarothrias audax Ślipiński & Löbl, 1995
- Sarothrias crowsoni Löbl & Burckhardt, 1988
- Sarothrias fijianus Löbl & Burckhardt, 1988
- Sarothrias lawrencei Löbl & Burckhardt, 1988
- Sarothrias pacificus Ślipiński & Löbl, 1995
- Sathytes appendiculatus Löbl, 1979[47]
- Sathytes clavatus Löbl, 1979[47]
- Sathytes excavatus Löbl, 1979[47]
- Sathytes franzi Löbl, 1979[47]
- Sathytes grandis Löbl, 1979[47]
- Sathytes hamulifer Löbl, 1979[47]
- Sathytes imitator Löbl, 1979[47]
- Sathytes minutus Löbl, 1979[47]
- Sathytes montanus Löbl, 1979[47]
- Sathytes oculatus Löbl, 1979[47]
- Sathytes reductus Löbl, 1979[47]
- Sathytes simplex Löbl, 1979[47]
- Sathytes vafelus Löbl, 1979[47]
- Scaphicoma bidentia Ogawa & Löbl, 2014
- Scaphicoma gracilis Löbl, 1971
- Scaphicoma kejvali Löbl, 2003
- Scaphicoma monteithi Löbl & Leschen, 2010
- Scaphicoma quadrifasciata Ogawa & Löbl, 2014
- Scaphicoma subflava Ogawa & Löbl, 2014
- Scaphicoma yapo Löbl & Leschen, 2010
- Scaphidiolum tuberculipes Löbl, 1972
- Scaphidium alternans Löbl, 1978
- Scaphidium anamalaiense Löbl, 1971[48]
- Scaphidium becvari Löbl, 1999[28]
- Scaphidium cheesmanae Löbl, 1975[25]
- Scaphidium chujoi Löbl, 1967
- Scaphidium coerulans Löbl, 1978
- Scaphidium comes Löbl, 1968
- Scaphidium crassipes Löbl, 2006
- Scaphidium flavicorne Löbl, 2006
- Scaphidium gurung Löbl, 1992[27]
- Scaphidium holzschuhi Löbl, 1992[27]
- Scaphidium ilanum Löbl, 2006
- Scaphidium indicum Löbl, 1979
- Scaphidium inexspectatum Löbl, 1999[28]
- Scaphidium jizuense Löbl, 1999[28]
- Scaphidium kubani Löbl, 1999[28]
- Scaphidium kurbatovi Löbl, 1999[28]
- Scaphidium kurosawai Löbl, 2006
- Scaphidium lunare Löbl, 1999[28]
- Scaphidium melanogaster Löbl, 1992[27]
- Scaphidium melli Löbl, 1972
- Scaphidium monteithi Löbl, 1976
- Scaphidium morimotoi Löbl, 1982
- Scaphidium nathani Löbl, 1971[48]
- Scaphidium nepalense Löbl, 1992[27]
- Scaphidium papuanum Löbl, 1975[25]
- Scaphidium rufofemorale Löbl, 2006
- Scaphidium rugatum Löbl, 1976
- Scaphidium schuelkei Löbl, 1999[28]
- Scaphidium sichuanum Löbl, 1999
- Scaphidium solukhumbu Löbl & Ogawa, 2016
- Scaphidium stigmatinotum Löbl, 1999[28]
- Scaphidium thakali Löbl, 1992[27]
- Scaphidium trimaculatum Löbl, 1976
- Scaphidium viride Löbl, 1978
- Scaphidium yeti Löbl & Ogawa, 2016
- Scaphisoma ablutum Löbl, 2015[31]
- Scaphisoma absurdum Löbl, 1986[49]
- Scaphisoma acclinum Löbl, 2019[50]
- Scaphisoma acclivum Löbl, 2000
- Scaphisoma aciculare Löbl, 2000
- Scaphisoma aciculatum Löbl, 2019[50]
- Scaphisoma activum Löbl, 2015[31]
- Scaphisoma acutatum Löbl, 2015[31]
- Scaphisoma acutulum Löbl & Ogawa, 2016[51]
- Scaphisoma acutum Löbl, 2015[31]
- Scaphisoma adivasis Löbl, 2012
- Scaphisoma adjacens Löbl, 1992[27]
- Scaphisoma adjunctum Löbl, 2015[31]
- Scaphisoma adnexum Löbl, 1972
- Scaphisoma adscitum Löbl, 2015[31]
- Scaphisoma adustum Löbl, 1980
- Scaphisoma aemulum Löbl, 1973
- Scaphisoma aequatum Löbl, 1977
- Scaphisoma aequum Löbl, 2015[31]
- Scaphisoma aereum Löbl, 2015[31]
- Scaphisoma affabile Löbl, 2015[31]
- Scaphisoma affectum Löbl, 2015[31]
- Scaphisoma agile Löbl, 1990[32]
- Scaphisoma alacre Löbl, 1992[27]
- Scaphisoma alienum Löbl, 1977
- Scaphisoma alternans Löbl, 1973
- Scaphisoma alticola Löbl & Ogawa, 2016[51]
- Scaphisoma amabile Löbl, 1984
- Scaphisoma ancora Löbl, 2018
- Scaphisoma anderssoni Löbl, 1971[39]
- Scaphisoma angulare Löbl, 2015[31]
- Scaphisoma angulatum Löbl, 1975
- Scaphisoma angulosum Löbl & Ogawa, 2016[51]
- Scaphisoma animatum Löbl, 2015[31]
- Scaphisoma anomalum Löbl, 1972
- Scaphisoma antennarum Löbl, 2015[31]
- Scaphisoma apertum Löbl, 2000
- Scaphisoma apomontanum Löbl & Ogawa, 2016[51]
- Scaphisoma apomontium Löbl & Ogawa, 2016[51]
- Scaphisoma apparatum Löbl, 2015
- Scaphisoma approximatum Löbl, 2015[31]
- Scaphisoma apterum Löbl, 2014
- Scaphisoma argutum Löbl, 1986[49]
- Scaphisoma armatum Löbl, 1986[49]
- Scaphisoma aspectum Löbl, 2015[31]
- Scaphisoma asper Löbl, 1980
- Scaphisoma atrox Löbl, 1981
- Scaphisoma audax Löbl, 1975[25]
- Scaphisoma aurorae Löbl, 1992[27]
- Scaphisoma aurun Löbl, 1979
- Scaphisoma austerum Löbl, 1965
- Scaphisoma australicum Löbl, 1977[52]
- Scaphisoma avitum Löbl, 2019[50]
- Scaphisoma bacchusi Löbl, 1975[25]
- Scaphisoma baloghi Löbl, 1975[25]
- Scaphisoma baloo Löbl, 1992[27]
- Scaphisoma banguiense Löbl, 1972
- Scaphisoma basale Löbl, 1977[52]
- Scaphisoma bayau Löbl, 1979
- Scaphisoma beccarii Löbl, 1975[25]
- Scaphisoma bellax Löbl, 1980
- Scaphisoma besucheti Löbl, 1971[39]
- Scaphisoma bhareko Löbl, 1992[27]
- Scaphisoma bicinctum Löbl, 1977
- Scaphisoma bicolor Löbl & Ogawa, 2016[51]
- Scaphisoma bicoloratum Löbl, 1977[52]
- Scaphisoma bicoloripenne Löbl & Ogawa, 2016[51]
- Scaphisoma bicuspidatum Löbl & Ogawa, 2016[51]
- Scaphisoma biliranense Löbl, 1972
- Scaphisoma bilobum Löbl & Ogawa, 2016[51]
- Scaphisoma bisinuosum Löbl, 2019[50]
- Scaphisoma bispinosum Löbl, 1990[32]
- Scaphisoma blandum Löbl, 1975[25]
- Scaphisoma blefusca Löbl & Ogawa, 2016[51]
- Scaphisoma bolmarum Löbl & Ogawa, 2016[51]
- Scaphisoma bourbonense Löbl, 1977
- Scaphisoma breviatum Löbl & Ogawa, 2016[51]
- Scaphisoma brittoni Löbl, 1977[52]
- Scaphisoma budemuense Löbl, 1975[25]
- Scaphisoma bugi Löbl, 1983
- Scaphisoma canaliculatum Löbl, 1990[32]
- Scaphisoma cantrelli Löbl, 1977[52]
- Scaphisoma carinatum Löbl, 2018
- Scaphisoma casiguran Löbl & Ogawa, 2016[51]
- Scaphisoma caucasicum Löbl, 2022[53]
- Scaphisoma caudatoides Löbl & Ogawa, 2016[51]
- Scaphisoma caudatum Löbl, 1975
- Scaphisoma cederholmi Löbl, 1971[39]
- Scaphisoma centripunctulum Löbl & Ogawa, 2016[51]
- Scaphisoma championi Löbl, 1981
- Scaphisoma chujoi Löbl, 1982
- Scaphisoma cippum Löbl, 1980
- Scaphisoma clavigerum Löbl, 1992[27]
- Scaphisoma coalitum Löbl, 1992[27]
- Scaphisoma coarctatum Löbl, 1976
- Scaphisoma coeruleum Löbl, 2003[26]
- Scaphisoma colasi Löbl, 1965
- Scaphisoma commune Löbl, 1997, nom de remplacement pour Scaphidium castaneum Motschulsky, 1845, homonyme junior de Scaphidium castaneum Perty, 1830
- Scaphisoma compactum Löbl & Ogawa, 2016[51]
- Scaphisoma complicans Löbl, 1982
- Scaphisoma concolor Löbl, 1981
- Scaphisoma conflictum Löbl & Ogawa, 2016[51]
- Scaphisoma conforme Löbl, 1980
- Scaphisoma conforme conforme Löbl, 1980
- Scaphisoma conforme okinawense Löbl, 1982
- Scaphisoma confrater Löbl, 1981
- Scaphisoma confusum Löbl & Ogawa, 2016[51]
- Scaphisoma consimile Löbl, 1973
- Scaphisoma conspicuum Löbl, 1982
- Scaphisoma corbetti Löbl, 1986
- Scaphisoma corcyricum Löbl, 1964
- Scaphisoma corneum Löbl, 2019[50]
- Scaphisoma cursor Löbl, 1975
- Scaphisoma cuspidatum Löbl, 1990[32]
- Scaphisoma cuyunon Löbl & Ogawa, 2016[51]
- Scaphisoma danielae Löbl, 1982
- Scaphisoma dansalanense Löbl, 1972
- Scaphisoma dayak Löbl, 1982
- Scaphisoma debile Löbl, 1980[36]
- Scaphisoma decorum Löbl, 1977[52]
- Scaphisoma declivum Löbl, 2021
- Scaphisoma deharvengi Löbl & Ogawa, 2016[51]
- Scaphisoma delictum Löbl, 1981
- Scaphisoma densepunctatum Löbl & Ogawa, 2016[51]
- Scaphisoma dentipenne Löbl, 1971
- Scaphisoma detestabile Löbl, 2019[50]
- Scaphisoma diabolum Löbl, 1986[49]
- Scaphisoma diaphanum Löbl, 1973
- Scaphisoma digitale Löbl, 2001
- Scaphisoma dilatatum Löbl, 2003
- Scaphisoma diqingtibetanum Löbl, 2019[50]
- Scaphisoma discolor Löbl, 1977[52]
- Scaphisoma discretum Löbl, 1986[49]
- Scaphisoma dispar Löbl, 1970
- Scaphisoma disparides Löbl & Ogawa, 2016[51]
- Scaphisoma dissimile Löbl, 1975[25]
- Scaphisoma dissymmetricum Löbl & Ogawa, 2016[51]
- Scaphisoma distans Löbl, 1977
- Scaphisoma distinctoides Löbl & Ogawa, 2017, nom de remplacement pour Scaphisoma distinctum Löbl & Ogawa, 2016, homonyme junior de Scaphisoma distinctum Blatchley, 1910
- Scaphisoma distinctum Löbl & Ogawa, 2016[51]
- Scaphisoma diversicorne Löbl, 2003
- Scaphisoma diversum Löbl & Ogawa, 2016[51]
- Scaphisoma dives Löbl, 1990[32]
- Scaphisoma dumosum Löbl, 2000
- Scaphisoma duplex Löbl & Ogawa, 2016[51]
- Scaphisoma duplicatum Löbl, 1972
- Scaphisoma dusunum Löbl, 1987
- Scaphisoma dybasi Löbl, 1981
- Scaphisoma echinatum Löbl, 1986[49]
- Scaphisoma edentatum Löbl, 2012
- Scaphisoma egenum Löbl, 1990[32]
- Scaphisoma egregium Löbl, 1971[39]
- Scaphisoma elpis Löbl & Ogawa, 2016[51]
- Scaphisoma emeicum Löbl, 2000
- Scaphisoma endroedyi Löbl, 1986
- Scaphisoma excellens Löbl, 1981
- Scaphisoma eximium Löbl, 1969
- Scaphisoma expandum Löbl, 2011
- Scaphisoma falciferum Löbl, 1986
- Scaphisoma fastum Löbl, 1990[32]
- Scaphisoma fatuum Löbl, 1992[27]
- Scaphisoma favens Löbl, 1990[32]
- Scaphisoma fenestratum Löbl, 2003[26]
- Scaphisoma festivum Löbl, 1975[25]
- Scaphisoma fibrosum Löbl, 2000
- Scaphisoma fijianum Löbl, 1977
- Scaphisoma fikaceki Löbl, 2019[50]
- Scaphisoma filium Löbl, 1973
- Scaphisoma flavofasciatum Löbl, 1986[49]
- Scaphisoma flavolineatum Löbl, 2018
- Scaphisoma flexuosum Löbl, 1986[49]
- Scaphisoma foveatum Löbl, 1987
- Scaphisoma franzi Löbl, 1973
- Scaphisoma fratellum Löbl, 1992[27]
- Scaphisoma frater Löbl, 1977
- Scaphisoma fraterculum Löbl, 1986[49]
- Scaphisoma frontale Löbl, 2003[26]
- Scaphisoma fulcratum Löbl, 1992[27]
- Scaphisoma funebre Löbl, 1981
- Scaphisoma funereum Löbl, 1977[52]
- Scaphisoma funiculatum Löbl, 1980
- Scaphisoma furcatum Löbl & Ogawa, 2016[51]
- Scaphisoma furcigerum Löbl & Ogawa, 2016[51]
- Scaphisoma furcillatum Löbl & Ogawa, 2016[51]
- Scaphisoma fuscum Löbl, 1975
- Scaphisoma garomontium Löbl, 1986[49]
- Scaphisoma geminatum Löbl, 1986[49]
- Scaphisoma gentile Löbl, 1982
- Scaphisoma germanni Löbl, 2012
- Scaphisoma glabrellum Löbl & Ogawa, 2016[51]
- Scaphisoma glabripenne Löbl, 1977[52]
- Scaphisoma gomyi Löbl, 1977
- Scaphisoma gracilendum Löbl, 1990[32]
- Scaphisoma hadrops Löbl, 1965
- Scaphisoma hainanense Löbl, 2019[50]
- Scaphisoma hajeki Löbl, 2012
- Scaphisoma hamatum Löbl & Ogawa, 2016[51]
- Scaphisoma hanseni Löbl & Leschen, 2003[34]
- Scaphisoma hapiroense Löbl, 1968
- Scaphisoma hastatum Löbl, 1977[52]
- Scaphisoma heishuiense Löbl, 2000
- Scaphisoma heissi Löbl, 1982
- Scaphisoma hexameroides Löbl & Ogawa, 2016[51]
- Scaphisoma hexamerum Löbl & Ogawa, 2016[51]
- Scaphisoma hiekei Löbl, 1972
- Scaphisoma hisamatsui Löbl, 1982
- Scaphisoma hospitator Löbl, 2004
- Scaphisoma hulai Löbl, 2018
- Scaphisoma idaanum Löbl, 1987
- Scaphisoma ignotum Löbl, 1965
- Scaphisoma ilonggo Löbl & Ogawa, 2016[51]
- Scaphisoma imitator Löbl, 1986[49]
- Scaphisoma immodicum Löbl, 1986
- Scaphisoma impar Löbl, 1971[39]
- Scaphisoma impolitum Löbl, 1986[49]
- Scaphisoma imuganense Löbl, 1972
- Scaphisoma inaequale Löbl, 1977[52]
- Scaphisoma incisum Löbl, 2000
- Scaphisoma incomptum Löbl, 1975
- Scaphisoma inconventum Löbl & Ogawa, 2016[51]
- Scaphisoma incurvum Löbl, 1990[32]
- Scaphisoma indra Löbl, 1986[49]
- Scaphisoma indubium Löbl, 1965
- Scaphisoma indutum Löbl, 1977[52]
- Scaphisoma ineptum Löbl, 1987
- Scaphisoma inexspectatum Löbl & Ogawa, 2016[51]
- Scaphisoma infirmum Löbl, 2003[26]
- Scaphisoma inflexum Löbl & Ogawa, 2016[51]
- Scaphisoma inhospitale Löbl, 1990
- Scaphisoma inopinatum Löbl, 1967
- Scaphisoma inopportunum Löbl & Ogawa, 2016[51]
- Scaphisoma inornatum Löbl, 1975[25]
- Scaphisoma inquietum Löbl, 1992[27]
- Scaphisoma insulanum Löbl, 1982
- Scaphisoma interjectum Löbl, 1992[27]
- Scaphisoma invalidum Löbl, 1992[27]
- Scaphisoma invertum Löbl, 2000
- Scaphisoma invisum Löbl, 1990[32]
- Scaphisoma iridescens Löbl & Ogawa, 2016[51]
- Scaphisoma irideum Löbl, 2012
- Scaphisoma iriomotense Löbl, 1977
- Scaphisoma irregulare Löbl, 1975
- Scaphisoma irruptum Löbl, 2000
- Scaphisoma jaccoudi Löbl, 1975
- Scaphisoma jacobsoni Löbl, 1975
- Scaphisoma jacqi Ramage & Löbl, 2022[54]
- Scaphisoma jado Löbl, 1992[27]
- Scaphisoma janczyki Löbl, 1965
- Scaphisoma jankodadai Löbl & Ogawa, 2016[51]
- Scaphisoma japonicum Löbl, 1965
- Scaphisoma javanum Löbl, 1979
- Scaphisoma jelineki Löbl, 1965
- Scaphisoma jirihajeki Löbl, 2019[50]
- Scaphisoma joachimschmidti Löbl, 2005
- Scaphisoma kalabitum Löbl, 1987
- Scaphisoma kali Löbl, 1979
- Scaphisoma kanchi Löbl, 1992[27]
- Scaphisoma karen Löbl, 1990[32]
- Scaphisoma kaszabi Löbl, 1965
- Scaphisoma kaszabianum Löbl, 1986[49]
- Scaphisoma katinganum Löbl, 1987
- Scaphisoma khao Löbl, 1990[32]
- Scaphisoma khasianum Löbl, 1986[49]
- Scaphisoma khmer Löbl, 2001
- Scaphisoma kinabaluum Löbl, 1987
- Scaphisoma klapperichi Löbl, 1980
- Scaphisoma kodadai Löbl & Ogawa, 2016[51]
- Scaphisoma kubani Löbl, 2019[50]
- Scaphisoma kuscheli Löbl, 1980[36]
- Scaphisoma kuschelianum Löbl, 1981
- Scaphisoma laevigatum Löbl, 1970
- Scaphisoma laminatum Löbl, 1972
- Scaphisoma lannaense Löbl, 1990[32]
- Scaphisoma latitarse Löbl, 2012
- Scaphisoma latro Löbl, 2000
- Scaphisoma lautum Löbl, 1965
- Scaphisoma leai Löbl, 1977[52]
- Scaphisoma lectum Löbl, 2019[50]
- Scaphisoma lepidum Löbl, 1990[32]
- Scaphisoma liangtangi Löbl, 2019[50]
- Scaphisoma lienhardi Löbl & Ogawa, 2016[51]
- Scaphisoma liliput Löbl & Ogawa, 2016[51]
- Scaphisoma liliputanum Löbl, 1977
- Scaphisoma lineare Löbl & Ogawa, 2016[51]
- Scaphisoma linum Löbl, 2000
- Scaphisoma lombokense Löbl, 1986
- Scaphisoma longicorne Löbl, 1977[52]
- Scaphisoma longiusculum Löbl, 2012
- Scaphisoma loriai Löbl, 1975[25]
- Scaphisoma lucens Löbl, 1977[52]
- Scaphisoma luctans Löbl, 1986[49]
- Scaphisoma luctuosum Löbl, 1986[49]
- Scaphisoma lunabianum Löbl & Ogawa, 2016[51]
- Scaphisoma maculiger Löbl, 1975
- Scaphisoma maculosum Löbl & Ogawa, 2016[51]
- Scaphisoma malayanum Löbl, 1986
- Scaphisoma malignum Löbl, 1986[49]
- Scaphisoma maramag Löbl & Ogawa, 2016[51]
- Scaphisoma marshallae Löbl, 1987
- Scaphisoma medium Löbl, 2003[26]
- Scaphisoma mendax Löbl, 1980
- Scaphisoma meracum Löbl, 1990[32]
- Scaphisoma michaeli Löbl, 2003
- Scaphisoma migrator Löbl, 2000
- Scaphisoma mimicum Löbl, 1986[49]
- Scaphisoma minax Löbl, 1986[49]
- Scaphisoma minus Löbl, 1997, nom de remplacement pour Scaphisoma minutissimum Pic, 1951, homonyme junior de Scaphisoma minutissimum Champion, 1927
- Scaphisoma minutipenis Löbl & Ogawa, 2016[51]
- Scaphisoma minutulum Löbl, 1997, nom de remplacement pour Scaphosoma minutissimum Pic, 1937, homonyme junior de Scaphisoma minutissimum Champion, 1927
- Scaphisoma mirandum Löbl, 1990[32]
- Scaphisoma mirum Löbl & Ogawa, 2016[51]
- Scaphisoma modestum Löbl, 1981
- Scaphisoma modicum Löbl, 1984
- Scaphisoma montivagum Löbl & Ogawa, 2016[51]
- Scaphisoma morator Löbl, 2019[50]
- Scaphisoma morosum Löbl, 1990[32]
- Scaphisoma mucronatum Löbl, 1980[36]
- Scaphisoma murphyi Löbl, 1981
- Scaphisoma murutum Löbl, 1987
- Scaphisoma mussardi Löbl, 1971[39]
- Scaphisoma mutator Löbl, 2000
- Scaphisoma nabiluanum Löbl & Ogawa, 2016[51]
- Scaphisoma nakanei Löbl, 1980
- Scaphisoma nanellum Löbl & Ogawa, 2016[51]
- Scaphisoma nanulum Löbl, 1973
- Scaphisoma napu Löbl, 1983
- Scaphisoma neboissi Löbl, 1977[52]
- Scaphisoma nebulosoides Löbl, 1997, nom de remplacement pour Scaphisoma nebulosum Löbl, 1986, homonyme junior de Scaphisoma nebulosum Matthews, 18888
- Scaphisoma nebulosum Löbl, 1986[49], homonyme junior de S. nebulosum Matthews, 18888, remplacé par S. nebulosoides Löbl, 1997
- Scaphisoma necopinum Löbl, 1986[49]
- Scaphisoma nefastum Löbl, 1986[49]
- Scaphisoma neglectum Löbl, 2003
- Scaphisoma negligens Löbl, 1986[49]
- Scaphisoma nepalense Löbl, 1992[27]
- Scaphisoma nietneri Löbl, 1971[39]
- Scaphisoma nigripenne Löbl, 2019[50]
- Scaphisoma nigrum Löbl, 1986
- Scaphisoma nilgiriense Löbl, 2002
- Scaphisoma nima Löbl, 1992[27]
- Scaphisoma nishikawai Löbl & Ogawa, 2016[51]
- Scaphisoma notatum Löbl, 1986[49]
- Scaphisoma novaecaledonicum Löbl, 1977
- Scaphisoma nushanense Löbl, 2019[50]
- Scaphisoma obenbergeri Löbl, 1963
- Scaphisoma obscurum Löbl & Ogawa, 2016[51]
- Scaphisoma ochropenne Löbl & Ogawa, 2016[51]
- Scaphisoma ogawai Löbl, 2018
- Scaphisoma onychionum Löbl, 1986[49]
- Scaphisoma opacum Löbl & Ogawa, 2016[51]
- Scaphisoma operosum Löbl, 1990[32]
- Scaphisoma oppositum Löbl, 2000
- Scaphisoma ornatipenne Löbl, 1975[25]
- Scaphisoma oviforme Löbl & Ogawa, 2016[51]
- Scaphisoma paliferum Löbl, 1984
- Scaphisoma pallens Löbl, 1981
- Scaphisoma palposum Löbl, 2011
- Scaphisoma palu Löbl, 1983
- Scaphisoma palumboi erratum Löbl, 1965
- Scaphisoma pandanum Löbl & Ogawa, 2016[51]
- Scaphisoma papuanum Löbl, 1975[25]
- Scaphisoma paraboleti Löbl, 1993
- Scaphisoma parasolutum Löbl, 2000
- Scaphisoma paravarium Löbl, 2000
- Scaphisoma pecki Löbl, 1982
- Scaphisoma pellax Löbl, 2018
- Scaphisoma penangense Löbl, 1986
- Scaphisoma peraffine Löbl, 1986[49]
- Scaphisoma peraffirmatum Löbl, 2015
- Scaphisoma perbrincki Löbl, 1971[39]
- Scaphisoma perdecorum Löbl, 2015
- Scaphisoma peregrinum Löbl, 2015
- Scaphisoma perfectum Löbl, 2015
- Scaphisoma perleve Löbl, 2015
- Scaphisoma perminutum Löbl, 2015
- Scaphisoma permixtum Löbl, 2015
- Scaphisoma permutatum Löbl, 2015
- Scaphisoma perpusillum Löbl, 1973
- Scaphisoma persimilans Löbl, 2015
- Scaphisoma persimile Löbl, 1977
- Scaphisoma perturbator Löbl, 2015
- Scaphisoma peterseni Löbl, 1971
- Scaphisoma pici Löbl, 1979
- Scaphisoma pinnigerum Löbl, 1992[27]
- Scaphisoma planum Löbl, 1977[52]
- Scaphisoma pocsi Löbl, 1981
- Scaphisoma poussereaui Löbl, 2015
- Scaphisoma praesigne Löbl, 1992[27]
- Scaphisoma pressum Löbl, 1990[32]
- Scaphisoma promptum Löbl, 1977[52]
- Scaphisoma propinquum Löbl, 1977[52]
- Scaphisoma prostratum Löbl, 2003
- Scaphisoma providum Löbl, 2019[50]
- Scaphisoma proximum Löbl, 2019[50]
- Scaphisoma pseudamabile Löbl, 1990[32]
- Scaphisoma pseudantennatum Löbl, 2000
- Scaphisoma pseudasper Löbl, 2019[50]
- Scaphisoma pseudatrox Löbl, 1990
- Scaphisoma pseudodelictum Löbl, 1986[49]
- Scaphisoma pseudofasciatum Löbl, 1975[25]
- Scaphisoma pseudokalabitum Löbl & Ogawa, 2016[51]
- Scaphisoma pseudorubellum Löbl, 1977
- Scaphisoma pseudorufum Löbl, 1986[49]
- Scaphisoma pseudosolutum Löbl, 2000
- Scaphisoma pseudovarium Löbl, 2000
- Scaphisoma pulchellum Löbl, 1986, nom de remplacement pour Scaphisoma ornatum Champion, 1927, homonyme junior de Scaphisoma ornatum Fall, 1910[49]
- Scaphisoma pulchrum Löbl & Ogawa, 2016[51]
- Scaphisoma punctaticolle Löbl, 1980
- Scaphisoma punctulatipenne Löbl, 1997, nom de remplacement pour Scaphosoma punctatum Pic, 1946, homonyme junior de Pseudoscaphosoma punctatum Pic, 1915
- Scaphisoma puthzi Löbl, 1986[49]
- Scaphisoma quadrifasciatum Löbl, 1986[49]
- Scaphisoma ramosum Löbl, 1972
- Scaphisoma rarum Löbl, 1971[39]
- Scaphisoma rasum Löbl, 1977[52]
- Scaphisoma regulare Löbl, 2019[50]
- Scaphisoma remingtoni Löbl, 1974
- Scaphisoma renominatum Löbl, 1975
- Scaphisoma reticulatum Löbl, 1973
- Scaphisoma riedeli Löbl, 2014
- Scaphisoma rougemonti Löbl, 1984
- Scaphisoma rubripenne Löbl, 2003
- Scaphisoma rufoides Löbl, 1975
- Scaphisoma rufopiceum Löbl, 2019[50]
- Scaphisoma rugosum Löbl, 1973
- Scaphisoma ruzickai Löbl, 2019[50]
- Scaphisoma sadang Löbl, 1983
- Scaphisoma sagax Löbl & Ogawa, 2016[51]
- Scaphisoma sakaii Löbl, 1988
- Scaphisoma sakaiorum Löbl, 1987
- Scaphisoma sasagoense Löbl, 1965
- Scaphisoma satoi Löbl, 1982
- Scaphisoma scabiosum Löbl, 1986[49]
- Scaphisoma scapulare Löbl & Ogawa, 2016[51]
- Scaphisoma schuelkei Löbl, 2019[50]
- Scaphisoma scurrile Löbl & Ogawa, 2016[51]
- Scaphisoma segne Löbl, 1990[32]
- Scaphisoma semibreve Löbl, 2014
- Scaphisoma serosum Löbl, 2000
- Scaphisoma serpens Löbl, 2000
- Scaphisoma sesaotense Löbl, 1986
- Scaphisoma sexuale Löbl, 1972
- Scaphisoma shavrini Löbl, 2018
- Scaphisoma siamense Löbl, 1990[32]
- Scaphisoma signaticolle Löbl & Ogawa, 2016[51]
- Scaphisoma signum Löbl, 2000
- Scaphisoma sikkimense Löbl, 1992[27]
- Scaphisoma simillimum Löbl, 1970
- Scaphisoma simplex Löbl, 1972
- Scaphisoma simplexoides Löbl & Ogawa, 2016[51]
- Scaphisoma simplicipenis Löbl, 1992[27]
- Scaphisoma simulans Löbl, 1973
- Scaphisoma singaporense Löbl, 1986
- Scaphisoma sinuatum Löbl & Ogawa, 2016[51]
- Scaphisoma skanda Löbl, 1979
- Scaphisoma solutum Löbl, 1990
- Scaphisoma soror Löbl, 1970
- Scaphisoma spatulatum Löbl, 2015
- Scaphisoma spatuloides Löbl & Ogawa, 2016[51]
- Scaphisoma spinosum Löbl, 2015
- Scaphisoma spissum Löbl, 1990[32]
- Scaphisoma spurium Löbl, 1971[39]
- Scaphisoma stephani Leschen & Löbl, 1990
- Scaphisoma stictum Löbl, 1977[52]
- Scaphisoma styloides Löbl, 2000
- Scaphisoma subanun Löbl & Ogawa, 2016[51]
- Scaphisoma subapicale Löbl, 2019[50]
- Scaphisoma subelongatulum Löbl, 1997
- Scaphisoma subgracile Löbl & Ogawa, 2016[51]
- Scaphisoma sublimbatum Löbl, 1977[52]
- Scaphisoma subplanatum Löbl & Ogawa, 2016[51]
- Scaphisoma subpunctulum Löbl & Ogawa, 2016[51]
- Scaphisoma subtile Löbl, 2000
- Scaphisoma suknense Löbl, 1986[49]
- Scaphisoma sulcatum Löbl, 1975[25]
- Scaphisoma sumatranum Löbl, 1975
- Scaphisoma sumpichi Löbl, 2018
- Scaphisoma surya Löbl, 1986[49]
- Scaphisoma suspiciosum Löbl, 2000
- Scaphisoma suthepense Löbl, 1990[32]
- Scaphisoma swapna Löbl, 1979
- Scaphisoma tagalog Löbl & Ogawa, 2016[51]
- Scaphisoma taiwanum Löbl, 1980
- Scaphisoma tamaninii Löbl, 1965
- Scaphisoma tannaense Löbl, 1978
- Scaphisoma tarsale Löbl, 2015
- Scaphisoma taylori Löbl, 1975
- Scaphisoma tedjense Löbl, 1964
- Scaphisoma telnovi Löbl & Ogawa, 2017
- Scaphisoma teres Löbl, 1977[52]
- Scaphisoma tetratomum Löbl, 2019[50]
- Scaphisoma tortile Löbl, 1984
- Scaphisoma toxopeusi Löbl, 1976
- Scaphisoma transforme Löbl, 1984
- Scaphisoma transparens Löbl, 1973
- Scaphisoma transversale Löbl & Ogawa, 2016[51]
- Scaphisoma tricoloratum Löbl & Ogawa, 2016[51]
- Scaphisoma tricolorinotum Löbl & Ogawa, 2016[51]
- Scaphisoma tricoloripenne Löbl & Ogawa, 2016[51]
- Scaphisoma tricoloroides Löbl, 1975
- Scaphisoma tricuspidatum Löbl, 2019[50]
- Scaphisoma tridens Löbl & Ogawa, 2016[51]
- Scaphisoma tridentatum Löbl, 1975[25]
- Scaphisoma trifurcatum Löbl & Ogawa, 2016[51]
- Scaphisoma trilobatum Löbl, 1981
- Scaphisoma trilobum Löbl & Ogawa, 2016[51]
- Scaphisoma trimaculatum Löbl & Ogawa, 2016[51]
- Scaphisoma triste Löbl, 1975[25]
- Scaphisoma tumidum Löbl, 2019[50]
- Scaphisoma uncinatum Löbl, 2019[50]
- Scaphisoma uniforme Löbl, 1986[49]
- Scaphisoma unimaculatum Löbl, 1975[25]
- Scaphisoma vagans Löbl, 1990[32]
- Scaphisoma valens Löbl, 1990[32]
- Scaphisoma validum Löbl, 1973
- Scaphisoma variabile Löbl, 1981
- Scaphisoma varians Löbl, 1992[27]
- Scaphisoma varium Löbl, 1986[49]
- Scaphisoma velox Löbl, 1990[32]
- Scaphisoma versicoloreum Löbl, 2018
- Scaphisoma vestigator Löbl, 2000
- Scaphisoma vexator Löbl, 2000
- Scaphisoma viduum Löbl, 1973
- Scaphisoma vietum Löbl, 1976
- Scaphisoma viti Löbl, 1986
- Scaphisoma volitatum Löbl, 2000
- Scaphisoma weigeli Löbl, 2019[50]
- Scaphisoma werneri Löbl & Ogawa, 2016[51]
- Scaphisoma wolong Löbl, 2000
- Scaphisoma wrasei Löbl, 2019[50]
- Scaphisoma yapense Löbl, 1981
- Scaphisoma zimmermani Löbl, 1977
- Scaphisoma ziweii Löbl, 2019[50]
- Scaphobaeocera aberrans Löbl, 1984[33]
- Scaphobaeocera abnormalis Löbl, 1981[55]
- Scaphobaeocera alticola Löbl, 1990[32]
- Scaphobaeocera amicalis Löbl, 2003
- Scaphobaeocera angulata Löbl, 2020[20]
- Scaphobaeocera antennalis Löbl, 1975[25]
- Scaphobaeocera asity Löbl, 2020[20]
- Scaphobaeocera australiensis Löbl, 1977[52]
- Scaphobaeocera avahi Löbl, 2020[20]
- Scaphobaeocera baliensis Löbl, 2015[31]
- Scaphobaeocera balkei Löbl, 2017
- Scaphobaeocera bulbosa Löbl, 2011
- Scaphobaeocera bulirschi Löbl, 2020[20]
- Scaphobaeocera burckhardti Löbl, 1990[32]
- Scaphobaeocera cognata Löbl, 1984[33]
- Scaphobaeocera complicans Löbl, 2011
- Scaphobaeocera confusa Löbl, 1986
- Scaphobaeocera coua Löbl, 2020[20]
- Scaphobaeocera curvipes Löbl, 1977[52]
- Scaphobaeocera cyrta Löbl, 1980
- Scaphobaeocera data Löbl, 2011
- Scaphobaeocera davaoana Löbl, 2011
- Scaphobaeocera delicatula Löbl, 1971[39]
- Scaphobaeocera difficilis Löbl, 1979
- Scaphobaeocera discreta Löbl, 1984[33]
- Scaphobaeocera dispar Löbl, 1980
- Scaphobaeocera dorsalis Löbl, 1980
- Scaphobaeocera episternalis Löbl, 2011
- Scaphobaeocera escensa Löbl, 2011
- Scaphobaeocera excisa Löbl, 2011
- Scaphobaeocera franzi Löbl, 1977[52]
- Scaphobaeocera fratercula Löbl, 1984[33]
- Scaphobaeocera fujiana Löbl, 2003
- Scaphobaeocera furva Löbl, 2020[56]
- Scaphobaeocera gemina Löbl, 2017
- Scaphobaeocera glabra Löbl, 2018
- Scaphobaeocera glabripennis Löbl, 2018
- Scaphobaeocera gracilis Löbl, 1981[55]
- Scaphobaeocera hamata Löbl, 2011
- Scaphobaeocera incisa Löbl, 1990[32]
- Scaphobaeocera inexpectata Löbl, 1981[55]
- Scaphobaeocera insinuata Löbl, 2020[56]
- Scaphobaeocera iviei Löbl, 2020[20]
- Scaphobaeocera jirkai Löbl, 2018
- Scaphobaeocera junlei Löbl, 2018
- Scaphobaeocera laevis Löbl, 1990[32]
- Scaphobaeocera lamellifera Löbl, 1984[33]
- Scaphobaeocera lata Löbl, 2021[35]
- Scaphobaeocera lombokensis Löbl, 2015[31]
- Scaphobaeocera lycocorax Löbl, 2017
- Scaphobaeocera maculata Löbl, 1990[32]
- Scaphobaeocera michaeli Löbl, 2018
- Scaphobaeocera mirza Löbl, 2020[20]
- Scaphobaeocera molesta Löbl, 1999[28]
- Scaphobaeocera montana Löbl, 2020[56]
- Scaphobaeocera monticola Löbl, 2011
- Scaphobaeocera montivagans Löbl, 2011
- Scaphobaeocera mussardi Löbl, 1971[39]
- Scaphobaeocera nobilis Löbl, 1984[33]
- Scaphobaeocera notata Löbl, 2017
- Scaphobaeocera nuda Löbl, 1979
- Scaphobaeocera obducta Löbl, 1990[32]
- Scaphobaeocera orousseti Löbl, 2011
- Scaphobaeocera palawana Löbl, 2011
- Scaphobaeocera pecki Löbl, 1981[55]
- Scaphobaeocera piceoapicalis Löbl, 1977[52]
- Scaphobaeocera ponapensis Löbl, 1981
- Scaphobaeocera pseudotenella Löbl, 2011
- Scaphobaeocera pseudovalida Löbl, 1999[28]
- Scaphobaeocera ptiliformis Löbl, 1975[25]
- Scaphobaeocera pubiventris Löbl, 2011
- Scaphobaeocera puetzi Löbl, 2018
- Scaphobaeocera punctata Löbl, 2017
- Scaphobaeocera queenslandica Löbl, 1986
- Scaphobaeocera querceti Löbl, 1984[33]
- Scaphobaeocera remota Löbl, 1981
- Scaphobaeocera robustula Löbl, 1990[32]
- Scaphobaeocera sabapensis Löbl, 1990[32]
- Scaphobaeocera schouteni Löbl, 1980
- Scaphobaeocera schuelkei Löbl, 2018
- Scaphobaeocera serpentis Löbl, 2011
- Scaphobaeocera simplex Löbl, 1999[28]
- Scaphobaeocera smetanai Löbl, 1981[55]
- Scaphobaeocera soror Löbl, 1979
- Scaphobaeocera spinigera Löbl, 1979
- Scaphobaeocera spira Löbl, 1990[32]
- Scaphobaeocera stephensoni Löbl, 1988
- Scaphobaeocera stipes Löbl, 1971[39]
- Scaphobaeocera tenella Löbl, 1990[32]
- Scaphobaeocera tengchinensis Löbl, 2020[56]
- Scaphobaeocera tibialis Löbl, 1984[33]
- Scaphobaeocera timida Löbl, 1984[33]
- Scaphobaeocera uncata Löbl, 1990[32]
- Scaphobaeocera valida Löbl, 1990[32]
- Scaphobaeocera varecia Löbl, 2020[20]
- Scaphobaeocera variabilis Löbl, 1981[55]
- Scaphobaeocera watrousi Löbl, 2011
- Scaphobaeocera werneri Löbl, 2011
- Scaphobaeocera yunnana Löbl, 2018
- Scaphobaeocera zdenae Löbl, 1992[27]
- Scaphoxium alesi Löbl, 2011
- Scaphoxium assamense Löbl, 1984[33]
- Scaphoxium avidum Löbl, 1990[32]
- Scaphoxium bilobum Löbl, 2015[31]
- Scaphoxium eximium Löbl, 1986
- Scaphoxium grande Löbl, 1986
- Scaphoxium hartmanni Löbl, 2001
- Scaphoxium heissi Löbl, 2010
- Scaphoxium impeditum Löbl, 2002
- Scaphoxium intermedium Löbl, 1984[33]
- Scaphoxium japonicum Löbl, 1981
- Scaphoxium kenyanum Löbl, 2010
- Scaphoxium keralense Löbl, 1979
- Scaphoxium lemairei Löbl, 1980
- Scaphoxium madecassum Löbl, 2020[20]
- Scaphoxium mahnerti Löbl, 2010
- Scaphoxium occidentale Löbl, 2010
- Scaphoxium opacum Löbl, 2021[57]
- Scaphoxium opertum Löbl, 2021[57]
- Scaphoxium papuanum Löbl, 2002
- Scaphoxium pigneratum Löbl, 2002
- Scaphoxium prospector Löbl, 2010
- Scaphoxium puetzi Löbl, 2001
- Scaphoxium reductum Löbl, 1979
- Scaphoxium singlanum Löbl, 1984[33]
- Scaphoxium sparsum Löbl, 1979
- Scaphoxium taiwanum Löbl, 1980
- Scaphoxium taylori Löbl, 1981
- Scaphoxium topali Löbl, 1981
- Schweigeria uludagensis Löbl, 1967
- Sciatrophes alternans Löbl, 1977[52], désormais Baeocera alternans (Löbl, 1977)
- Sciatrophes australica Löbl, 1977[52], désormais Baeocera australica (Löbl, 1977)
- Sciatrophes flagellata Löbl, 1976, désormais Baeocera flagellata (Löbl, 1976)
- Sciatrophes gracilis Löbl, 1977[52], désormais Baeocera gracilis (Löbl, 1977)
- Sciatrophes matthewsi Löbl, 1977[52], désormais Baeocera matthewsi (Löbl, 1977)
- Sciatrophes promelas Löbl, 1977[52], désormais Baeocera promelas (Löbl, 1977)
- Sciatrophes valida Löbl, 1976, désormais Baeocera valida (Löbl, 1976)
- Siteromina dayak Löbl, 1979
- Spelaeobythus regulis Löbl, 1965
- Sphaerites nitidus Löbl, 1996
- Sphaerites opacus Löbl & Háva, 2002
- Sphaeroscapha punctata Löbl, 2010
- Strabocephalium kistneri Löbl, 1997
- Strabocephalium mroczkowskii Löbl, 1997
- Termitoscaphium kistneri Löbl, 1982
- Thinobius korbeli Löbl & Rychlík, 1994
- Tmesiphoromimus samsinaki Löbl, 1964
- Tmesiphorus marani Löbl, 1963
- Toxidium cavicola Löbl & Faille, 2017
- Toxidium cuspidatum Löbl, 1977[52]
- Toxidium diffidens Löbl, 1984[33]
- Toxidium fasciatum Löbl, 2019
- Toxidium hubbacki Löbl, 2019
- Toxidium incompletum Löbl, 1990[32]
- Toxidium janaki Löbl & Leschen, 2010
- Toxidium lunatum Löbl, 2012
- Toxidium malekulense Löbl, 1977
- Toxidium montanum Löbl, 1971[39]
- Toxidium notatum Löbl, 1977[52]
- Toxidium oblitum Löbl, 1971[39]
- Toxidium oxyurum Löbl, 1977[52]
- Toxidium pubistylis Löbl, 1990[32]
- Toxidium pygmaeum Löbl, 1971[39]
- Toxidium rougemonti Löbl & Leschen, 2010
- Toxidium simulans Löbl, 1971[39]
- Toxidium spectabile Löbl, 1992[27]
- Toxidium storeyi Löbl & Leschen, 2010
- Toxidium styligerum Löbl, 1990[32]
- Toxidium vagans Löbl, 1984[33]
- Toxidium ventrale Löbl, 1977
- Toxidium villosum Löbl, 1999[28]
- Toxidium vitianum Löbl, 1977
- Toxidium zebra Löbl, 1971[39]
- Trechus gulickai Löbl, 1967
- Tribasodema factiosum Löbl & Kurbatov, 2001[18]
- Tribasodema tribulosum Löbl & Kurbatov, 2001[18]
- Triomicrus adnexus Löbl, Kurbatov & Nomura, 1998[58]
- Triomicrus algon Löbl, Kurbatov & Nomura, 1998[58]
- Triomicrus factitatus Löbl, Kurbatov & Nomura, 1998[58]
- Triomicrus hamifer Löbl, Kurbatov & Nomura, 1998[58]
- Triomicrus ludificator Löbl, Kurbatov & Nomura, 1998[58]
- Triomicrus melini Löbl, Kurbatov & Nomura, 1998[58]
- Triomicrus onerosus Löbl, Kurbatov & Nomura, 1998[58]
- Triomicrus punctifrons Löbl, Kurbatov & Nomura, 1998[58]
- Triomicrus rougemonti Löbl, Kurbatov & Nomura, 1998[58]
- Triomicrus secutor Löbl, Kurbatov & Nomura, 1998[58]
- Triomicrus sternalis Löbl, Kurbatov & Nomura, 1998[58]
- Triomicrus vietus Löbl, Kurbatov & Nomura, 1998[58]
- Tritoxidium egregium Löbl, 2019
- Trypocopris alpinus marianii Löbl, 2006
- Tychobythinus formosanus Löbl & Kurbatov, 1995
- Tychobythinus japonicus Löbl & Kurbatov, 1996
- Tychobythinus mica Löbl & Kurbatov, 1995
- Tychobythinus siamensis Löbl & Kurbatov, 1995
- Tychogenius armatus Burckhardt & Löbl, 1992[23]
- Tychogenius spatulifer Burckhardt & Löbl, 1992[23]
- Tychus reitterianus Löbl, 1998
- Veddabatrus asper Löbl & Kurbatov, 2001[18]
- Veddabatrus sexualis Löbl & Kurbatov, 2001[18]
- Xotidium apicale Löbl, 2020[20]
- Xotidium bolmarum Löbl, 2015[31]
- Xotidium flagellum Ogawa & Löbl, 2016
- Xotidium heissi Ogawa & Löbl, 2016
- Xotidium medium Löbl, 2020[20]
- Xotidium meridionale Ogawa & Löbl, 2016
- Xotidium smetanai Ogawa & Löbl, 2016
- Xotidium tarantulatum Ogawa & Löbl, 2016
- Xotidium tubuliferum Löbl, 2011
- Xotidium uniforme Löbl, 1992[27]
- Zinda abdita Löbl, 1981
- Zinda teres Löbl, 1981

## Publications
Années 1960
- (de) Ivan Löbl, « Eine neue mittelasiatische Art der Gattung Scaphosoma Leach (Col.) », Annalen des Naturhistorischen Museums in Wien, Muséum d'histoire naturelle de Vienne, vol. 67,‎ 1963, p. 487-488 (ISSN 0083-6133, JSTOR 41769239).
- (de) Ivan Löbl, « Beitrag zur Kenntnis der Gattung Nipponobythus Jeannel (Col., Pselaphidae) », Annalen des Naturhistorischen Museums in Wien, Muséum d'histoire naturelle de Vienne, vol. 68,‎ 1964, p. 491-507 (ISSN 0083-6133, JSTOR 41764859).
- (en) Ivan Löbl, « A new species of Scaphosoma Leach (Coleoptera, Scaphidiidae) from Afghanistan », Annales Historico-Naturales Musei Nationalis Hungarici, Budapest, Musée national hongrois, vol. 57,‎ 1965a, p. 267-268 (ISSN 0521-4726, 0521-4726 et 2786-1368, lire en ligne).
- (de) Ivan Löbl, « Ergebnisse der Albanien-Expedition 1961 des Deutschen Entomologischen Institutes. 40. Beitrag. Coleoptera: Scaphidiidae. », Contributions à l'entomologie, Francfort-sur-le-Main, Institut entomologique allemand, vol. 15, no 5,‎ 1965b, p. 731-734 (ISSN 0005-805X et 2511-6428, OCLC 1519372, DOI 10.21248/CONTRIB.ENTOMOL.15.5-6.731-734, lire en ligne).
- (de) Ivan Löbl, « Neue und interessante paläarktische Scaphidiidae aus dem Museum G. Frey (Col.) », Entomologische Arbeiten aus dem Museum G. Frey, Munich et Tutzing, Museum Georg Frey (d), vol. 17,‎ 1966, p. 129-134 (ISSN 0013-8819, OCLC 1758833, lire en ligne).
- (de) Ivan Löbl, « Beitrag zur Kenntnis der neotropisclien Arten der Gattung Baeocera Er. », Opuscula Zoologica, Munich, Inconnu, vol. 97,‎ 1967, p. 1-3 (ISSN 0030-4158, OCLC 1289892, lire en ligne).
- Ivan Löbl, « Contribution à la connaissance des Scaphisomini de la Nouvelle-Calédonie », Bulletin de l'Institut Royal des Sciences Naturelles de Belgique, vol. 45, no 43,‎ 1969, p. 1-4 (ISSN 0368-0177, lire en ligne).

Années 1970
- (de) Ivan Löbl, « Revision der paläarktischen Arten der Gattungen Scaphisoma Leach und Caryoscapha Ganglbauer der Tribus Scaphisomini (Col. Scaphidiidae) », Revue suisse de zoologie, MHNG, vol. 77,‎ 1970, p. 727–799 (ISSN 0035-418X, DOI 10.5962/BHL.PART.75925).
- (de) Ivan Löbl, « Scaphidiidae von Ceylon (Coleoptera) », Revue suisse de zoologie, MHNG, vol. 78, no 4,‎ 1971a, p. 937-1006 (ISSN 0035-418X, DOI 10.5962/BHL.PART.97084, lire en ligne).
- (de) Ivan Löbl, « Zwei neue Arten der Gattung Seaplridium Ol. von Süd-Indien », Opuscula Zoologica, Munich, Inconnu, vol. 118,‎ 1971b, p. 1-3 (ISSN 0030-4158, OCLC 1289892, lire en ligne).
- (de) Ivan Löbl, « Revision der Gattung Mina Raffray (Coleoptera, Pselaphidae) », Revue suisse de zoologie, MHNG, vol. 80,‎ 1973, p. 151–206 (ISSN 0035-418X, DOI 10.5962/BHL.PART.75940).
- Ivan Löbl, « Une nouvelle espèce du genre Scaphisoma Leach de la Nouvelle Calédonie (Coleoptera, Scaphidiidae) », Revue suisse de zoologie, MHNG, vol. 81,‎ 1974a, p. 405–407 (ISSN 0035-418X, DOI 10.5962/BHL.PART.76013).
- (en) Ivan Löbl, « New species of the genus Amalocera Erichson from Brazil (Coleoptera, Scaphidiidae) », Studies on Neotropical Fauna, Taylor & Francis, vol. 9, no 1,‎ 1974b, p. 39-45 (ISSN 0375-2410 et 2374-6823, DOI 10.1080/01650527409360468).
- (de) Ivan Löbl, « Beitrag zur Kenntnis der Scaphidiidae (Coleoptera) von Neuguinea », Revue suisse de zoologie, MHNG, vol. 82, no 2,‎ 1975a, p. 369–420 (ISSN 0035-418X, DOI 10.5962/BHL.PART.78265).
- (de) Ivan Löbl, « Beitrag zur Kenntnis der Pselaphiden von Korea (Coleoptera) », Annales Historico-Naturales Musei Nationalis Hungarici, Budapest, Musée national hongrois, vol. 67,‎ 1975b, p. 113-118 (ISSN 0521-4726, 0521-4726 et 2786-1368, lire en ligne).
- (en) Ivan Löbl, « The Australian species of Scaphidium Olivier (Coleoptera: Scaphidiidae) », Australian Journal of Entomology, Wiley-Blackwell, vol. 15, no 3,‎ 1976a, p. 285-295 (ISSN 1326-6756 et 1440-6055, DOI 10.1111/J.1440-6055.1976.TB01708.X).
- (de) Ivan Löbl, « Eine neue bemerkenswerte Art der Gattung Scaphidium Olivier (Coleoptera, Scaphidiidae) von Neuguinea », Zoologische Mededelingen, NBC, vol. 49, no 26,‎ 1976b, p. 317-320 (ISSN 0024-0672 et 1876-2174, OCLC 212304577, lire en ligne).
- (en) Ivan Löbl, « New Species of the Genus Sciatrophes Blackburn from Arizona (Coleoptera: Scaphidiidae) », The Coleopterists Bulletin, The Coleopterists Society (d), vol. 30, no 2,‎ 1976c, p. 207-211 (ISSN 0010-065X et 1938-4394, JSTOR 3999826).
- (de) Ivan Löbl, « Beitrag zur Kenntnis der Scaphidiidae (Coleoptera) Australiens », Revue suisse de zoologie, MHNG, vol. 84,‎ 1977a, p. 3–69 (ISSN 0035-418X, DOI 10.5962/BHL.PART.91370).
- (de) Ivan Löbl, « Wenig bekannte und neue Scaphidiidae (Coleoptera) von Neukaledonien, Samoa und von den Fidschiinseln », Revue suisse de zoologie, MHNG, vol. 84,‎ 1977b, p. 817–829 (ISSN 0035-418X, DOI 10.5962/BHL.PART.91426).
- (en + de) Ivan Löbl, « Data on the Australian Scaphidiidae (Coleoptera) », Revue suisse de zoologie, MHNG, vol. 84, no 1,‎ 1977c, p. 3-69 (ISSN 0035-418X, PMID 877512).
- (en) Ivan Löbl, « Baeocera galapagoensis nov. spec, a new scaphidiid beetle from the Galapagos islands (coleoptera, scaphidiidae) », Studies on Neotropical Fauna and Environment, Taylor & Francis, vol. 12, no 4,‎ 1977d, p. 249-252 (ISSN 0165-0521 et 1744-5140, DOI 10.1080/01650527709360524).
- (en) Ivan Löbl, « Two new Scaphidiidae (Coleoptera) from the New Hebrides », Pacific Insects, Honolulu, Musée Bishop, vol. 19, nos 1-2,‎ 1978a, p. 109 (ISSN 0030-8714, OCLC 1761674, lire en ligne).
- (en) Ivan Löbl, « Contribution to the knowledge of the New Guinean species of Scaphidium (Coleoptera: Scaphidiidae) », Pacific Insects, Honolulu, Musée Bishop, vol. 19, nos 1-2,‎ 1978b, p. 113 (ISSN 0030-8714, OCLC 1761674, lire en ligne).
- (de) Ivan Löbl, « Die Scaphidiidae (Coleoptera) Südindiens », Revue suisse de zoologie, MHNG, vol. 86, no 1,‎ 1979a, p. 77-129 (ISSN 0035-418X, DOI 10.5962/BHL.PART.82281, lire en ligne).
- Ivan Löbl, « Révision du genre Sathytes Westwood (Coleoptera, Pselaphidae) », Revue suisse de zoologie, MHNG, vol. 86, no 1,‎ 1979b, p. 285–307 (ISSN 0035-418X, DOI 10.5962/BHL.PART.82294).
- (de) Ivan Löbl, « Die Scaphidiidae (Coleoptera) Südindiens », Revue suisse de zoologie, MHNG, vol. 86, no 1,‎ 1979c, p. 77-129 (ISSN 0035-418X, DOI 10.5962/BHL.PART.82281, lire en ligne).

Années 1980
- (de) Ivan Löbl, « Beitrag zur Kenntnis der Scaphidiidae (Coleoptera) Taiwans », Revue suisse de zoologie, MHNG, vol. 87, no 1,‎ 1980a, p. 91–123 (ISSN 0035-418X, DOI 10.5962/BHL.PART.85509).
- (en) Ivan Löbl, « Scaphidiidae (Coleoptera) of Fiji », New Zealand Journal of Zoology, Société royale de Nouvelle-Zélande et Taylor & Francis, vol. 7,‎ 1980b, p. 379-398 (ISSN 0301-4223 et 1175-8821, DOI 10.1080/03014223.1980.10423792).
- Ivan Löbl, « Les Scaphidiidae (Coleoptera) de la Nouvelle-Calédonie », Revue suisse de zoologie, MHNG, vol. 88,‎ 1981a, p. 347–379 (ISSN 0035-418X, DOI 10.5962/BHL.PART.82380).
- (de) Ivan Löbl, « Über einige Arten der Gattung Scaphisoma Leach (Coleoptera, Scaphidiidae) aus Vietnam und Laos », Annales Historico-Naturales Musei Nationalis Hungarici, Budapest, Musée national hongrois, vol. 73,‎ 1981b, p. 105-112 (ISSN 0521-4726, 0521-4726 et 2786-1368, lire en ligne).
- (de) Ivan Löbl, « Zwei neue Arten der Gattung Scaphoxium Löbl (Coleoptera, Scaphidiidae) », Annales Historico-Naturales Musei Nationalis Hungarici, Budapest, Musée national hongrois, vol. 73,‎ 1981c, p. 101-104 (ISSN 0521-4726, 0521-4726 et 2786-1368, lire en ligne).
- (en) Ivan Löbl, « Coleoptera. Scaphididae », Insects of Micronesia, Honolulu, Musée Bishop, vol. 15, no 2,‎ 1981d, p. 69-80 (ISSN 0073-8115).
- (de) Ivan Löbl, « Über die japanischen Arten der Gattungen Scaphobaeocera Csiki und Scaphoxium Löbl (Col., Scaphidiidae) », Bulletin de la Société Entomologique Suisse, Société Entomologique Suisse (d), vol. 54,‎ 1981e, p. 229 (ISSN 0036-7575 et 2297-539X, OCLC 1586648, DOI 10.5169/SEALS-401995, lire en ligne).
- Ivan Löbl, « Sur l'identité de trois « Amalocera » de Bornéo (Coleoptera, Scaphidiidae) », Revue suisse de zoologie, MHNG, vol. 89,‎ 1982, p. 789–795 (ISSN 0035-418X, DOI 10.5962/BHL.PART.82473).
- (en) Ivan Löbl, « On the Scaphidiidae (Coleoptera) of Chile », Entomologische Arbeiten aus dem Museum G. Frey, Munich et Tutzing, Museum Georg Frey (d), vol. 31-32,‎ 1983, p. 161-168 (ISSN 0013-8819, OCLC 1758833, lire en ligne).
- Ivan Löbl, « Scaphidiidae (Coleoptera) de Birmanie et de Chine, nouveaux ou peu connus », Revue suisse de zoologie, MHNG, vol. 91,‎ 1984a, p. 993–1006 (ISSN 0035-418X, DOI 10.5962/BHL.PART.81594).
- Ivan Löbl, « Les Scaphidiidae (Coleoptera) du nord-est de l'Inde et du Bhoutan I », Revue suisse de zoologie, MHNG, vol. 91,‎ 1984b, p. 57–107 (ISSN 0035-418X, DOI 10.5962/BHL.PART.81869).
- Ivan Löbl, « Contribution à la connaissance des Scaphidiidae (Coleoptera) du nord-ouest de l'Inde et du Pakistan », Revue suisse de zoologie, MHNG, vol. 93, no 2,‎ 1986a, p. 341–367 (ISSN 0035-418X, DOI 10.5962/BHL.PART.79699).
- Ivan Löbl, « Les Scaphidiidae (Coleoptera) du nord-est de l'Inde et du Bhoutan II », Revue suisse de zoologie, MHNG, vol. 93, no 1,‎ 1986b, p. 133–212 (ISSN 0035-418X, DOI 10.5962/BHL.PART.79687, lire en ligne).
- Ivan Löbl, « Scaphidiidae (Coleoptera) nouveaux ou peu connus de l'Asie du Sud-Est », Archives des Sciences, vol. 39,‎ 1986c, p. 87-102 (ISSN 1661-464X et 0003-9705, OCLC 01482084).
- Ivan Löbl, « Scaphidiidae (Coleoptera) nouveaux de Bornéo », Revue suisse de zoologie, MHNG, vol. 94,‎ 1987a, p. 85–107 (ISSN 0035-418X, DOI 10.5962/BHL.PART.79713).
- Ivan Löbl, « Contribution à la connaissance des Baeocera d'Afrique et de Madagascar (Coleoptera, Scaphidiidae) », Revue suisse de zoologie, MHNG, vol. 94, no 4,‎ 1987b, p. 841–860 (ISSN 0035-418X, DOI 10.5962/BHL.PART.79554, lire en ligne).
- (en) Ivan Löbl, « Contribution to the knowledge of the genus Caryoscapha Ganglbauer (Coleoptera: Scaphidiidae) », The Coleopterists Bulletin, The Coleopterists Society (d), vol. 41, no 4,‎ 1987c, p. 385-391 (ISSN 0010-065X et 1938-4394, JSTOR 4008526).
- (en) Claude Besuchet, Daniel H. Burckhardt et Ivan Löbl, « The "Winkler/Moczarski" Eclector as an Efficient Extractor for Fungus and Litter Coleoptera », The Coleopterists Bulletin, The Coleopterists Society (d), vol. 41, no 4,‎ 1987, p. 392-394 (ISSN 0010-065X et 1938-4394, JSTOR 4008527).
- (en) Ivan Löbl et Daniel Burckhardt, « Cerapeplus gen.n. and the classification of micropeplids (Coleoptera: Micropeplidae) », Systematic Entomology, Wiley-Blackwell, vol. 13, no 1,‎ janvier 1988, p. 57-66 (ISSN 0307-6970 et 1365-3113, DOI 10.1111/J.1365-3113.1988.TB00229.X).
- Ivan Löbl, « Scaphidiidae (Coleoptera) nouveaux ou méconnus de l'Afrique intertropicale », Revue de zoologie africaine, vol. 103,‎ 1989, p. 277-283 (ISSN 0251-074X, OCLC 1360958).

Années 1990
- (en) Ivan Löbl, « Review of the Scaphidiidae (Coleoptera) of Thailand », Revue suisse de zoologie, MHNG, vol. 97,‎ 1990, p. 505–621 (ISSN 0035-418X, DOI 10.5962/BHL.PART.79752).
- (en) Daniel Burckhardt et Ivan Löbl, « Redescription of Jacobsonium dimerum Heller 1926, member of the rare tropical Indo-Australian genus Sarothrias Grouvelle 1918 (Coleoptera Jacobsoniidae) », Tropical Zoology, Taylor & Francis, PAGEPress (Italy) (d) et FUP (d), vol. 3, no 2,‎ décembre 1990, p. 237-241 (ISSN 0394-6975 et 1970-9528, DOI 10.1080/03946975.1990.10539466).
- (en) Richard A. B. Leschen, Ivan Löbl et Karl Stephan, « Review of the Ozark Highland Scaphisoma (Coleoptera: Scaphidiidae) », The Coleopterists Bulletin, The Coleopterists Society (d), vol. 44, no 3,‎ 1990, p. 274-294 (ISSN 0010-065X et 1938-4394, JSTOR 4008732).
- (en) Daniel Burckhardt et Ivan Löbl, « A review of the Pterogeniidae (Coleoptera) », Zoological Journal of the Linnean Society, Linnean Society of London et OUP, vol. 104, no 3,‎ mars 1992, p. 243-291 (ISSN 1096-3642 et 0024-4082, OCLC 01799617, DOI 10.1111/J.1096-3642.1992.TB00924.X).
- (en) Ivan Löbl, « The Scaphidiidae (Coleoptera) of the Nepal Himalaya », Revue suisse de zoologie, MHNG, vol. 99,‎ 1992, p. 471–627 (ISSN 0035-418X, DOI 10.5962/BHL.PART.79841, lire en ligne).
- (en) Ivan Löbl et Karl Stephan, « A review of the species of Baeocera Erichson (Coleoptera, Staphylinidae, Scaphidiinae) of America north of Mexico », Revue suisse de zoologie, MHNG, vol. 100,‎ 1993, p. 675–733 (ISSN 0035-418X, DOI 10.5962/BHL.PART.79880).
- (en) Ivan Löbl, « Awas giraffa gen. n., sp. n. (Coleoptera, Pselaphidae) from Malaysia and the classification of Goniacerinae », Revue suisse de zoologie, MHNG, vol. 101,‎ 1994a, p. 685-697 (ISSN 0035-418X, DOI 10.5962/BHL.PART.79924).
- (en) Ivan Löbl, « The systematic position of Colilodionini with description of a new species (Coleoptera, Pselaphidae) », Revue suisse de zoologie, MHNG, vol. 101, no 2,‎ 1994b, p. 289-297 (ISSN 0035-418X, DOI 10.5962/BHL.PART.79908, lire en ligne).
- (en) Richard A. B. Leschen et Ivan Löbl, « Phylogeny of Scaphidiinae with redefinition of tribal and generic limits (Coleoptera: Staphylinidae) », Revue suisse de zoologie, MHNG, vol. 102,‎ 1995, p. 425–474 (ISSN 0035-418X, DOI 10.5962/BHL.PART.80472).
- (en) Giulio Cuccodoro et Ivan Löbl, « Revision of the Afrotropical rove-beetles of the genus Megarthrus (Coleoptera, Staphylinidae, Proteininae) », Revue suisse de zoologie, MHNG, vol. 102, no 3,‎ 1995, p. 655–761 (ISSN 0035-418X, DOI 10.5962/BHL.PART.80479, lire en ligne).
- (en) Ivan Löbl et Sergey A. Kurbatov, « A review of the Japanese Tychobythinus and Bythoxenites (Coleoptera, Staphylindae, Pselaphinae) », Revue suisse de zoologie, MHNG, vol. 103,‎ 1996, p. 919–938 (ISSN 0035-418X, DOI 10.5962/BHL.PART.79984).
- (en) Ivan Löbl et F.G. Calame, « Taxonomy and phylogeny of the Dasycerinae (Coleoptera: Staphylinidae) », Journal of Natural History, Taylor & Francis, vol. 30, no 2,‎ février 1996, p. 247-291 (ISSN 0022-2933 et 1464-5262, DOI 10.1080/00222939600771151).
- Ivan Löbl, « La coléoptérologie au Muséum d'histoire naturelle de Genève : historique, collections, recherche », Bulletin romand d'entomologie, MHNG, vol. 14,‎ 1996, p. 73-85 (ISSN 0256-3991 et 2813-9747).
- Ivan Löbl, Catalogue of the Scaphidiinae (Coleoptera: Staphylinidae) (œuvre écrite), 1997.
- (en) Giulio Cuccodoro et Ivan Löbl, « Revision of the Palaearctic rove beetles of the genus Megarthrus Curtis (Coleoptera: Staphylinidae: Proteininae) », Journal of Natural History, Taylor & Francis, vol. 31, no 9,‎ septembre 1997, p. 1347-1415 (ISSN 0022-2933 et 1464-5262, DOI 10.1080/00222939700770761).
- (en) Ivan Löbl, Sergey A. Kurbatov et Shūhei Nomura, « A revision of the genus Triomicrus Sharp (Coleoptera, Staphylinidae, Pselaphinae) », Bulletin of the National Science Museum. Series A: Zoology, 科博, vol. 24, no 2,‎ 1998a, p. 69-105 (ISSN 0385-2423 et 2434-0901, lire en ligne).
- (en) Ivan Löbl, Sergey A. Kurbatov et Shūhei Nomura, « On the Japanese species of Bryaxis (Coleoptera: Staphylinidae: Pselaphinae), with notes on allied genera and on endoskeletal polymorphy », Species Diversity, The Japanese Society of Systematic Zoology (d), vol. 3,‎ 1998b, p. 219-269 (ISSN 1342-1670 et 2189-7301, DOI 10.12782/SPECDIV.3.219, lire en ligne).
- Sergey A. Kurbatov et Ivan Löbl, « Nouvelles espèces asiatiques du genre Bryaxis et quelques données sur des espèces connues (Coleoptera: Staphylinidae: Pselaphinae) », Revue suisse de zoologie, MHNG, vol. 105,‎ 1998, p. 823–833 (ISSN 0035-418X, DOI 10.5962/BHL.PART.80059).
- (en) Ivan Löbl, « A new species of Colilodion (Coleoptera: Staphylinidae: Pselaphinae) from China », Bulletin de la Société Entomologique Suisse, Société Entomologique Suisse (d), vol. 71,‎ 1998, p. 467-470 (ISSN 0036-7575 et 2297-539X, OCLC 1586648, DOI 10.5169/SEALS-402731, lire en ligne).
- (en) Ivan Löbl, « A review of the Scaphidiinae (Coleoptera: Staphylinidae) of the People's Republic of China, I », Revue suisse de zoologie, MHNG, vol. 106, no 3,‎ 1999, p. 691–744 (ISSN 0035-418X, DOI 10.5962/BHL.PART.80102, lire en ligne).

Années 2000
- (en) Ivan Löbl, « A review of the Scaphidiinae (Coleoptera: Staphylinidae) of the People's Republic of China, II », Revue suisse de zoologie, MHNG, vol. 107,‎ 2000, p. 601–656 (ISSN 0035-418X, DOI 10.5962/BHL.PART.80141).
- (en) Ivan Löbl et Sergey A. Kurbatov, « The Batrisini of Sri Lanka (Coleoptera: Staphylinidae: Pselaphinae) », Revue suisse de zoologie, MHNG, vol. 108,‎ 2001, p. 559–697 (ISSN 0035-418X, DOI 10.5962/BHL.PART.80163).
- (en) Daniel H. Burckhardt et Ivan Löbl, « Redescription of Plagiophorus paradoxus Motschulsky with comments on the pselaphine tribe Cyathigerini (Coleoptera: Staphylinidae », Revue suisse de zoologie, MHNG, vol. 109,‎ 2002a, p. 397–406 (ISSN 0035-418X, DOI 10.5962/BHL.PART.79598).
- (en) Ivan Löbl, « Three new species of Scaphoxium (Coleoptera: Staphylinidae: Scaphidiinae) from New Guinea », Revue suisse de zoologie, MHNG, vol. 109,‎ 2002b, p. 469–474 (ISSN 0035-418X, DOI 10.5962/BHL.PART.79601).
- (en) Ivan Löbl, « New species of Scaphisoma Leach (Coleoptera: Staphylinidae: Scaphidiinae) from Mt. Wilhelm, Papua New Guinea », Acta Zoologica Academiae Scientiarum Hungaricae, Musée hongrois des sciences naturelles, vol. 48, no 3,‎ 2002c, p. 181-189 (ISSN 1217-8837 et 2064-2474, OCLC 30598589, lire en ligne).
- (en) Ivan Löbl et Richard A. B. Leschen, « Redescription and new species of Alexidia (Coleoptera: Staphylinidae: Scaphidiinae) », Revue suisse de zoologie, MHNG, vol. 110,‎ 2003a, p. 315–324 (ISSN 0035-418X, DOI 10.5962/BHL.PART.80187).
- (en) Löbl, Ivan et Leschen, Richard A. B., « Scaphidiinae (Insecta: Coleoptera: Staphylinidae) », Fauna of New Zealand, Manaaki Whenua – Landcare Research, vol. 48,‎ 2003b (ISSN 0111-5383 et 1179-7193, OCLC 494194341, DOI 10.7931/J2/FNZ.48, lire en ligne).
- (en) Donat Agosti, Peter Linder, Daniel Burckhardt, Sylvia Martinez, Ivan Löbl et Pierre André Loizeau, « Switzerland's role as a hotspot of type specimens », Nature, NPG et Springer Science+Business Media, vol. 421, no 6926,‎ février 2003, p. 889-889 (ISSN 1476-4687 et 0028-0836, OCLC 01586310, PMID 12606969, DOI 10.1038/421889A).
- (en) Richard A. B. Leschen et Ivan Löbl, « Phylogeny and classification of Scaphisomatini (Staphylinidae: Scaphidiinae) with notes on mycophagy, termitophily, and functional morphology », The Coleopterists Bulletin, The Coleopterists Society (d), vol. 59, no sp3,‎ décembre 2005, p. 1-63 (ISSN 0010-065X et 1938-4394, DOI 10.1649/0010-065X(2005)059[0001:PACOSS]2.0.CO;2).
- (en) Ivan Löbl, « Laenagenius apterus gen. et sp. nov. from China (Coleoptera: Pterogeniidae) », Entomological Problems, Slovak Entomological Society (d) et Institute of Zoology (d), vol. 35,‎ 2005, p. 153-155 (ISSN 1335-5899).
- (en) Ivan Löbl, « On the Philippine species of Cypariini and Scaphidiini (Coleoptera: Staphylinidae: Scaphidiinae) », Revue suisse de zoologie, MHNG, vol. 113,‎ 2006, p. 23–49 (ISSN 0035-418X, DOI 10.5962/BHL.PART.80338).
- (en) Sergey A. Kurbatov, Giulio Cuccodoro et Ivan Löbl, « Revision of Morana Sharp and allied genera (Coleoptera: Staphylinidae: Pselaphinae) », Annales Zoologici, PAN, vol. 57, no 4,‎ janvier 2007, p. 591-720 (ISSN 0003-4541 et 1734-1833, OCLC 1443837, lire en ligne).
- (en) Ivan Löbl, « Akarbatrus gen. nov., an unusual Batrisitae (Coleoptera: Staphylinidae: Pselaphinae) from Sumatra », Acta Entomologica Musei Nationalis Pragae, Prague, Musée national de Prague, vol. 49, no 2,‎ 2009, p. 661-670 (ISSN 0374-1036 et 1804-6487, lire en ligne).

Années 2010
- (en) Ivan Löbl, « On Scaphoxium (Coleoptera: Staphylinidea: Scaphylidiinae) from Africa and Madagascar », Bulletin de la Société Entomologique Suisse, Société Entomologique Suisse (d), vol. 83, nos 1-2,‎ 2010a, p. 119-129 (ISSN 0036-7575 et 2297-539X, OCLC 1586648, DOI 10.5169/SEALS-403001, lire en ligne).
- (en) Alexey G. Moseyko, Eva Sprecher-Uebersax et Ivan Löbl, « Case 3519. Eumolpus Weber, 1801, Chrysochus Chevrolat in Dejean, 1836 and Bromius Chevrolat in Dejean, 1836 (Insecta, Coleoptera, Chrysomelidae): proposed conservation of usage », Bulletin of Zoological Nomenclature, Londres, International Trust for Zoological Nomenclature (d), vol. 67, no 3,‎ 2010b, p. 218-224 (ISSN 0007-5167 et 2057-0570, OCLC 1753468, DOI 10.21805/BZN.V67I3.A10).
- (en) Ivan Löbl, « On the Scaphisomatini (Coleoptera: Staphylinidae: Scaphidiinae) of the Philippines, III: the genus Baeocera Erichson », Revue suisse de zoologie, MHNG, vol. 119,‎ 2012a, p. 351–383 (ISSN 0035-418X, DOI 10.5962/BHL.PART.150198).
- (en) Ivan Löbl, « Baeocera socotrana sp. nov., the first species of Scaphidiinae (Coleoptera: Staphylinidae) reported from Socotra Island », Acta Entomologica Musei Nationalis Pragae, Prague, Musée national de Prague, vol. 52, no supplementum 2,‎ 2012b, p. 141-145 (ISSN 0374-1036 et 1804-6487, lire en ligne).
- (en) Ivan Löbl, « On a collection of Scaphisomatini (Coleoptera: Staphylinidae: Scaphidiinae) from West Malaysia », Acta Entomologica Musei Nationalis Pragae, Prague, Musée national de Prague, vol. 52, no 1,‎ 2012b, p. 173-184 (ISSN 0374-1036 et 1804-6487, lire en ligne).
- (en) Ryo Ogawa et Ivan Löbl, « A revision of the genus Baeocera in Japan, with a new genus of the tribe Scaphisomatini (Coleoptera, Staphylinidae, Scaphidiinae) », Zootaxa, Magnolia Press (d), vol. 3652, no 3,‎ 17 mai 2013, p. 301-326 (ISSN 1175-5334 et 1175-5326, OCLC 49030618, PMID 26269835, DOI 10.11646/ZOOTAXA.3652.3.1).
- (en) Alain Dubois, Pierre-André Crochet, Edward C. Dickinson, André Nemésio, Erna Aescht, Aaron M. Bauer, Vladimir Blagoderov, Roger Bour, Marcelo R. De Carvalho, Laure Desutter-Grandcolas, Thierry Frétey, Peter Jäger, Victoire Koyamba, Esteban O. Lavilla, Ivan Löbl, Antoine Louchart, Valéry Malécot, Heinrich Schatz et Annemarie Ohler, « Nomenclatural and taxonomic problems related to the electronic publication of new nomina and nomenclatural acts in zoology, with brief comments on optical discs and on the situation in botany », Zootaxa, Magnolia Press (d), vol. 3735, no 1,‎ 11 novembre 2013, p. 1–94 (ISSN 1175-5334 et 1175-5326, OCLC 49030618, PMID 25278042, DOI 10.11646/ZOOTAXA.3735.1.1).
- (en) Ivan Löbl et Richard A. B. Leschen, « Misinterpreting global species numbers: examples from Coleoptera », Systematic Entomology, Wiley-Blackwell, vol. 39, no 1,‎ 5 novembre 2013, p. 2-6 (ISSN 0307-6970 et 1365-3113, DOI 10.1111/SYEN.12042).
- (en) Ivan Löbl, « Overestimation of molecular and modelling methods and underestimation of traditional taxonomy leads to real problems in assessing and handling of the world’s biodiversity », Zootaxa, Magnolia Press (d), vol. 3768, no 4,‎ 27 février 2014, p. 497–500 (ISSN 1175-5334 et 1175-5326, OCLC 49030618, PMID 24871190, DOI 10.11646/ZOOTAXA.3768.4.7).
- (en) Ryo Ogawa, Ivan Löbl et Kaoru Maeto, « Three new species of the genus Scaphicoma Motschulsky, 1863 (Coleoptera, Staphylinidae, Scaphidiinae) from Northern Sulawesi, Indonesia », ZooKeys, Sofia, Pensoft Publishers (d), vol. 403, no 403,‎ 17 avril 2014, p. 1-13 (ISSN 1313-2989 et 1313-2970, OCLC 248547717, PMID 24843264, PMCID 4023237, DOI 10.3897/ZOOKEYS.403.7200).
- (en) Paolo Audisio, Miguel-Angel Alonso Zarazaga, Adam Slipinski, Anders Nilsson, Josef Jelínek, Augusto Vigna Taglianti, Federica Turco, Carlos Otero, Claudio Canepari, David Kral, Gianfranco Liberti, Gianfranco Sama, Gianluca Nardi, Ivan Löbl, Jan Horak, Jiri Kolibac, Jirí Háva, Maciej Sapiejewski, Manfred Jäch, Marco Alberto Bologna, Maurizio Biondi, Nikolai B Nikitsky, Paolo Mazzoldi, Petr Zahradnik, Piotr Wegrzynowicz, Robert Constantin, Roland Gerstmeier, Rustem Zhantiev, Simone Fattorini, Wioletta Tomaszewska, Wolfgang H Rücker, Xavier Vazquez-Albalate, Fabio Cassola, Fernando Angelini, Colin Johnson, Wolfgang Schawaller, Renato Regalin, Cosimo Baviera, Saverio Rocchi, Fabio Cianferoni, Ron Beenen, Michael Schmitt, David Sassi, Horst Kippenberg, Marcello Franco Zampetti, Marco Trizzino, Stefano Chiari, Giuseppe Maria Carpaneto, Simone Sabatelli et Yde de Jong, « Fauna Europaea: Coleoptera 2 (excl. series Elateriformia, Scarabaeiformia, Staphyliniformia and superfamily Curculionoidea) », Biodiversity Data Journal, Pensoft Publishers (d), vol. 3, no 3,‎ 2015, e4750 (ISSN 1314-2828 et 1314-2836, PMID 25892924, PMCID 4399155, DOI 10.3897/BDJ.3.E4750).
- (en) Ivan Löbl, « On the Scaphidiinae (Coleoptera: Staphylinidae) of the Lesser Sunda Islands », Revue suisse de zoologie, MHNG, vol. 122, no 1,‎ 2015a, p. 75-120 (ISSN 0035-418X, DOI 10.5281/ZENODO.14582).
- (en) Ivan Löbl, « On inconsistency in, and undesirable side effects of the International Code of Zoological Nomenclature », Bionomina, Magnolia Press (d), vol. 8, no 1,‎ 2015b, p. 54–56 (ISSN 1179-7649 et 1179-7657, DOI 10.11646/BIONOMINA.8.1.3).
- (en) Ivan Löbl, « Stability under the International Code of Zoological Nomenclature: a bag of problems affecting nomenclature and taxonomy », Bionomina, Magnolia Press (d), vol. 9, no 1,‎ 2015c, p. 35–40 (ISSN 1179-7649 et 1179-7657, DOI 10.11646/BIONOMINA.9.1.3).
- (en) Ivan Löbl, « Notes on Scaphisoma of Kalimantan (Coleoptera: Staphylinidae: Scaphidiinae) », Acta Entomologica Musei Nationalis Pragae, Prague, Musée national de Prague, vol. 55, no 1,‎ 2015d, p. 129-144 (ISSN 0374-1036 et 1804-6487, lire en ligne).
- (en) Ivan Löbl, Alice Cibois et Bernard Landry, « Describing new species in the absence of sampled specimens: a taxonomist's own-goal », Bulletin of Zoological Nomenclature, Londres, International Trust for Zoological Nomenclature (d), vol. 73, no 1,‎ 1er mars 2016, p. 83-86 (ISSN 0007-5167 et 2057-0570, OCLC 1753468, DOI 10.21805/BZN.V73I1.A2).
- (en) Ryo Ogawa et Ivan Löbl, « A review of the genus Xotidium Löbl, 1992 (Coleoptera, Staphylinidae, Scaphidiinae), with descriptions of five new species », Deutsche Entomologische Zeitschrift, Pensoft Publishers (d), vol. 63, no 1,‎ 31 mai 2016, p. 155–169 (ISSN 1435-1951 et 1860-1324, OCLC 1909060532, DOI 10.3897/DEZ.63.8386).
- (en) Ryo Ogawa, Ivan Löbl et Kaoru Maeto, « A new species of the genus Cyparium from northern Sulawesi, Indonesia (Coleoptera: Staphylinidae: Scaphidiinae) », Acta Entomologica Musei Nationalis Pragae, Prague, Musée national de Prague, vol. 56, no 1,‎ 2016, p. 195-201 (ISSN 0374-1036 et 1804-6487, lire en ligne).
- (en) Ivan Löbl et Ryo Ogawa, « On the Scaphisomatini (Coleoptera, Staphylinidae, Scaphidiinae) of the Philippines, IV: the genera Sapitia Achard and Scaphisoma Leach », Linzer Biologische Beiträge, Biologiezentrum Linz (d), vol. 48, no 2,‎ décembre 2016, p. 1339-1492 (ISSN 0253-116X, lire en ligne).
- (en) Ivan Löbl, « Assessing biodiversity: a pain in the neck », Bionomina, Magnolia Press (d), vol. 12, no 1,‎ 24 mars 2017, p. 39–43 (ISSN 1179-7649 et 1179-7657, DOI 10.11646/BIONOMINA.12.1.3).
- (it) Ivan Löbl et Arnaud Faille, « Toxidium cavicola sp. nov., a new cave dwelling malagasy Scaphidiinae (Coleoptera: Staphylinidae) », Annales Zoologici, PAN, vol. 67, no 2,‎ juin 2017, p. 345-348 (ISSN 0003-4541 et 1734-1833, OCLC 1443837, DOI 10.3161/00034541ANZ2017.67.2.011).
- (en) Ivan Löbl, « On the Chinese species of Scaphobaeocera Csiki, 1909, and new records of Scaphoxium Löbl, 1979 and Toxidium LeConte, 1860 (Coleoptera: Staphylinidae: Scaphidiinae) », Russian Entomological Journal, KMK Scientific Press Ltd. (d), vol. 27, no 1,‎ 2018a, p. 123-134 (ISSN 0132-8069, OCLC 27722314, DOI 10.15298/RUSENTJ.27.2.02, lire en ligne).
- Ivan Löbl, WCI 16, Löbl, Coleoptera: Staphylinidae: Scaphidiinae (œuvre écrite), Éditions Brill, 16 août 2018.
- (en) Ivan Löbl, « A review of Scaphisomatini from Sulawesi, with descriptions of ten new species (Coleoptera: Staphylinidae: Scaphidiinae) », Acta Entomologica Musei Nationalis Pragae, Prague, Musée national de Prague, vol. 58, no 1,‎ 2018c, p. 151-165 (ISSN 0374-1036 et 1804-6487, DOI 10.2478/AEMNP-2018-0013, lire en ligne).
- (en + pl) Ivan Löbl, « New species and records of Scaphisoma Leach (Coleoptera: Staphylinidae: Scaphidiinae) from the People's Republic of China », Annales Zoologici, PAN, vol. 69, no 2,‎ 2019a, p. 241-292 (ISSN 0003-4541 et 1734-1833, OCLC 1443837, DOI 10.3161/00034541ANZ2019.69.2.002).
- (en) Ivan Löbl, « Supplement to the knowledge of the Chinese and southeast Asian species of Cypariini and Scaphisomatini (Coleoptera: Staphylinidae: Scaphidiinae) », Mitteilungen der Münchner Entomologischen Gesellschaft, Munich, Münchner Entomologische Gesellschaft (d), vol. 109,‎ 2019b, p. 5-11 (ISSN 0340-4943, OCLC 1645059).

Années 2020
- (en) Ivan Löbl, « On the Scaphisomatini of Madagascar, and commentary on new trends in museums hampering taxonomic research », Koleopterologische Rundschau, Zoologisch-Botanische Gesellschaft (d) et Wiener Coleopterologen Verein (d), vol. 90,‎ 2020a, p. 89-126 (ISSN 0075-6547 et 2960-4591).
- (en) Ivan Löbl, « Four new Taiwanese species of Scaphobaeocera Csiki (Coleoptera, Staphylinidae, Scaphidiinae) », Linzer Biologische Beiträge, Biologiezentrum Linz (d), vol. 52/1,‎ 2020b, p. 327-335 (ISSN 0253-116X, lire en ligne).
- (en + pl) Ivan Löbl, Richard A. B. Leschen et Ján Kodada, « Review of asian species and cladistic analysis of Bironium Csiki (Coleoptera: Staphylinidae: Scaphidiinae) with comments on biogeography », Annales Zoologici, PAN, vol. 70, no 4,‎ 2020 (ISSN 0003-4541 et 1734-1833, OCLC 1443837, DOI 10.3161/00034541ANZ2020.70.4.014).
- (en) Ivan Löbl et Aleš Smetana, « On the Baeocera Erichson (Coleoptera: Staphylinidae: Scaphidiinae) of Sabah, Malaysia, and a tale on mystified biodiversity », Journal of Insect Biodiversity, Insect Biodiversity Research Group (d), vol. 23, no 2,‎ 2021, p. 23-42 (ISSN 2147-7612 et 2538-1318, DOI 10.12976/JIB/2021.23.2.1).
- (en) Ivan Löbl, « Contribution to the knowledge of the Scaphisomatini (Coleoptera: Staphylinidae: Scaphidiinae) of Mindanao, Philippines », Biodiversity, Biogeography and Nature Conservation in Wallacea and New Guinea, Riga, Inconnu, vol. 4,‎ 2021a, p. 265-272 (ISSN 2255-9728).
- (en) Ivan Löbl, « On the Bornean species of Scaphoxium Löbl, 1979 (Coleoptera, Staphylinidae, Scaphidiinae) », Linzer Biologische Beiträge, Biologiezentrum Linz (d), vol. 53/1,‎ 2021b, p. 85-89 (ISSN 0253-116X).
- (en) Ivan Löbl, « A review of the Bironium Csiki, 1909 (Coleoptera: Staphylinidae: Scaphidiinae) of New Guinea and the Moluccas », Acta Musei Moraviae, Scientiae Biologicae, vol. 106, no 2,‎ 2021c, p. 227-248 (ISSN 1211-8788, lire en ligne).
- (en) Ivan Löbl et Ján Kodada, « On the Himalayan Pselaphini (Insecta: Coleoptera: Staphylinidae: Pselaphinae) », Biodiversity and Natural Heritage of the Himalaya, vol. VII,‎ 2021, p. 349-368.
- (en) Ivan Löbl, « On the genus Scaphisoma Leach, 1815 (Coleoptera: Staphylinidae: Scaphidiinae) from Georgia, with description of a new species », Caucasian Entomological Bulletin, vol. 18, no 1,‎ 2022, p. 31-33 (ISSN 1814-3326 et 2713-1785, DOI 10.23885/181433262022181-3133).
- (en) Thibault Ramage et Ivan Löbl, « A new species of Scaphisoma Leach from the Society Islands with commentary on Staphylinidae of the French Polynesia (Coleoptera, Staphylinidae, Scaphidiinae) », Bulletin de la Société entomologique de France, Paris, SEF, vol. 127, no 1,‎ 28 mars 2022, p. 55-60 (ISSN 0037-928X et 2540-2641, OCLC 1765811, DOI 10.32475/BSEF_2224).